# Kalendarium inwazji Rosji na Ukrainę – marzec 2024
| 2022        | 2023        | 2024        | 2025        |
| ----------- | ----------- | ----------- | ----------- |
| –           | styczeń     | styczeń     | styczeń     |
| luty        | luty        | luty        | luty        |
| marzec      | marzec      | marzec      | marzec      |
| kwiecień    | kwiecień    | kwiecień    | kwiecień    |
| maj         | maj         | maj         | maj         |
| czerwiec    | czerwiec    | czerwiec    | czerwiec    |
| lipiec      | lipiec      | lipiec      | lipiec      |
| sierpień    | sierpień    | sierpień    | sierpień    |
| wrzesień    | wrzesień    | wrzesień    | wrzesień    |
| październik | październik | październik | październik |
| listopad    | listopad    | listopad    |             |
| grudzień    | grudzień    | grudzień    |             |

## Marzec 2024

### 1 marca
Dowódca ukraińskiego Zgrupowania Tauryda generał Ołeksandr Tarnawski powiedział, że Rosja nasiliła ataki w kierunku Awdijiwki, ale armia ukraińska nadal kontrolowała pobliskie pozycje, a także odzyskała część utraconych pozycji. W ciągu doby siły ukraińskie odparły 25 rosyjskich ataków na froncie awdijiwskim, w których zginęło i zostało rannych 319 żołnierzy rosyjskich; zniszczono także 36 szt. sprzętu. Rzecznik Zgrupowania Chortycja Illia Jewłasz powiedział, że armia rosyjska koncentrowała swoje siły, aby rozpocząć silny atak w kierunku Czasiw Jaru, na zachód od Bachmutu, który jest bramą do Konstantynówki, Kramatorska i Słowiańska. Według Institute of the Study of War (ISW) siły rosyjskie poczyniły potwierdzone postępy w pobliżu Awdijiwki i Doniecka. Władze rosyjskie prawdopodobnie wykorzystają coroczne szkolenie bojowe dla rosyjskich rezerwistów w celu wsparcia wysiłków w zakresie kryptomobilizacji.
Sztab Generalny Ukrainy poinformował, że kontynuowano utrzymywanie przyczółku w obwodzie chersońskim na lewym brzegu Dniepru. Rosja atakowała w kierunkach Kupiańska, Łymanu, Bachmutu, Awdijiwki i Nowopawłowska, gdzie doszło do 82 starć. W ciągu doby armia rosyjska przeprowadziła dziewięć ataków rakietowych, 100 nalotów i 161 ostrzałów na pozycje ukraińskie i obszary zaludnione. Ponad 140 miejscowości w dziewięciu obwodach znalazło się pod ostrzałem artyleryjskim. Lotnictwo ukraińskie dokonało 13 nalotów na miejsca koncentracji, a artyleria uderzyła w obszar koncentracji, trzy jednostki artylerii, trzy punkty kontrolne i trzy składy amunicji.
W nocy siły rosyjskie zaatakowały Ukrainę za pomocą dronów czterech Shahed 136/131 (wystrzelonych z Primorsko-Achtarska i Kurska) i pięciu rakiet S-300 z okupowanego obwodu donieckiego i rosyjskiego obwodu biełgorodzkiego. Ukraińska obrona przeciwlotnicza zniszczyła wszystkie drony w obwodach charkowskim i dniepropetrowskim. Siły Powietrzne Ukrainy podały, że zestrzelono także rosyjski myśliwiec Su-34 o 9:00 czasu lokalnego podczas próby zaatakowania pozycji ukraińskich bombami lotniczymi na froncie wschodnim.
Ministerstwo Obrony Rosji podało, że zestrzelono jednego drona nad obwodem biełgorodzkim i trzy nad obwodem niżnonowogrodzkim. Ponadto odnotowano eksplozje w Dzierżyńsku, gdzie znajduje się jeden z największych rosyjskich zakładów produkujących materiały wybuchowe, Przedsiębiorstwo Państwowe J.M. Swierdłowa. Gubernator Roman Starowojt przyznał, że doszło do ataku dronem na obwód kurski, w wyniku którego doszło do przerwy w dostawie prądu w trzech miejscowościach. Podstacja energetyczna w Jekaterynburgu została zniszczona w wyniku eksplozji. Rosja stwierdziła, że była to awaria techniczna. Elektrownia dostarczała energię do trzech firm wytwarzających produkty dla rosyjskiej armii. Rosyjskie media donosiły, że na okupowanym Krymie w pobliżu Sewastopola, Eupatorii i Symferopola było słychać eksplozje, a Most Krymski tymczasowo został zamknięty. Urzędnicy na Krymie powiedzieli, że lokalny system obrony powietrznej był aktywny i wezwali obywateli do pozostania w schronach.
Argentyna przekazała Ukrainie dwa helikoptery Mi-17, które zamówiono w Rosji w 2011 roku. Wiceminister obrony Czech Jan Jires oświadczył, że Ukraina prawdopodobnie otrzyma pierwszą partię pocisków 155 mm zakupionych poza UE „w ciągu kilku tygodni” po wsparciu finansowym ze strony innych krajów europejskich. Według agencji Bloomberg rząd brytyjski zwrócił się do Niemiec o przekazanie Ukrainie rakiet dalekiego zasięgu Taurus. Londyn zaproponował także porozumienie o wymianie, zgodnie z którym Wielka Brytania zwiększy dostawy swoich rakiet Storm Shadow na Ukrainę w zamian za rakiety niemieckie.
Prezydent Wołodymyr Zełenski i premier Holandii Mark Rutte podpisali w Charkowie porozumienie o bezpieczeństwie; Holandia była siódmym krajem m.in. po Wielkiej Brytanii, Niemczech czy Francji. Dokument został podpisany w ramach Wspólnej Deklaracji G7 w sprawie wsparcia dla Ukrainy, przyjętej na szczycie NATO w Wilnie. Przewiduje on zapewnienie Ukrainie w 2024 roku pomocy wojskowej o wartości 2 miliardów euro, a także dalszą pomoc obronną ze strony Holandii w ciągu najbliższych 10 lat.
Rosja w dalszym ciągu werbowała bojowników za granicą, w wyniku czego sprowadzono na okupowane terytorium kolejną partię najemników z Kuby i Nepalu.
W Moskwie odbył się pogrzeb lidera rosyjskiej opozycji Aleksieja Nawalnego. Na pogrzebie zgromadziły się tysiące ludzi, którzy wykrzykiwali hasła: „Przyprowadźcie żołnierzy do domu”, „Putin umrze razem z nami”, „Bohaterowie nie umierają”. Pogrzeb Nawalnego stał się największym antywojennym wiecem rosyjskiej opozycji od początku rosyjskiej inwazji na Ukrainę.

### 2 marca

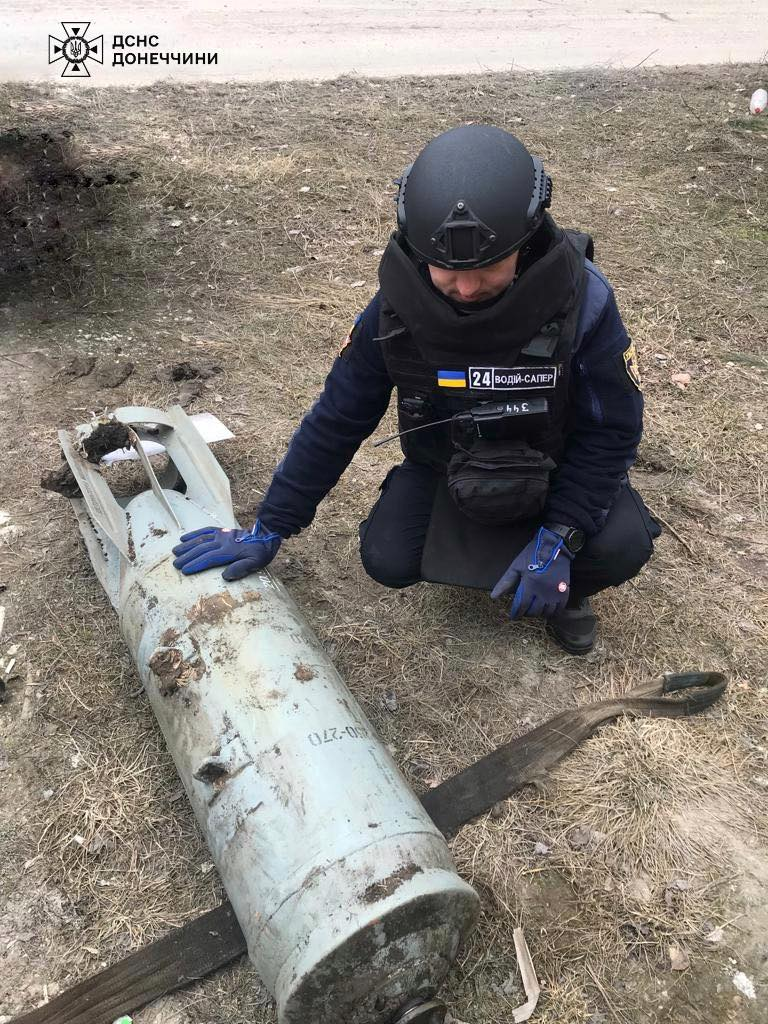
Państwowa Służba Ratunkowa usuwa niewybuch rosyjskiej bomby lotniczej KAB-250, która spadła na terytorium prywatnego domu w Torećku.

W ocenie ISW siły rosyjskie były gotowe zaryzykować dalsze straty w lotnictwie, aby osiągnąć przewagę taktyczną wzdłuż linii Awdijwka–Donieck. Poprzednie straty w samolotach skłoniły siły rosyjskie do tymczasowego ograniczenia działalności lotniczej na całej Ukrainie, jednak wzrost strat rosyjskich samolotów w ostatnich tygodniach nie zmusił jeszcze Rosjan do znacznego ograniczenia działalności lotnictwa taktycznego. Tymczasem wojska rosyjskie poczyniły potwierdzone postępy w pobliżu Kreminnej, Awdijiwki i Krynek. Ukraina starała się powstrzymać ofensywę rosyjską po opuszczeniu Awdijiwki. Dziennikarze po analizie zdjęć satelitarnych stwierdzili jednak, że obrona na tych granicach jest słabo zorganizowana i wyposażona. Według The New York Times na podstawie zdjęć satelitarnych okopy opisano jako rzadkie i prymitywne, pozbawione dodatkowych fortyfikacji, które mogłyby powstrzymać rosyjskie czołgi oraz pomóc chronić główne drogi i ważne obszary.
SG Ukrainy podał, że kontynuowano utrzymywanie przyczółku w obwodzie chersońskim na lewym brzegu Dniepru, gdzie odparto jeden atak w rejonie Krynek. Rosja atakowała w kierunkach Kupiańska, Łymanu, Bachmutu, Awdijiwki, Nowopawłowska i Zaporoża, gdzie doszło do 71 starć. W ciągu doby armia rosyjska przeprowadziła jeden atak rakietowy, 50 nalotów i 112 ostrzałów na pozycje ukraińskie i obszary zaludnione. Ponad 120 miejscowości w dziewięciu obwodach znalazło się pod ostrzałem artyleryjskim. Lotnictwo ukraińskie dokonało ośmiu nalotów na miejsca koncentracji, a artyleria uderzyła w jednostkę artylerii.
Rosja zaatakowała Ukrainę za pomocą 17 dronów Shahed 136/131, wystrzelonych z Primorsko-Achtarska i Bałakławy oraz trzech rakiet manewrujących Ch-59/Ch-35 z okupowanych obwodów chersońskiego i donieckiego. Ukraińska obrona przeciwlotnicza zniszczyła 14 dronów nad obwodami odeskim, mikołajowskim, zaporoskim, charkowskim, sumskim i dniepropetrowskim. Atak spowodował zniszczenia i ofiary wśród ludności cywilnej. Początkowo podano, że zginęły co najmniej dwie osoby, a siedem zostało rannych w Odessie i trzy zostały ranne w obwodzie charkowskim. Później gubernator Ołeh Kiper poinformował, że o 0:40 w ataku rosyjskiego drona na Odessę zginęło 12 osób, w tym pięcioro dzieci, a dziewięć osób zostało rannych, oraz częściowo zniszczono 9-piętrowy budynek mieszkalny, w którym zawaliło się 18 mieszkań. 3 marca ogłoszono dniem żałoby w obwodzie odeskim. Kolejne trzy osoby zginęły w oddzielnych atakach w obwodach charkowskim (Kupiańsk), chersońskim (Stanisław) i zaporoskim (Prymorśke).
Ukraińskie Siły Powietrzne stwierdziły, że na kierunku wschodnim zestrzelono kolejny rosyjski samolot Su-34. Gubernator Aleksander Begłow powiedział, że o 7:00 czasu lokalnego ukraiński dron spowodował eksplozję, która uszkodziła dwa budynki mieszkalne w Petersburgu, raniąc sześć osób i zmuszając do ewakuacji 100 kolejnych. Według kanałów na Telegramie celem drona mógł być pobliski skład ropy. Gubernator obwodu leningradzkiego oświadczył, że system obrony powietrznej zestrzelił „cele powietrzne” nad wodami i wybrzeżem Zatoki Fińskiej.
Naczelny Dowódca SZ Ukrainy generał Ołeksandr Syrski powiedział, że w związku z działaniami niektórych dowódców brygad na froncie wschodnim, „zagrażającym życiu i zdrowiu żołnierzy”, był zmuszony podjąć „decyzje personalne” w celu rozwiązania tych problemów.
Rosyjska telewizja RT opublikowała za pośrednictwem swojego niemieckojęzycznego oddziału RT DE nagranie poufnej rozmowy z Webex, która wyciekła w lutym 2024 roku. Na nagraniu oficerowie niemieckich Sił Powietrznych, w tym dowódca Ingo Gerhartz, generał brygady Frank Gräfe i dwaj inni oficerowie rozmawiali o rakietach Taurus i ich możliwym zastosowaniu w wojnie rosyjsko-ukraińskiej, w tym o uderzeniu w Most Krymski. Następnie Ministerstwo Obrony Niemiec potwierdziło autentyczność nagrania, twierdząc, że rozmowa została przechwycona, ale „nie można z całą pewnością stwierdzić, czy wprowadzono zmiany” przed publikacją. Kanclerz Olaf Scholz nazwał to „bardzo poważną sprawą” i obiecał zbadać sprawę.
Brytyjskie Ministerstwo Obrony podało, że średnia dobowa liczba rosyjskich ofiar na Ukrainie wyniosła w lutym tego roku 983 osób i była najwyższa od początku wojny. Wzrost średniej liczby ofiar prawdopodobnie odzwierciedla zaangażowanie Rosji w taktykę wojny na wyniszczenie i choć jest ona kosztowna pod względem życia ludzkiego, przynosi efekt w postaci zwiększonej presji na ukraińskie pozycje na linii frontu. Do tej pory rosyjskie straty prawdopodobnie przekroczyły 355 tysięcy, zabitych i rannych.

### 3 marca

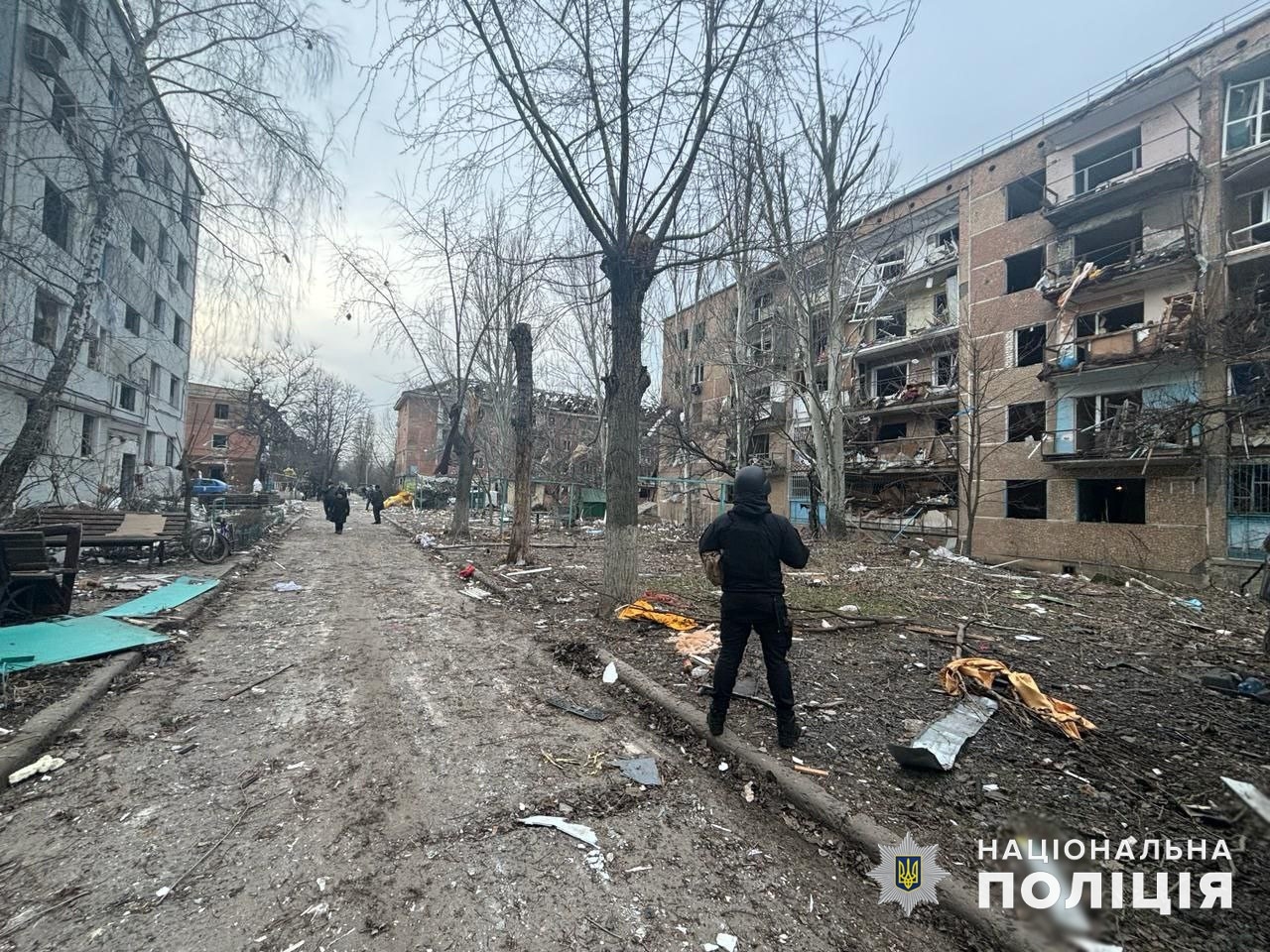
Budynki mieszkalne w Kurachowem po rosyjskim bombardowaniu. Władze regionalne podały, że 16 osób zostało rannych, a co najmniej 15 budynków mieszkalnych zostało uszkodzonych.

Według ISW siły rosyjskie i ukraiński kontynuowały walki pozycyjne na całej linii frontu.
Ukraiński Sztab oświadczył, że kontynuowano utrzymywanie przyczółku w obwodzie chersońskim na lewym brzegu Dniepru. FR atakowała w kierunkach Kupiańska, Łymanu, Bachmutu, Awdijiwki, Nowopawłowska i Zaporoża, gdzie doszło do 78 starć. W ciągu 24h armia rosyjska przeprowadziła siedem ataków rakietowych, 50 nalotów i 112 ostrzałów na pozycje ukraińskie i obszary zaludnione (odnotowano ofiary wśród cywilów oraz zniszczoną infrastrukturę). Ponad 80 miejscowości w ośmiu obwodach znalazło się pod ostrzałem artyleryjskim. Lotnictwo ukraińskie dokonało siedmiu nalotów na miejsca koncentracji. Rzecznik ukraińskich Sił Powietrznych Jurij Ihnat stwierdził, że działania rosyjskiego lotnictwa nad wschodnią Ukrainą zauważalnie się zmniejszyły: „Środki obronne zapewnione przez zachodnich partnerów przynoszą skutek”.
Gubernator Ołeksandr Prokudin podał, że ok. 2:10 czasu lokalnego w wyniku rosyjskiego ostrzału na wieś Poniatiwka w obwodzie chersońskim zginęła jedna osoba. Gubernator Wadim Fiłaszkin poinformował, że ok. 12:00 w ataku (prawdopodobnie za pomocą bomby lotniczej) na centrum Kurachowego 16 osób zostało rannych, w tym dwie ciężko. Co najmniej 15 wieżowców zostało uszkodzonych w wyniku uderzenia. Gubernator Prokudin poinformował, że w ciągu ostatniej doby w obwodzie chersońskim w wyniku ostrzału zginęła jedna osoba oraz uszkodzona została infrastruktura krytyczna i placówki oświatowe. Trafienia odnotowano w 16 miastach obwodu. Celem rosyjskiego wojska były głównie dzielnice mieszkalne, w wyniku czego zniszczono lub uszkodzono dziewięć wieżowców i 16 domów prywatnych.
Rosyjskie Ministerstwo Obrony stwierdziło, że w godzinach nocnych nad Krymem zestrzelono 38 ukraińskich dronów, z których większość została wycelowana w kierunku Teodozji. Most krymski został tymczasowo zamknięty, a nagranie w mediach społecznościowych donosiło o eksplozji w pobliżu jednego z największych składów paliwa na półwyspie. Później ukraińsko-tatarski ruch oporu „Atesz” stwierdził, że zniszczono rosyjski rurociąg, biegnący przy południowo-wschodnim wybrzeżu Krymu, określając szkody jako „ogromne”.
Dziennik The Wall Street Journal, powołując się na urzędników europejskich, napisał, że Rosja wysłała do Europy swoich szpiegów pod przykrywką uchodźców. Z publikacji wynika, że rosyjscy agenci stawali się coraz odważniejsi i mogli stać za głośnymi morderstwami rosyjskich uciekinierów, w szczególności pilota Maksyma Kuzminowa, który w 2023 roku ukradł rosyjski helikopter i uciekł na stronę ukraińską. W połowie lutego 2024 roku został zastrzelony na terytorium Hiszpanii.

### 4 marca
Rzecznik ukraińskiego Zgrupowania Tauryda Dmytro Łychowij powiedział, że siły ukraińskie ustabilizowały sytuację i spowalniały postępy armii rosyjskiej na zachód od niedawno zdobytej Awdijiwki, m.in. w pobliżu Nowoseliwki, Berdyczi, Toneńkego, Perwomajskiego i Niewelskiego. Według Łychowija Rosja kontrolowała część Berdyczi i Toneńke, ale „Siły Obronne wykonywały swoją pracę, zadając wrogowi znaczne straty”. Dodał także, że Rosjanie wzmacniali swoje wojska, aby zająć Nowomychajliwkę w pobliżu Marjinki, która stała się jednym z najgorętszych odcinków frontu. W ocenie ISW siły rosyjskie poczyniły potwierdzone postępy w pobliżu Bachmutu, Awdijiwki i Doniecka w ramach ciągłych starć pozycyjnych na całej linii frontu.
Sztab Ukrainy podał, że kontynuowano utrzymywanie przyczółku w obwodzie chersońskim na lewym brzegu Dniepru, gdzie odparto dwa ataki. FR atakowała w kierunkach Kupiańska, Łymanu, Bachmutu, Awdijiwki, Nowopawłowska i Zaporoża, gdzie doszło do 74 starć. W ciągu 24h armia rosyjska przeprowadziła pięć ataków rakietowych, 66 nalotów i 108 ostrzałów na pozycje ukraińskie i obszary zaludnione (odnotowano rannych wśród cywilów oraz zniszczoną infrastrukturę). Ponad 140 miejscowości w dziewięciu obwodach znalazło się pod ostrzałem artyleryjskim. Lotnictwo ukraińskie dokonało ośmiu nalotów na miejsca koncentracji i jednego na stację kontroli dronów, z kolei artyleria zniszczyła trzy obszary koncentracji, system przeciwlotniczy i sześć jednostek artyleryjskich.
Rzecznik SG Ukrainy Andrij Kowaliow poinformował, że w ciągu ostatniego tygodnia na froncie „miało miejsce ponad 600 starć bojowych. Wróg przeprowadził 42 ataki rakietowe, ponad 550 nalotów i prawie 900 ostrzałów z systemów rakietowych” na pozycje ukraińskie i obiekty infrastruktury cywilnej. Na kierunku kupiańskim Rosjanie kontynuowali ofensywę w rejonie Pietropaliwki, Iwaniwki, Synkiwki i Tabajiwki, gdzie Ukraińcy odparli ponad 50 ataków. Na kierunku łymańskim wojsko ukraińskie odparło prawie 70 ataków w pobliżu Biłohoriwki, Terny, Jampoliwki i Rozdoliwki. Na kierunku bachmuckim Ukraińcy odparli 60 ataków w pobliżu Andrijiwki, Bohdaniwki, Kliszczijiwki i Iwaniwskiego. Na kierunku awdijiwskim siły rosyjskie przeprowadziły ponad 150 ataków na pozycje ukraińskie w okolicy Siewiernego, Orliwki, Toneńkego, Berdyczi, Pierwomajskiego i Newelskiego. Na kierunku nowopawłowskim wojska rosyjskie w dalszym ciągu prowadziły ofensywy w rejonie Krasnohoriwki, Georgijiwka, Urożajne, Nowomychajliwku i Pobiedy oraz na południe od Wuhledaru, gdzie siły ukraińskie odparły prawie 230 ataków rosyjskich. Na kierunku zaporoskim Rosja przeprowadziła ok. 20 ataków w rejonie Staromajorśkiego oraz na zachód od Nowopokrowki, Maliniwki i Robotyne. Na kierunku chersońskim Rosjanie koncentrowali się głównie na prowadzeniu obrony, ulepszaniu zapór minowych i wsparciu logistycznym; przeprowadzano naloty i ostrzały artyleryjskie na pozycje ukraińskiej i miejscowości w obwodzie chersońskim i mikołajowskim oraz próbowano wypchnąć jednostki ukraińskie z przyczółków na lewym brzegu Dniepru.
Minister spraw wewnętrznych Ihor Kłymenko powiedział, że w rosyjskim ataku na rejon kramatorski zginęło dwóch ratowników (w wieku 29 i 31 lat), a trzech zostało rannych w trakcie gaszenia pożaru spowodowanego wcześniejszym atakiem. Gubernator Iwan Fedorow stwierdził, że siły rosyjskie dwukrotnie uderzyły amunicją kasetową w wioskę Rizdwianka w obwodzie zaporoskim, zabijając cywila.
Wywiad ukraiński oświadczył, że w wyniku cyberataku DDoS na serwery Ministerstwa Obrony Rosji uzyskano dużą liczbę poufnych plików służbowych. Operacja pomogła pozyskać rozkazy, raporty i instrukcje rozpowszechniane wśród ok. 2 tys. jednostek strukturalnych rosyjskiego wojska oraz oprogramowanie do ochrony i szyfrowania danych. Na podstawie informacji możliwe było ustalenie pełnej struktury rosyjskiego MON. Ponadto wywiad podał, że wysadzono most kolejowy na dopływie Wołgi, rzece Czapajewce, w obwodzie samarskim w Rosji (ponad 750 km od granicy z Ukrainą), co spowodowało paraliż komunikacyjny. Wywiad stwierdził, że Rosja wykorzystywała ten most i przylegające do niego połączenia kolejowe „do transportu materiałów wojskowych, w szczególności materiałów wybuchowych wytwarzanych w fabryce polimerów w mieście Czapajewsk”. Władze na okupowanym Krymie drugą noc z rzędu ogłosiły, że Most Krymski zostanie zamknięty, jednak nie podano powodu dlaczego.
Litwa zdecydowała się wesprzeć czeską inicjatywę dotyczącą zakupu pocisków artyleryjskich poza granicami UE i wysyłania ich na Ukrainę.
Prezydent Wołodymyr Zełenski podpisał dekret o usunięciu Dmytro Herehy ze stanowiska dowódcy Sił Wsparcia Ukrainy i mianował na jego miejsce generała Ołeksandra Jakowca. Premier Denys Szmyhal stwierdził na konferencji prasowej, że w ramach reformy systemu służby cywilnej rząd Ukrainy pracuje nad redukcją liczby ministerstw o ⅓, a obecnych 20 ministrów zostanie zredukowanych do 15 lub 16. Według niego, w celu ograniczenia wydatków rządowych, w 2024 roku zwolniono już 20 tys. stanowisk w rządzie.
Brytyjskie MON podało, że rosyjski czołg T-14 Armata wszedł do służby, ale nie zostanie użyty, ponieważ Rosja obawia się potencjalnego utracenia go w walce. Szef rosyjskiej firmy zbrojeniowej Rostech Siergiej Czemiezow, oświadczył, że najbardziej zaawansowany rosyjski czołg podstawowy, T-14 Armata wszedł na wyposażenie wojska, ale nie zostanie rozmieszczony na Ukrainie ze względu na zbyt wysokie koszty, które ograniczają produkcję czołgu na dużą skalę.

### 5 marca

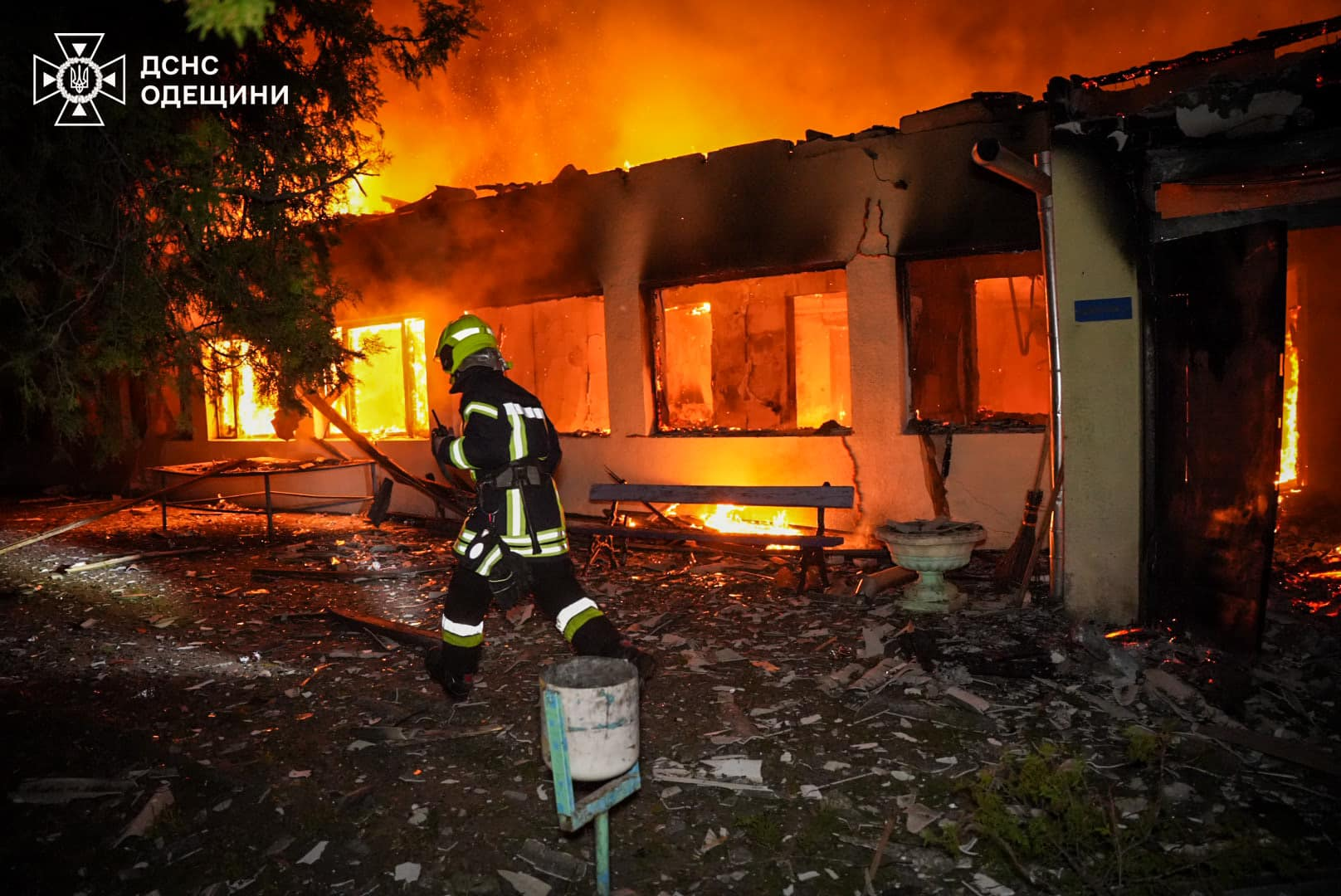
Placówka służby zdrowia w obwodzie odeskim po nocnym rosyjskim ataku.

Według ISW siły rosyjskie poczyniły potwierdzone postępy w pobliżu Doniecka w ramach ciągłych walk pozycyjnych na całej linii frontu. Rosyjskie samoloty w dalszym ciągu przeprowadzały stosunkowo dużą liczbę ataków bombami szybowcowymi na Ukrainę, pomimo doniesień ukraińskich urzędników, że siły ukraińskie zestrzeliły w ostatnich tygodniach kilka bombowców.
SG Ukrainy poinformował, że kontynuowano utrzymywanie przyczółku w obwodzie chersońskim na lewym brzegu Dniepru, gdzie odparto trzy ataki. Rosja atakowała w kierunkach Kupiańska, Łymanu, Bachmutu, Awdijiwki, Nowopawłowska i Zaporoża, gdzie doszło do 86 starć. W ciągu 24h siły rosyjskie przeprowadziły cztery ataki rakietowe, 106 nalotów i 154 ostrzały na pozycje ukraińskie i obszary zaludnione (odnotowano rannych wśród cywilów oraz zniszczoną infrastrukturę). Ponad 140 miejscowości w dziewięciu obwodach znalazło się pod ostrzałem artyleryjskim. Lotnictwo ukraińskie dokonało 11 nalotów na miejsca koncentracji, z kolei artyleria uderzyła w dwa punkty kontrolne, trzy obszary koncentracji, magazyn amunicji, przeciwlotniczy kompleks rakietowy Buk-M1 i kompleks rozpoznania radarowego i kierowania ogniem Zoopark-1.
Według ukraińskich Sił Powietrznych Rosja przeprowadziła nocny atak na Ukrainę za pomocą 22 dronów Shahed 136/131 (wystrzelonych z Bałakławy), atakując Odessę i okolice, gdzie zniszczeniu uległo sanatorium, dom i szereg budynków gospodarczych. Ukraińska obrona przeciwlotnicza zniszczyła 18 dronów w obwodzie odeskim. W wyniku uderzenia jednego z dronów w obwodzie odeskim uszkodzone zostały domy obiektu rekreacyjnego. Gubernator Ołeh Siniehubow powiedział, że o 10:30 czasu lokalnego wojska rosyjskie zaatakowały wioskę Kuryliwka, zabijając 67-letnią kobietę. Kolejna 55-letnia kobieta została ciężko ranna w wyniku rosyjskiego ataku na wieś Czorne w rejonie kupiańskim, a następnie zmarła w szpitalu. Gubernator Wadym Fiłaszkin stwierdził, że siły rosyjskie ostrzelały miasto Krasnohoriwka w obwodzie donieckim, zabijając 72-letniego mężczyznę.

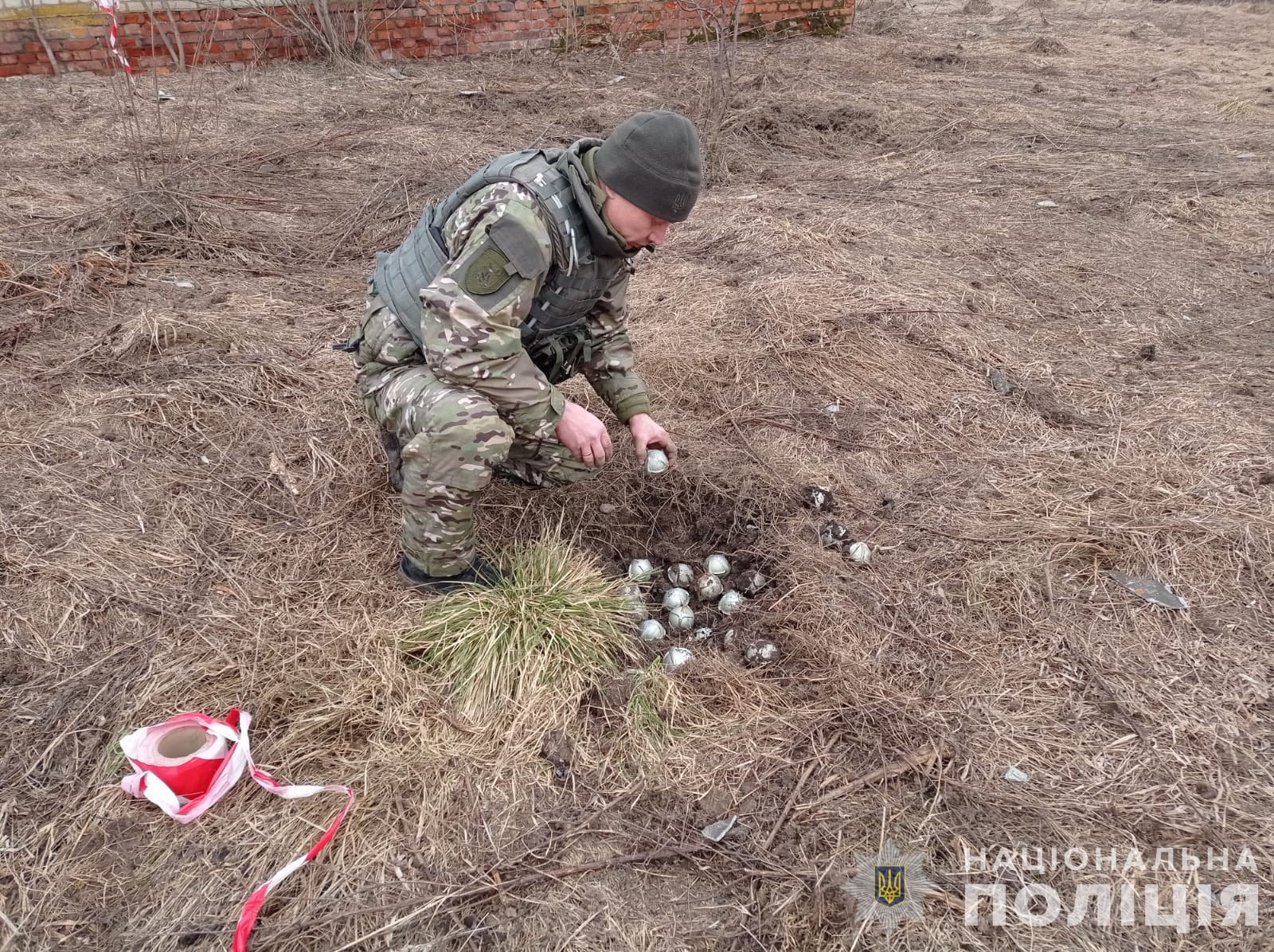
Kulkowa bomba lotnicza ShOAB-0,5 (element bomby kasetowej RBK-500), która była używana przez lotnictwo rosyjskie do zaminowania terenu w pobliżu wsi Marchykhyna Buda w obwodzie sumskim. Waga jednej bomby wynosi 400 g. Jedna bomba kasetowa RBK-500 zawiera 565 takich bomb.

Ukraina poinformowała, że wczesnym rankiem rosyjski okręt patrolowy projektu 22160 „Siergiej Kotow” (z Floty Czarnomorskiej) został zatopiony przez trzy ukraińskie drony morskie Magura V5 (sił specjalnych „Grupa 13”) niedaleko Teodozji w pobliżu Cieśniny Kerczeńskiej; w wyniku ataku okręt doznał uszkodzeń rufy oraz prawej i lewej burty, a następnie zatonął. Przedstawiciel wywiadu ukraińskiego Andrij Jusow stwierdził, że siedem osób na pokładzie zginęło, a sześć innych zostało rannych; 52 członków załogi zostało ewakuowanych. Ponadto ukraińskie media, powołując się na anonimowe źródła, podały, że w ataku na okręt zniszczono również rosyjski helikopter Ka-29.
Most Krymski został zamknięty dla ruchu z powodu ataku ukraińskich dronów morskich i powietrznych atakujących Kercz. Ministerstwo Obrony Rosji podało, że zniszczono cztery drony nad obwodami kurskim (1) i biełgorodzkim (3). Według doniesień jeden z dronów spowodował eksplozję zbiornika paliwa w składzie ropy Biełgorodnieftieprodukt w obwodzie biełgorodzkim. Gubernator obwodu kurskiego Roman Starowojt stwierdził, że ukraiński ostrzał zniszczył stację kolejową w Głuszkowie. Dodał także, że linie energetyczne zostały uszkodzone, w wyniku czego stacja kolejowa i wioska Kulbaki zostały pozbawione prądu. Gubernator Wiaczesław Gładkow powiedział, że armia ukraińska ostrzeliwała obwód biełgorodzki 40 razy i użyła dronów do ataku na miasto Szebiekino.
Według Ośrodek Studiów Wschodnich (OSW) seria ukraińskich kontrataków wyhamowała rosyjskie ataki od strony Awdijiwki, jednak Rosjanom udało się częściowo opanować drugą linię miejscowości na zachód od miasta. Wprowadzone przez Ukraińców rezerwy pozwoliły na wyparcie sił rosyjskich z części zajętych miejscowości, Berdyczi, Orliwki i Toneńkego, a dzięki temu na względne ustabilizowanie frontu. Nadal toczyły się walki o kontrolę nad tymi miejscowościami. Główny napór Rosjan skierowany był na leżącą na wzniesieniach Semeniwkę, do której próbowali się dostać z dwóch kierunków. Dzięki powstrzymaniu rosyjskiego natarcia i uniemożliwieniu wojskom rosyjskim szybkiego przekroczenia linii stawów na zachód od Awdijiwki Ukraińcy zyskali czas na wzmocnienie drugiej linii obrony, słabszej i praktycznie nieufortyfikowanej. Siły rosyjskie odnotowały postępy na zachód od Bachmutu, a także na północ, zachód i południe od Marjinki. W rejonie Bachmutu trwały walki o Iwaniwśke na drodze T0504 do Konstantynówki. W ciągu tygodnia pod kontrolą rosyjską znalazło się ok. 50% miejscowości, a Rosjanie posunęli się również w stronę Czasiw Jaru. W rejonie Marjinki siły rosyjskie zajęły południowe kwartały Krasnohoriwki i wkroczyli do centralnych części Heorhijiwki i Mychajliwki. Ukraińskie kontrataki w tym rejonie zakończyły się niepowodzeniem, wyparły natomiast Rosjan z części Robotynego (pod kontrolą Rosji znajdowała się południowo-wschodnia część miejscowości) na południe od Orichiwa. Siły rosyjskie miały także wyjść na obrzeża miejscowości Terny nad rzeką Żerebeć na zachód od Kreminnej.
Francja przystąpiła do czeskiej inicjatywy zakupu amunicji artyleryjskiej dla Ukrainy spoza UE. Według doniesień ukraińskich i rosyjskich ukraińskie lotnictwo po raz pierwszy użyło francuskiej bomby Highly Agile Modular Munition Extended Range (HAMMER), uderzając 4 marca br. w rosyjskie pozycje w Kozaczi Łaheri w obwodzie chersońskim.
Czeski prezydent Petr Pavel wyraził poparcie dla znalezienia nowych sposobów wsparcia Ukrainy, w tym możliwości wysłania żołnierzy na misje „zaangażowania niebojowego”. Koordynator ds. komunikacji strategicznej Rady Bezpieczeństwa Narodowego USA John Kirby oświadczył, że Stany Zjednoczone nie mają zamiaru wysłać żołnierzy do udziału w operacjach lądowych na Ukrainie, a prezydent Zełenski nie składał takiego wniosku.
Minister energetyki Herman Hałuszczenko powiedział, że podpisana w 2019 roku rosyjska umowa o tranzycie gazu ziemnego do Europy nie zostanie przedłużona po jej wygaśnięciu w grudniu 2024 roku.
Rosja zniszczyła pierwszy ukraiński system M142 HIMARS za pomocą rakiety Iskander. Pojazd należący do 27 Brygady Rakietowej został zaparkowany na otwartej przestrzeni na skraju lasu w Nikanoriwce w obwodzie donieckim, ok. 40 km od linii frontu, a następnie został zniszczony pociskiem Iskander po dostrzeżeniu go przez drona obserwacyjnego. Stany Zjednoczone dostarczyły dotychczas Ukrainie 39 systemów tego typu.

### 6 marca
Dowódca ukraińskich Sił Lądowych generał Ołeksandr Pawliuk oświadczył, że Rosja planowała zająć większe terytorium Ukrainy przed wyborami prezydenckimi, z kolei głównym celem Ukraińców było ustabilizowanie sytuacji na linii frontu i powołanie w 2024 roku grupy ofensywnej do prowadzenia działań kontrofensywnych. Brytyjskie Ministerstwo Obrony podało, że oddziały rosyjskie posunęły się naprzód a kierunku bachmuckim, zajmując wschodnią część wsi Iwaniwśke i atakując ukraińskie pozycje w Bohdaniwce. Zdaniem Ministerstwa „na tej osi najbliższym celem operacyjnym Rosji jest przejęcie kontroli nad Czasiw Jarem, znajdującym się ok. 5 km od linii frontu. Pomimo stopniowych postępów taktycznych, jest wysoce mało prawdopodobne, że siły rosyjskie będą w stanie zaatakować miejscowości na pełną skalę” w najbliższym czasie. Według ISW siły rosyjskie poczyniły potwierdzone postępy w pobliżu Kupiańska i Doniecka oraz w zachodnim obwodzie zaporoskim w ramach ciągłych walk pozycyjnych.
Sztab Ukrainy podał, że kontynuowano utrzymywanie przyczółku w obwodzie chersońskim na lewym brzegu Dniepru, gdzie odparto jeden atak. Rosja atakowała w kierunkach Kupiańska, Łymanu, Bachmutu, Awdijiwki, Nowopawłowska i Zaporoża, gdzie doszło do 92 starć. W ciągu doby siły rosyjskie przeprowadziły sześć ataków rakietowych, 90 nalotów i 115 ostrzałów na pozycje ukraińskie i obszary zaludnione (odnotowano ofiary wśród cywilów oraz zniszczoną infrastrukturę). Ponad 100 miejscowości w dziewięciu obwodach znalazło się pod ostrzałem artyleryjskim. Lotnictwo ukraińskie dokonało siedmiu nalotów na miejsca koncentracji, z kolei artyleria uderzyła w obszar koncentracji, skład amunicji i cztery jednostki artylerii.
Prezydent Wołodymyr Zełenski spotkał się w Odessie z premierem Grecji Kiriakosa Mitsotakisa. Obydwaj odwiedzili 9-piętrowy budynek, który został uszkodzony w wyniku ataku rosyjskich dronów 2 marca br., w wyniku którego zginęło 12 cywilów. Odwiedzili także port w Odessie i odbyli wspólną konferencję prasową. Około 10:40 czasu lokalnego ogłoszono alarm przeciwlotniczy. Kiedy oboje znaleźli się w samochodzie, ok. 10:50 rosyjski pocisk uderzył w budynek oddalony o ok. 200 m (zależnie od źródeł, podawano również odległość 150 m lub 500 m), o włos mijając kolumnę prezydenta Zełenskiego, co uznano za próbę zamachu. Według Zełenskiego atak był kolejnym sygnałem, że Ukraina potrzebuje nowocześniejszych systemów obrony powietrznej, twierdząc, że: „Ochrona ukraińskiego nieba jest stopniowo wzmacniana, ale nie w takim tempie, w jakim byśmy tego chcieli”. Z kolei premier Mitsotakis powiedział, że w chwili wybuchu był z Zełenskim w porcie w Odessie. Rzecznik marynarki wojennej Ukrainy Dmytro Pletenczuk powiedział, że w ataku zginęło pięć osób, a kolejne pięć zostało rannych. Z kolei Ministerstwo Obrony Rosji ogłosiło, ze przeprowadzono atak na hangar, w którym przygotowywano do użycia bojowego ukraińskie bezzałogowe drony morskie.
Siły Powietrzne Ukrainy poinformowały, że w nocy wojska rosyjskie zaatakowały terytorium Ukrainy za pomocą pięciu rakiet S-300 z okupowanego obwodu donieckiego oraz 42 dronami Shahed 136/131 z czterech kierunków: Przylądka Czauda i Bałakławy na Krymie, obwodu kurskiego i Primorsko-Achtarska. Ukraińska obrona przeciwlotnicza, mobilne grupy ogniowe i środki walki radioelektronicznej zneutralizowały 38 dronów w obwodach dniepropetrowskim, odeskim, chersońskim, chmielnickim, czerkaskim, charkowskim, winnickim i sumskim. Regionalna administracja wojskowa podała, że w Sumach odnotowano trzy ataki dronów Shahed, w wyniku których siedem osób zostało rannych oraz zostało zniszczono kilka budynków. Gubernator Ołeh Siniehubow stwierdził, że w rosyjskim ataku na wioskę Borowa w obwodzie charkowskim zginął 70-letni mężczyzna, a siedem osób zostało rannych, w tym troje dzieci. W wyniku ataku na terenie gospodarstwa wybuchł pożar, który zniszczył samochody, garaż i budynki gospodarcze. Szefowa Administracji Wojskowej na wygnaniu Wiktoria Halitsina powiedziała, że członkini lokalnego oddziału rosyjskiej komisji wyborczej w okupowanym Berdiańsku, Olena Ilina, zginęła w zamachu bombowym w swoim samochodzie. Prorosyjscy urzędnicy stwierdzili, że pięć osób zginęło po tym, jak autobus, którym podróżowali, wjechał na minę w Hołubiwce w obwodzie ługańskim, a dwie osoby zginęły w wyniku ukraińskiego ostrzału w Kreminnej.
Rosja stwierdziła, że ukraiński atak dronów podpalił magazyn paliw i smarów w obwodzie kurskim. Ataki odnotowano także w obwodach woroneskim i białogrodzkim. Około 10:10 w Michajłowski Kombinat Wydobywczo-Przetwórczy w Żeleznogorsku dwukrotnie uderzyły ukraińskie drony. Później wywiad ukraiński potwierdził atak. Kolejny ukraiński atak dronów spowodował odcięcie zasilania w dużej części Krymu.
Niemcy zadeklarowały udział w czeskiej inicjatywie zakupu amunicji dla Ukrainy spoza UE. Według agencji Bloomberg sojusznicy Ukrainy zapewnili prawie wszystkie fundusze potrzebne do realizacji czeskiej inicjatywy dot. zakupu setek tys. pocisków artyleryjskich, które zostaną dostarczone na Ukrainę w ciągu kilku tygodni, jednak dokładne daty będą zależne od zobowiązań umownych i harmonogramów dostaw. Według doniesień Belgia, Niemcy, Łotwa, Litwa, Holandia, Dania, Kanada i Francja poparły czeski plan zakupu amunicji niewyprodukowanej w UE, a Polska wyraziła zainteresowanie nim.

### 7 marca
Rosja stwierdziła, że odbiła południową część Robotyne w obwodzie zaporoskim. Rzecznik Zgrupowania Tauryda Dmytro Łychowij stwierdził, że siły rosyjskie wzmogły aktywność w kierunku Orichiwa, próbując przejąć Robotyne. Dodał, że w poprzednich dniach lub tygodniach Rosjanie przeprowadzali 3–5 ataków dziennie, czasami nie przeprowadzając żadnych działań ofensywnych, jednak w ciągu ostatnich 24h rosyjska aktywność wzrosła. Armia rosyjska przeprowadziła 16 ataków na zachód od Werbowego i w pobliżu Robotyne, z których wszystkie zakończyły się niepowodzeniem. W opinii ISW wojska rosyjskie poczyniły potwierdzone postępy w pobliżu Kupiańska i Doniecka w ramach ciągłych walk pozycyjnych na całej linii frontu.
Sztab Ukrainy podał, że kontynuowano utrzymywanie przyczółku w obwodzie chersońskim na lewym brzegu Dniepru, gdzie odparto trzy ataki. Rosja atakowała w kierunkach Kupiańska, Łymanu, Bachmutu, Awdijiwki, Nowopawłowska i Zaporoża, gdzie doszło do 86 starć. W ciągu 24h siły rosyjskie przeprowadziły cztery ataki rakietowe, 74 naloty i 101 ostrzałów na pozycje ukraińskie i obszary zaludnione (odnotowano ofiary wśród cywilów oraz zniszczoną infrastrukturę). Ponad 150 miejscowości w dziewięciu obwodach znalazło się pod ostrzałem artyleryjskim. Lotnictwo ukraińskie dokonało 11 nalotów na miejsca koncentracji, natomiast artyleria uderzyła w obszar koncentracji, dwa systemy przeciwlotnicze, stację walki radioelektronicznej oraz magazyn paliw i smarów. Ukraińska Straż Graniczna zatrzymała rosyjską grupę dywersyjno-rozpoznawczą, która próbowała przekroczyć granicę w obwodzie sumskim.
Według władz regionalnych w ciągu ostatniej doby w rosyjskich atakach zginęło co najmniej siedem osób, a 15 zostało rannych, w tym dzieci. Siły rosyjskie uderzyły w Kupiańsk za pomocą wyrzutni rakiet, zabijając mężczyznę i kobietę; atak uszkodził kilka domów. Później tego samego dnia miasto Czuhujew znalazło się pod ostrzałem, w wyniku czego rannych zostało dwóch cywilów, 17-letni chłopiec i 37-letni mężczyzna. Uszkodzone zostały 9-piętrowy budynek mieszkalny, kilka sklepów, hotel i ok. 13 samochodów. Gubernator Ołeh Siniehubow powiedział, że w rosyjskim nalocie na Wołczańsk ok. 10:00 czasu lokalnego zginęła 40-letnia kobieta, a 67-letnia została ranna. Bomba lotnicza zniszczyła co najmniej 12 domów i spowodowała pożar, który według gubernatora został opanowany. W odpowiedzi na rosyjskie ataki gubernator obwodu charkowskiego zarządził obowiązkową ewakuację 57 miejscowości w pobliżu Kupiańska. Według ukraińskich źródeł w wyniku rosyjskiego ataku rakietowego na miasto Sumy zginęło lub zostało rannych 10 osób.
Dron zaatakował zakłady metalurgiczne Severstal w mieście Czerepowiec w obwodzie wołogodzkim. W wyniku ataku prawdopodobnie uszkodzony został jeden z pieców indukcyjnych.
Norwegia ogłosiła wpłatę 153 mln dolarów na rzecz czeskiej inicjatywy zakupu amunicji artyleryjskiej dla Ukrainy. Z kolei prezydent Petr Pavel stwierdził, że Czechy otrzymały wystarczające fundusze, aby sfinansować zakup 800 tys. pocisków artyleryjskich dla Ukrainy z tzw. krajów trzecich spoza Unii Europejskiej. W inicjatywie wzięło udział 18 krajów. Amunicja powinna dotrzeć na Ukrainę w ciągu „najbliższych tygodni”. Według Financial Times Czechy potrzebowały zebrać na zakup pocisków 1,5 miliarda dolarów. Podczas swojej wizyty w Kijowie minister obrony Wielkiej Brytanii Grant Shapps ogłosił przekazanie Ukrainie 416 mln dolarów na zakup ponad 10 tys. „najnowocześniejszych” dronów. Ministerstwo Obrony Litwy poinformowało o przekazaniu Ukrainie kolejnego pakietu pomocy wojskowej, który obejmował amunicję artyleryjską 155 mm. Według szacunków niemieckiego Instytutu Gospodarki Światowej w Kilonii Litwa udzieliła Ukrainie wsparcia w wysokości 1,8% jej PKB i według tego parametru jest obecnie krajem nr. 1 na świecie, który wspiera Ukrainę. Według raportu litewskiego wywiadu, wysokie ceny ropy, uchylanie się od sankcji i inwestycje rządowe zapewniały Rosji wystarczające zasoby, aby kontynuować walki na Ukrainie z obecną intensywnością przez co najmniej dwa lata.
Były Naczelny dowódca ukraińskiej armii generał Wałerij Załużny, został mianowany nowym ambasadorem Ukrainy w Wielkiej Brytanii. Prezydent Ukrainy podpisał dekret nr. 149/2024, zgodnie z którym poborowi powołani do służby wojskowej przed przekroczeniem granicy przez wojska rosyjskie w lutym 2022 roku, zostaną skierowani do rezerwy w okresie kwiecień-maj 2024 roku. Od kwietnia poborowi będą wysyłani do rezerwy.
Dziennik The Wall Street Journal, powołując się na zachodnich urzędników i ukraińskich żołnierzy, podał, że ukraińscy żołnierze budują fortyfikacje (okopy i rowy przeciwczołgowe) w oczekiwaniu na wiosenną ofensywę rosyjską, choć niektórzy obawiają się, że postęp nie jest wystarczająco szybki. Według WSJ ukraińscy żołnierze muszą sami budować okopy, nawet pod ostrzałem.
W wyniku wojny na Ukrainie Szwecja została 32. krajem, który został członkiem NATO.

### 8 marca

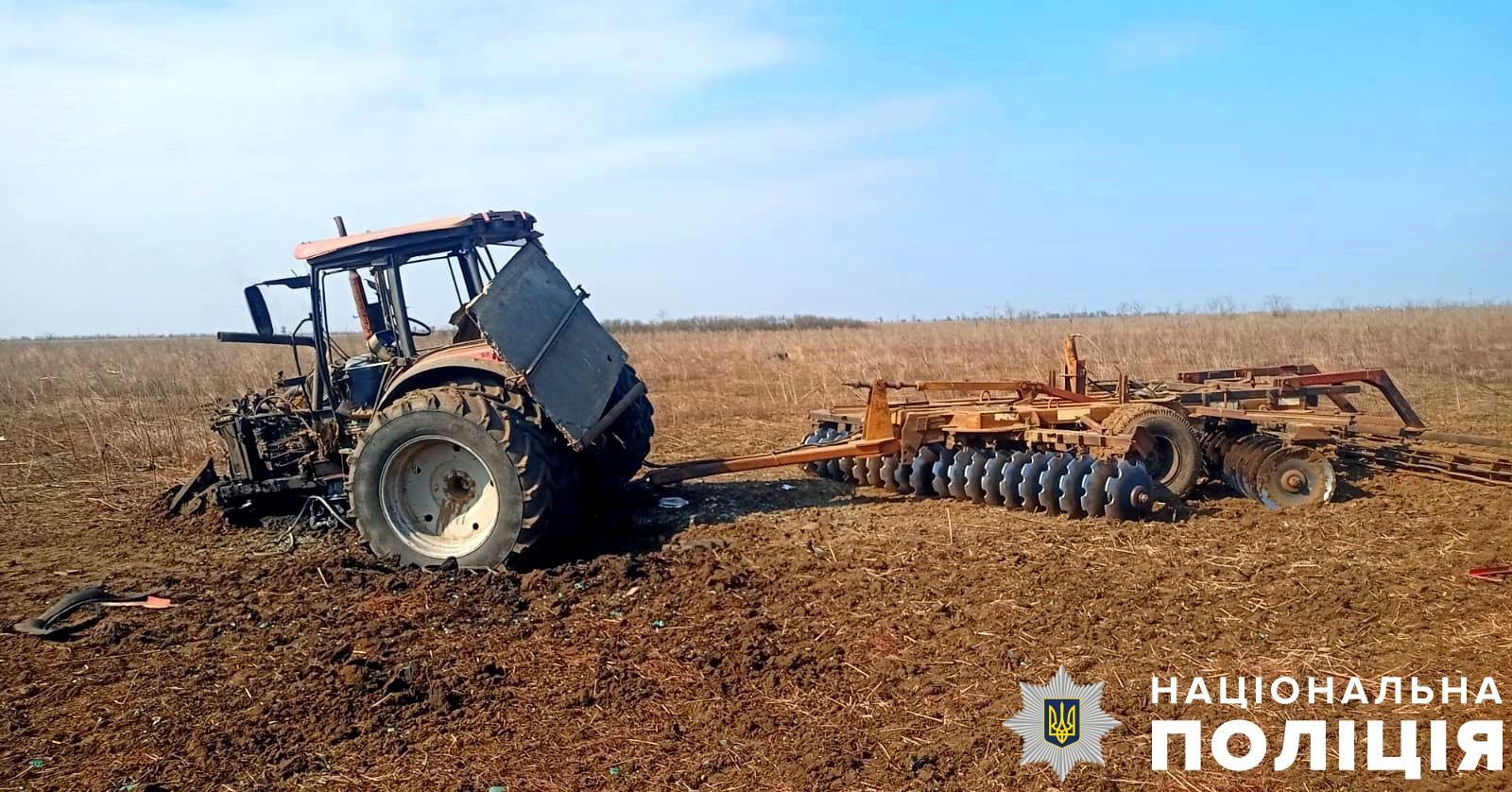
Traktor eksplodował na minie w pobliżu wsi Szyroka Bałka. Kierowca zginął.

W ocenie ISW niektóre oddziały rosyjskie prawdopodobnie zdołały poprawić zdolności taktyczne, ponieważ w ostatnich tygodniach walk pod Awdijiwką przeprowadziły manewr zaskoczenia sil ukraińskich. Rosjanie zdołali przegrupować się i przenieść główny kierunek ataków z rejonu na północ od zakładów koksochemicznych w Adwijiwce na obszary na północny wschód od miasta, w wyniku czego oddziały ukraińskie nie zdały sobie sprawy, że siły rosyjskie, obchodząc teren zakładów koksochemicznych, przekierowali atak. Analitycy zaznaczyli jednak, że nie odnotowali innych istotnych przejawów takiego zaskoczenia ze strony wojsk rosyjskich, tak więc incydent w rejonie Awdijiwki nie musi być dowodem szerszych możliwości uzyskanych przez Rosjan. Tymczasem siły rosyjskie poczyniły potwierdzone postępy w pobliżu Awdijiwki w ramach ciągłych starć pozycyjnych na całej linii frontu.
SG Ukrainy oświadczył, że kontynuowano utrzymywanie przyczółku w obwodzie chersońskim na lewym brzegu Dniepru. Rosja atakowała w kierunkach Kupiańska, Łymanu, Bachmutu, Awdijiwki, Nowopawłowska i Zaporoża, gdzie doszło do 63 starć. W ciągu dnia siły rosyjskie przeprowadziły osiem ataków rakietowych, 107 nalotów i 113 ostrzałów na pozycje ukraińskie i obszary zaludnione. Ponad 140 miejscowości w dziewięciu obwodach znalazło się pod ostrzałem artyleryjskim. Lotnictwo ukraińskie dokonało 10 nalotów na miejsca koncentracji, natomiast artyleria uderzyła w obszar koncentracji, punkt kontrolny, trzy stacje walki radioelektronicznej, w tym dwa R-330Ż Żytiel oraz wyrzutnię rakiet TOS-1A Sołncepiok i magazyn amunicji. Dowódca ukraińskich Sił Powietrznych generał porucznik Mykoła Ołeszczuk stwierdził, że siły ukraińskie wykorzystały system obrony powietrznej dostarczony przez sojuszników do zestrzelenia rosyjskiego samolotu w odległości ponad 150 km, nie podając dalszych szczegółów.
W nocy Rosja przeprowadziła atak na Ukrainę przy użyciu rakiet i dronów. Według Sił Powietrznych Ukrainy wystrzelono 37 dronów Shahed 136/131 (z Bałakławy), dwie rakiety lotnicze Ch-59 i jeden pocisk przeciwlotniczy S-300. Ukraińska obrona przeciwlotnicza zestrzeliła 33 drony w obwodach kirowohradzkim, odeskim, chersońskim, mikołajowskim i charkowskim. Gubernator Ołeh Siniehubow powiedział, że w Czuhujewie siedem osób zostało rannych, w tym 3-letnia dziewczynka oraz uszkodzono budynek mieszkalny, centrum handlowe, bank, sklep, hotel i 13 samochodów. W obwodzie odeskim został uszkodzony obiekt infrastruktury. Około 15:00 w Wołczańsku rosyjski dron zaatakował cywilny samochód, w wyniku czego zginęli 58-letni mężczyzna i 53-letnia kobieta. Gubernator obwodu zaporoskiego Iwan Fedorow poinformował, że doszło do eksplozji w pobliżu rosyjskiej bazy wojskowej w okupowanym Tokmaku i magazynie amunicji w Melitopolu.
Gubernator Wiaczesław Gładkow podał, że trzy ukraińskie drony uderzyły w wioskę Rozhdestvenska w obwodzie biełgorodzkim. W wyniku eksplozji dwie osoby zginęły, a trzecia została ciężko ranna. Wcześniej Ministerstwo Obrony Rosji poinformowało, że rano obrona przeciwlotnicza zestrzeliła kilka ukraińskich dronów nad obwodem biełgorodzkim.
Czeski doradca ds. bezpieczeństwa narodowego Tomáš Pojar stwierdził, że po przystąpieniu Norwegii do czeskiej inicjatywy zakupu pocisków artyleryjskich dla Ukrainy, zakończyła ona pozyskiwanie pierwszej partii 300 tys. pocisków artyleryjskich i nadal potrzebuje środków na kolejne 500 tys. pocisków; „Zakładam, że pan prezydent miał na myśli pierwszą partię, a nie całą naszą inicjatywę. W każdym razie nie mamy jeszcze tego omówionego”. Minister obrony Sébastien Lecornu powiedział, że wówczas nie toczyła się dyskusja na temat rozmieszczenia oddziałów bojowych na Ukrainie, ale Francja może wysłać na Ukrainę personel wojskowy w celu przeszkolenia ukraińskich żołnierzy lub wzięcia udziału w operacjach rozminowywania. Ponadto francuscy producenci broni planowali nawiązanie współpracy z ukraińskimi firmami i prowadzenie działalności na terytorium Ukrainy, produkcję sprzętu wojskowego, w tym amunicji.
Ambasady kilku krajów, m.in. Stanów Zjednoczonych, Niemiec, Szwecji, Wielkiej Brytanii i Łotwy, przekazały komunikaty o zbliżających się atakach terrorystycznych w Moskwie w ciągu najbliższych dwóch dni. Poziom zagrożenia oceniono jako maksymalny i zalecano unikania dużych skupisk ludzi, w tym koncertów. Ambasada USA ostatni raz ostrzegała o podobnym poziomie zagrożenia w połowie lutego 2022 roku, przed rozpoczęciem inwazji Rosji na Ukrainę.
Prezydent Wołodymyr Zełenski złożył wizytę w Turcji i spotkał się z prezydentem Erdoğanem, aby omówić ukraiński plan pokojowy, bezpieczeństwo żeglugi na Morzu Czarnym oraz uwolnienie ukraińskich jeńców wojennych i cywilów przetrzymywanych przez Rosję. Odwiedził także stocznię, w której budowano nową fregatę „Dowódca Iwan” dla Marynarki Wojennej Ukrainy. Zełenski oświadczył, że podczas rozmów przekazał Erdoğanowi listę obywateli Ukrainy przetrzymywanych przez władze rosyjskie, w tym Tatarów krymskich. Erdoğan oświadczył po spotkaniu, że Turcja jest gotowa do prowadzenia negocjacji pokojowych między Rosją a Ukrainą i ponownie potwierdził wsparcie Turcji dla integralności terytorialnej, suwerenności i niepodległości Ukrainy.
Stały ambasador Ukrainy przy ONZ Serhij Kislitsa, powiedział, że od wygaśnięcia w zeszłym roku porozumienia zbożowego Ukraina jednostronnie otworzyła tymczasowe korytarze wzdłuż u wybrzeży Mołdawii i Rumunii oraz wyeksportowała prawie 30 mln ton zboża do 42 krajów, czyli osiągnięto ilość bliską do poziomu przedwojennego. Jednak w ostatnim czasie Rosja przeprowadziła kolejne ataki na porty nad Morzem Czarnym, próbując zakłócić ukraiński eksport zboża.
Według agencji Reuters Indie rozbiły dużą siatkę handlarzy ludźmi, która zwabiała młodych mężczyzn do Rosji obietnicami zatrudnienia, aby następnie zmusić ich do walki w wojnie z Ukrainą. Zgodnie z tym planem do Rosji wysłano ok. 35 osób, a część z nich została ranna w czasie działań wojennych.

### 9 marca

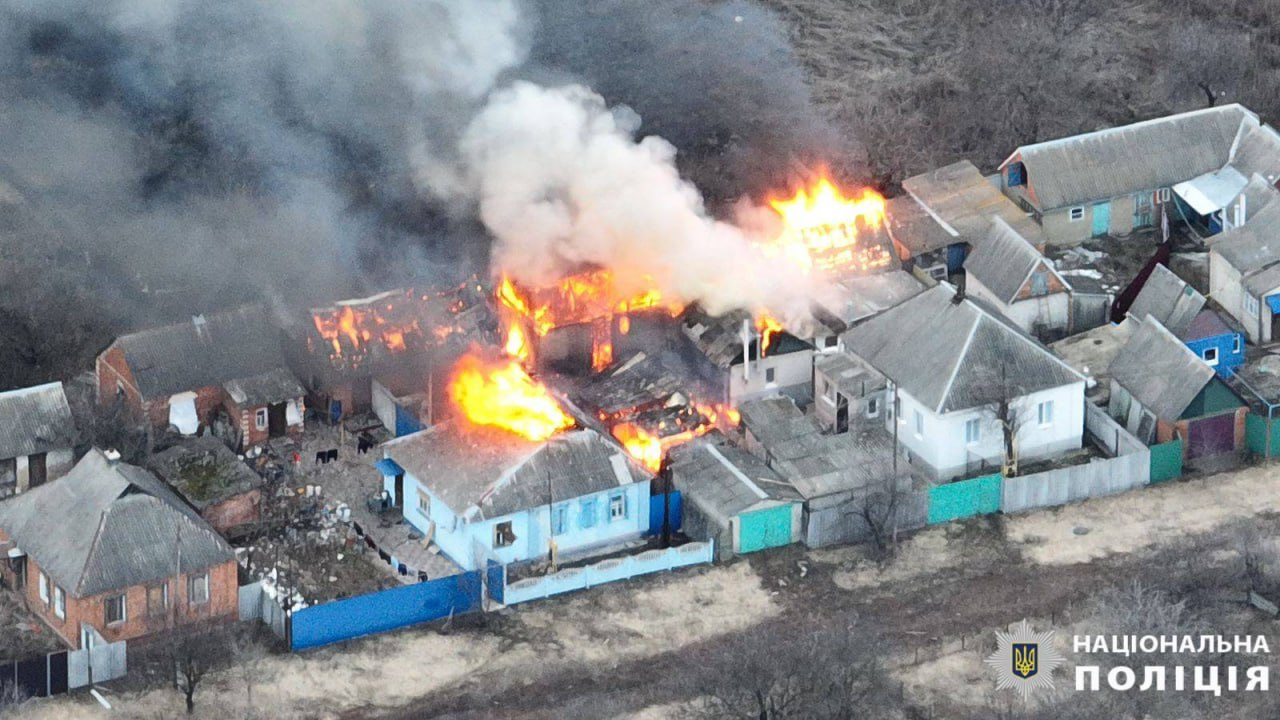
Domy w Odnorobiwce (obwód charkowski) po rosyjskim ostrzale.

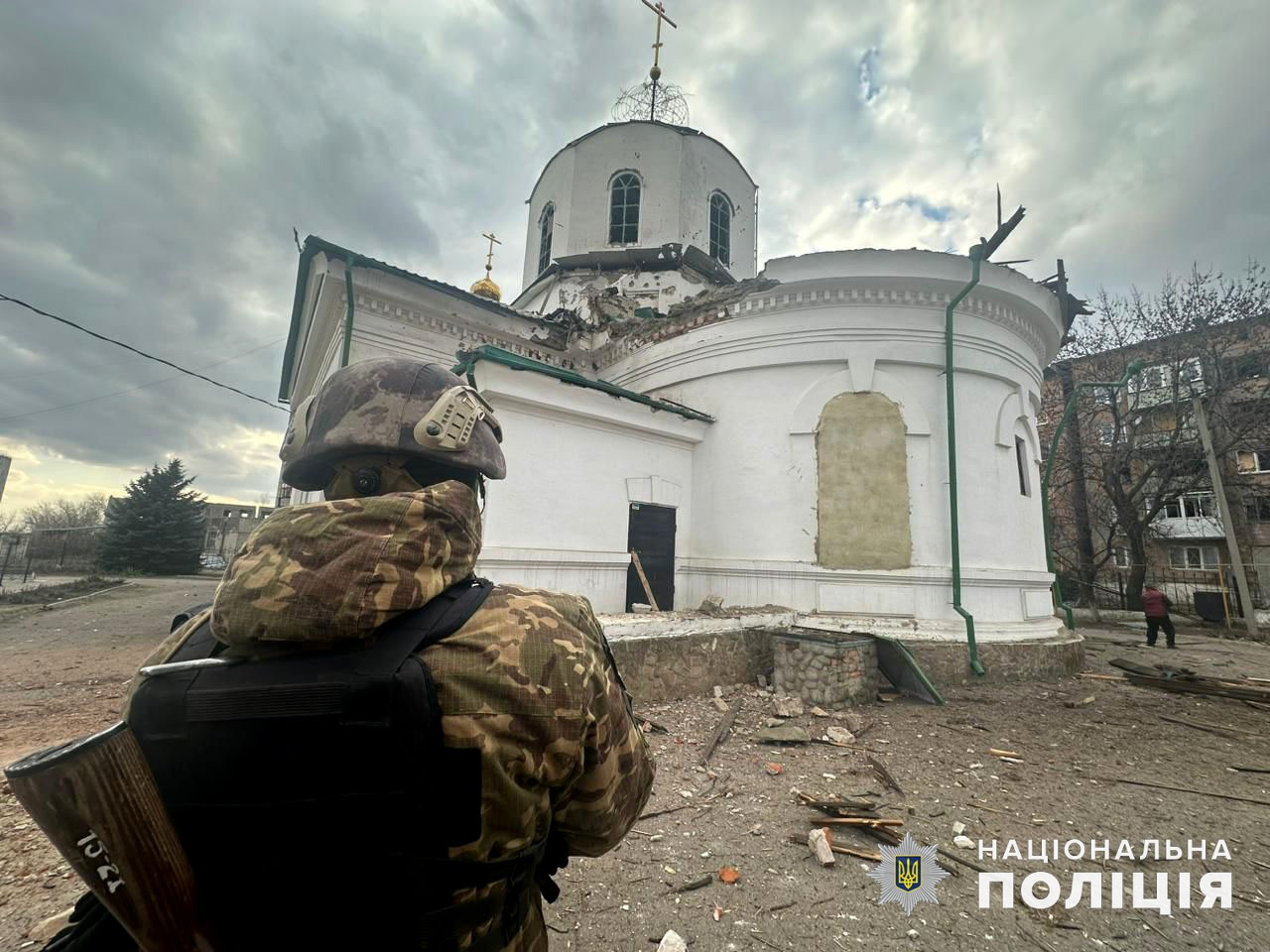
Cerkiew św. Makaryja w Torećku po rosyjskim ostrzale. Wcześniej został już ostrzelany.

Według portalu Deep State, Rosjanie w ciągu ostatniej doby przesunęli swoje pozycje o ponad 1 km na zachód od Awdijiwki oraz kontrolowali część wsi Toneńke. Rzeczniczka 47 Samodzielnej Brygady Zmechanizowanej Anastasija Błyszczyk powiedziała, że Rosja coraz intensywniej próbuje przełamać umocnienia na zachód od Awdijiwki, na linii Toneńke–Orliwka–Berdyczi. Według niej Rosjanie atakowali bez przerwy, w dzień i w nocy, angażując duże grupy szturmowe oraz artylerię i lotnictwo. Dodała też, że jeśli Rosjanom nie udawało się zdobyć pozycji za pomocą piechoty, bombardowali je bombami lotniczymi. Brytyjskie MON poinformowało, że Ukraina prawdopodobnie przyspieszyła wzmacnianie pozycji obronnych na kilku odcinkach linii frontu, co ograniczy zdolność Rosji do wykorzystania taktycznych zdobyczy podczas prowadzonej przez nią ofensywy. Wzmacnianie pozycji obejmowało stawianie „zębów smoka”, kopanie rowów przeciwczołgowych, tworzenie okopów dla piechoty, rozmieszczanie min i budowę umocnień obronnych. Zdaniem Ministerstwa „tworzenie istotnych umocnień obronnych wskazywało, że konflikt ma charakter na wyczerpanie i oznaczało, że przy jakiejkolwiek próbie ich przełamania prawdopodobnie będą towarzyszyły duże straty”. Według ISW siły rosyjskie poczyniły potwierdzone postępy w pobliżu Kreminnej i Awdijiwki w wyniku ciągłych walk pozycyjnych na całej linii frontu. Analitycy białego wywiadu przeanalizowali zdjęcia satelitarne i ocenili, że Rosja usunęła ok. 25–40% rezerw strategicznych swoich czołgów, w zależności od modelu, z magazynów na świeżym powietrzu.
Ukraiński Sztab oświadczył, że kontynuowano utrzymywanie przyczółku w obwodzie chersońskim na lewym brzegu Dniepru. Rosja atakowała w kierunkach Łymanu, Bachmutu, Awdijiwki, Nowopawłowska i Zaporoża, gdzie doszło do 73 starć. W ciągu dnia siły rosyjskie przeprowadziły pięć ataków rakietowych, 95 nalotów i 136 ostrzałów na pozycje ukraińskie i obszary zaludnione. Ponad 110 miejscowości w dziewięciu obwodach znalazło się pod ostrzałem artyleryjskim. Lotnictwo Ukrainy dokonało ośmiu nalotów na miejsca koncentracji, z kolei artyleria ostrzelała obszar koncentracji, stację walki radioelektronicznej i systemy przeciwlotnicze. Według własnych oświadczeń siły ukraińskie zdołały rozbudować przyczółek na południowym brzegu Dniepru. Rosyjskie próby zlikwidowania tych przyczółków jak dotąd zakończyły się niepowodzeniem.
W nocy Rosjanie zaatakowali Ukrainę za pomocą 15 dronów Shahed 136/131, wystrzelonych z Primorsko-Achtarska i Krymu. Ukraińska obrona przeciwlotnicza zniszczyła 12 dronów w obwodach dniepropetrowskim, donieckim i połtawskim. Jedna osoba zginęła, a druga została ranna w wyniku rosyjskich ataków artyleryjskich w Chervonohryhoriwce w obwodzie dniepropetrowskim. Rosyjskie Ministerstwo Obrony poinformowało, że zestrzelono nad Pokrowskiem ukraiński myśliwiec MiG-29. Gubernator Wadim Fiłaszkin podał, że jedna osoba zginęła w rosyjskim ataku artyleryjskim na Czasiw Jar. Kolejne 10 osób zostało rannych w całym obwodzie donieckim. Według gubernatora Iwana Fedorowa rosyjskie wojsko przeprowadziło 476 ataków na 13 miejscowości, niszcząc 19 budynków mieszkalnych i obiektów infrastruktury w obwodzie zaporoskim.
Rosyjskie Ministerstwo Obrony stwierdziło, że w ciągu nocy zniszczono ok. 47 ukraińskich dronów nad obwodami rostowskim (41), wołgogradzkim (3), biełgorodzkim (1) i kurskim (2). W Kursku szczątki drona spadły na dach miejscowej kliniki medycznej, a pacjentów trzeba było ewakuować z oddziału intensywnej terapii. W nocy rosyjski Taganrog został zaatakowany przez drony; odnotowano pięć eksplozji. Celem ataku był kompleks naukowo-techniczny firmy lotniczej Berijew, która naprawia samoloty wczesnego ostrzegania A-50. Skutki ataku trudno ocenić, zdjęcia potwierdzały jedynie eksplozje na dachu hali zakładów. Według doniesień atak trwał ponad godzinę. Gubernator Wasyl Gołubiew stwierdził, że atak był masowy i prawdopodobnie został odparty przez rosyjską obronę przeciwlotniczą. Odnotowano także upadek drona w fabryce żelaza i stali „Tagmet”, gdzie jeden z ratowników został ranny.
Brytyjski minister spraw zagranicznych David Cameron w wywiadzie dla Süddeutsche Zeitung wyraził sprzeciw wobec wysyłania zachodnich wojsk na Ukrainę, w tym w celach szkoleniowych, opisując, że najlepszym sposobem prowadzenia misji szkoleniowych jest poza Ukrainą, a rozmieszczenie zagranicznych żołnierzy na Ukrainie stworzy jedynie dodatkowe „cele” dla Rosji.
Źródła rosyjskie opublikowały w internecie materiał filmowy, który ukazywał zniszczenie konwoju armii ukraińskiej w pobliżu Pokrowska, twierdząc, że zniszczono co najmniej dwie wyrzutnie MIM-104 Patriot. Według doniesień ataku dokonano w odległości ok. 50 km od linii frontu za pomocą rakiety balistycznej Iskander. Z kolei ISW nie potwierdziło zniszczenia systemu, ponieważ Rosjanie pokazali nagranie przedstawiające zniszczenie ciężarówek MAN KAT1, które mogą zarówno przewozić instalacje Patriot, jak i być wykorzystywać w logistyce.
Analityk Jim Schutto w swoim artykule dla CNN, powołując się dwóch wysokich rangą urzędników administracji prezydenta Joe Bidena, stwierdził, że Stany Zjednoczone pod koniec 2022 roku „solidnie przygotowały się” na to, że Rosja może potencjalnie uderzyć Ukrainę bronią nuklearną.

### 10 marca
W opinii ISW siły rosyjskie poczyniły potwierdzone postępy w pobliżu Bachmutu i Awdijiwki w ramach ciągłych walk pozycyjnych na całej linii frontu. Ponadto ukraiński urzędnik wojskowy potwierdził, że siły rosyjskie przeprowadzały ataki przy użyciu ulepszonych bomb szybujących. W związku z tym przemysł zbrojeniowy Rosji prawdopodobnie uruchomi seryjną produkcję kierowanych bomb powietrznych UMPB z silnikiem odrzutowym i zbiornikiem paliwa, a następnie rozszerzy ich zastosowanie na całej linii frontu. Dzięki nim rosyjskie lotnictwo będzie mogło przeprowadzać ataki na mniejszej wysokości oraz zwiększy się maksymalny zasięg uderzenia do 80–90 km.
Ukraiński Sztab oświadczył, że kontynuowano utrzymywanie przyczółku w obwodzie chersońskim na lewym brzegu Dniepru, gdzie odparto cztery ataki. Rosja atakowała w kierunkach Łymanu, Bachmutu, Awdijiwki, Nowopawłowska i Zaporoża, gdzie doszło do 64 starć. W ciągu 24h siły rosyjskie przeprowadziły cztery ataki rakietowe, 88 nalotów i 96 ostrzałów na pozycje ukraińskie i obszary zaludnione (odnotowano ofiary wśród cywilów oraz zniszczoną infrastrukturę). Ponad 150 miejscowości w dziewięciu obwodach znalazło się pod ostrzałem artyleryjskim. Lotnictwo Ukrainy dokonało 10 nalotów na miejsca koncentracji, z kolei artyleria zniszczyła dwa obszary koncentracji, skład amunicji, dwie stacje walki radioelektronicznej i dwa systemy przeciwlotnicze. Rzecznik Zgrupowania Tauryda Dmytro Łychowij powiedział, że rosyjska armia zwiększyła użycie na linii frontu amunicji zawierającej toksyczne chemikalia. W zeszłym tygodniu armia rosyjska zrzuciła z dronów ok. 50 razy granaty z gazem duszącym i łzawiącym.
W godzinach nocnych Rosja przeprowadziła atak na Ukrainę przy użyciu dronów i rakiet. Według Sił Powietrznych Ukrainy w rejon Charkowa i Doniecka wystrzelono cztery rakiety S-300 i 39 dronów Shahed 136/131 (z Krymu i Primorsko-Achtarska). Atak dronów trwał 4,5h, podczas którego ukraińska obrona przeciwlotnicza zniszczyła 35 dronów w obwodach kirowohradzkim, mikołajowskim, dniepropetrowskim, czerkaskim, odeskim, chersońskim, chmielnickim, winnickim, kijowskim i żytomierskim. W obwodzie odeskim jeden z dronów uderzył w obiekt przemysłowy; budynek został uszkodzony i doszło do pożaru, ale nie było ofiar w ludziach. Obrona przeciwlotnicza zniszczyła w tym regionie 11 dronów. W obwodzie mikołajowskim dron uszkodził linię energetyczną. Gubernator Wadim Fiłaszkin podał, że dwie osoby zginęły w uderzeniu rosyjskiego drona Shahed w dzielnicę mieszkaniową w Dobropolu. Poinformował także, że do 12 wzrosła liczba osób rannych w rosyjskim ataku trzema rakietami S-300 na Myrnohrad, gdzie zniszczono 20 domów.
Według gubernatora Romana Starowojta w wyniku ukraińskiego ostrzału wsi Kulbaki (obwód kurski) zginęła kobieta, a jej mąż został ranny; w ataku zniszczono dwa budynki mieszkalne. Później Starowojt podał, że w magazynie ropy wybuchł pożar po zestrzeleniu nad nim ukraińskiego drona. Rosyjski kanał na Telegramie „SHOT” podał, że w składzie ropy w Kursku uszkodzony został 3000-tonowy zbiornik oraz że „potężny pożar” wybuchł na rurociągu naftowym we wsi Łychma w Chanty-Mansyjskim Okręgu Autonomicznym. Według lokalnych mieszkańców pożar był „widoczny kilka kilometrów od miejsca zdarzenia”. Gubernator Aleksandr Drozdenko powiedział, że ok. 18:00 czasu lokalnego zestrzelono ukraińskiego drona nad obwodem leningradzkim w pobliżu miasta Fornosowo. Kolejne trzy drony zniszczono nad obwodem nowogrodzkim.
Włoski minister obrony Guido Crosetto wyraził sprzeciw wobec pomysłu rozmieszczenia zachodnich wojsk na Ukrainie, uważając, że takie posunięcie utrudni wysiłki dyplomatyczne, jednak podkreślił znaczenie zapewnienia Ukrainie kompleksowego wsparcia, uznając, że zachodni poziom produkcji jest w dalszym ciągu poniżej możliwości Rosji. Minister spraw zagranicznych Wielkiej Brytanii David Cameron zaproponował „wymianę pierścieniową”, w ramach której Niemcy przekażą Brytyjczykom pociski Taurus w zamian za pociski Storm Shadow, które następnie zostaną wysłane na Ukrainę. Minister spraw zagranicznych Niemiec Annalena Baerbock stwierdziła, że jest „otwarta” na ten pomysł, chociaż wspierała również wysyłanie Taurusów bezpośrednio na Ukrainę.
Stacja CNN podała, że Rosja zaczęła używać na Ukrainie potężnych bomb lotniczych FAB-1500 M-54, będących rozwinięciem bomby KAB-1500 stworzonej jeszcze w latach 70. Waży ok. 1,5 t, z czego 675 kg stanowią materiały wybuchowe. Może być wystrzeliwana przez myśliwce na odległość ok. 60–70 km, w wyniku czego jest poza zasięgiem wielu ukraińskich systemów obrony powietrznej. Materiały filmowe z obwodu donieckiego pokazały ogromną siłę tych bomb, gdy trafiały w elektrownie cieplne, fabryki i wieżowce – miejsca, z których Ukraińcy koordynowali swoją obronę.
Według nieoficjalnych doniesień dziennika Izwiestija dowódca rosyjskiej Marynarki Wojennej admirał Nikołaj Jewmenow przeszedł na emeryturę i został zastąpiony przez poprzedniego dowódcę Floty Północnej, admirała Aleksandra Moisiejewa. W ostatnim czasie rosyjska Flota Czarnomorska poniosła znaczne straty w okrętach bojowych w wyniku ataków ukraińskich rakiet i dronów morskich. W wyniku tego zagrożenia rosyjskie jednostki morskie w dużej mierze wycofały się z Krymu.

### 11 marca

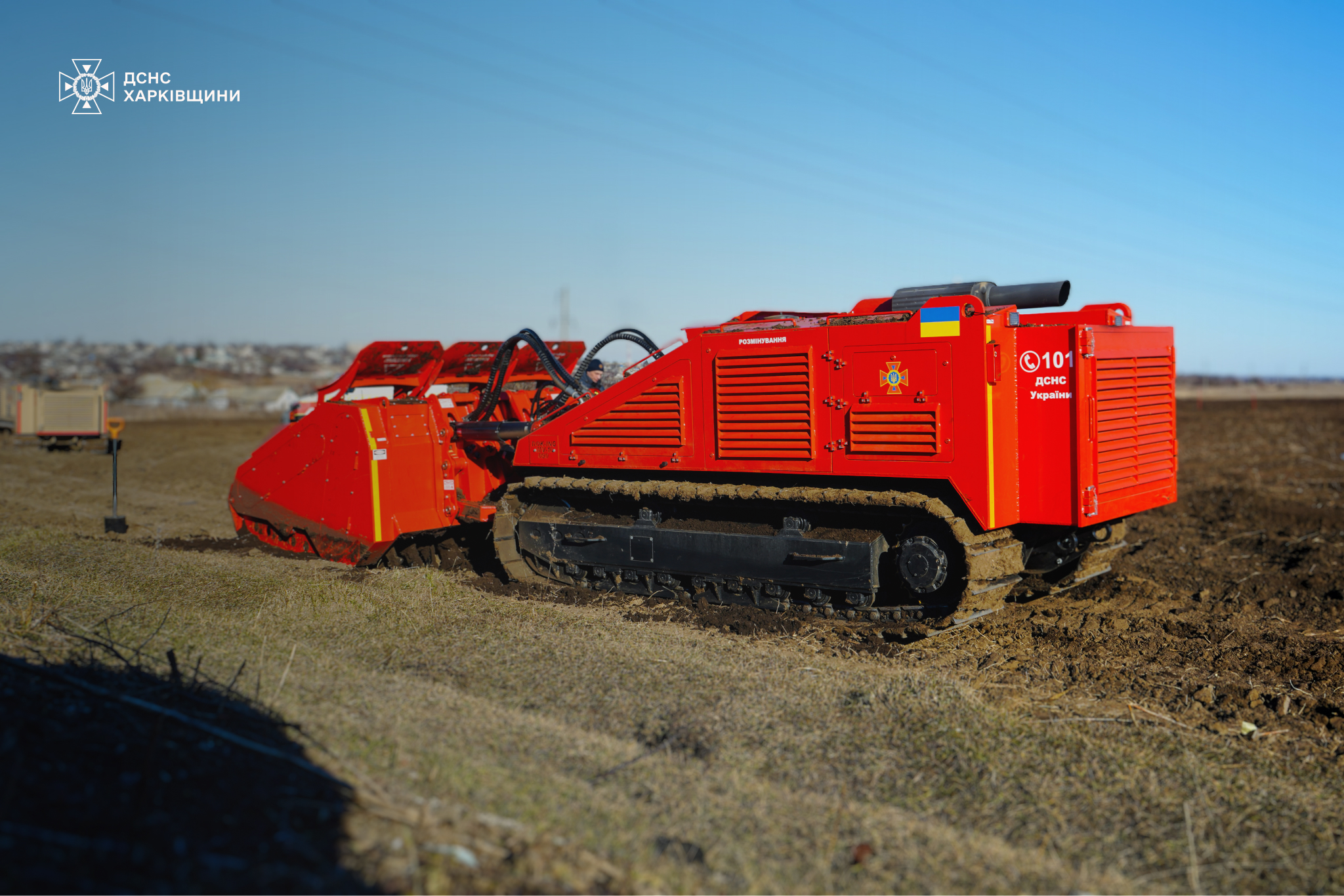
Rozminowywanie przy użyciu zdalnie sterowanego pojazdu w obwodzie charkowskim. Państwowa Służba Ratunkowa podała, że saperzy w obwodzie charkowskim od początku wojny zbadali 4471 ha i usunęli 88 658 obiektów wybuchowych.

Były zastępca szefa SG Ukrainy generał porucznik Igor Romanenko stwierdził, że sytuacja w dwóch miejscowościach (Iwaniwśkiem oraz Czasiw Jarzde) pod Bachmutem była bardzo trudna i że wojsko kontynuowało budowę linii obronnych w tamtym regionie; walki były kontynuowane w obu tych miejscowościach oraz w Bohdaniwce i Kliszczijiwce. Romanenko stwierdził, że „Iwaniwśkie jest w niezwykle trudnym położeniu. Niestety może istnieć perspektywa porzucenia. To taki węzeł komunikacyjny. (...) To bardzo ważna wieś, ale sytuacja jest tam trudna” oraz dodał, że Ukraińcy utrzymywali Czasiw Jar, ponieważ „jest ważniejsza i stwarza poważne możliwości z punktu widzenia zorganizowania wokół siebie obrony. To się dzieje teraz”. Według niego ukraińscy żołnierze wycofywali się w niektórych rejonów, ponieważ mobilizacja nie była prowadzona intensywnie oraz brakowało broni i sprzętu wojskowego. Rzecznik Zgrupowania Tauryda Dmytro Łychowij oświadczył, że Rosjanie przed wyborami prezydenckimi nie zrealizują swoich planów na froncie południowym. Według niego Rosjanie do 16 marca chcieli zająć tereny w rejonie Werbowego i Robotyne, jednak nie uda się tego zrealizować, ponieważ ataki rosyjskie na tym odcinku frontu miały charakter lokalny i nie były w stanie zmienić w istotny sposób przebiegu frontu. Według ISW siły rosyjskie poczyniły potwierdzone postępy w pobliżu Kreminnej, Bachmutu i Doniecka. Ponadto analiza zdjęć satelitarnych dokonana przez portal NK News dowodziła, że Korea Północna wznowiła dostawy uzbrojenia do Rosji drogą morską, po przerwie trwającej od połowy lutego tego roku.
SG Ukrainy oświadczył, że kontynuowano utrzymywanie przyczółku w obwodzie chersońskim na lewym brzegu Dniepru, gdzie odparto jeden atak. Rosja atakowała w kierunkach Łymanu, Bachmutu, Awdijiwki, Nowopawłowska i Zaporoża, gdzie doszło do 72 starć. W ciągu doby siły rosyjskie przeprowadziły osiem ataków rakietowych, 114 nalotów i 107 ostrzałów na pozycje ukraińskie i obszary zaludnione (odnotowano ofiary wśród cywilów oraz zniszczoną infrastrukturę). Ponad 145 miejscowości w dziewięciu obwodach znalazło się pod ostrzałem artyleryjskim. Lotnictwo Ukrainy dokonało ośmiu nalotów na miejsca koncentracji i jednego na punkt kontrolny, a artyleria zniszczyła dwa obszary koncentracji, kompleks rakiet przeciwlotniczych Buk-M1 i kompleks radarowy Zoopark-1.
Według władz regionalnych w ciągu ostatniej doby Rosja zaatakowała 10 obwodów Ukrainy, zabijając co najmniej trzech cywilów i raniąc 13 kolejnych. W godzinach nocnych Rosja zaatakowała Ukrainę za pomocą 25 dronów Shahed 136/131, z których 15 zostało zniszczonych przez ukraińską obronę przeciwlotniczą. Ukraińskie Dowództwo „Południe” stwierdziło, że armia rosyjska przeprowadziła między północą a wczesnym rankiem zakrojony na dużą skalę atak dronów na obwód odeski. Obrona przeciwlotnicza działała przez ponad 1,5h i zestrzeliła 10 dronów. Nie ma doniesień o ofiarach. Atak uderzył w obiekt infrastruktury w Odessie i spowodował pożar, który został ugaszony. W wyniku ataku zostały uszkodzone także budynki administracyjne i wybite okna w wielu domach. Szczątki zniszczonych dronów uszkodziły okoliczne budynki gospodarcze. Gubernator Ołeh Siniehubow powiedział, że Rosja przeprowadziła po południu ataki na Wołczańsk i Kupiańsk, raniąc co najmniej czterech cywilów.
Według danych Sztokholmskiego Międzynarodowego Instytutu Badań Pokojowych (SIPRI) Ukraina stała się największym europejskim importerem broni w latach 2019–2023 i czwartym co do wielkości na świecie. Udział Ukrainy w światowym imporcie broni wyniósł 4,9% wobec 0,1% w latach 2014–2018, a łączny wzrost importu uzbrojenia osiągnął rekordowe 6633%. Głównymi dostawcami broni dla strony ukraińskiej w tym okresie były Stany Zjednoczone (39%), Niemcy (14%) i Polska (13%). Powołując się na wywiad NATO i anonimowe źródła, CNN oszacowało, że Rosja produkowała prawie 250 tys. pocisków artyleryjskich miesięcznie, czyli ok. 3 mln pocisków rocznie. Ponadto Rosja kupowała amunicję od Korei Północnej i Iranu, podczas gdy Stany Zjednoczone i Europa były w stanie łącznie wyprodukować i wysłać na Ukrainę ok. 1,2 miliona szt. amunicji, co oznaczało, że rosyjska produkcja amunicji była ponad trzykrotnie większa od zachodniej. Według urzędników rosyjscy żołnierze wystrzeliwali wówczas 10 tys. pocisków dziennie, podczas gdy Ukraina wystrzeliwała tylko 2 tys.
Po spotkaniu z dowódcami wojskowymi i ministrami prezydent Wołodymyr Zełenski powiedział, że Ukraina buduje 2 tys. km linii obronnych na linii frontu i czyni znaczne postępy. Ponadto Zełenski powiedział w wywiadzie dla francuskiego nadawcy BFM TV, że „dopóki Ukraina będzie się bronić, armia francuska może pozostać na terytorium Francji”, dodając, że francuscy żołnierze „nie zginą na Ukrainie”. Ostrzegł jednak, że jeśli prezydent Władimir Putin przeprowadzi atak na państwo NATO, sytuacja będzie inna. Zełenski zauważył także, że sytuacja na linii frontu była „znacznie lepsza niż w ciągu ostatnich trzech miesięcy” i że „natarcie Rosji zostało zatrzymane”. Odnosząc się do wcześniejszej teorii papieża o „wywieszeniu białej flagi”, Zełenski powiedział, że „dla Putina odpoczynek to tlen”, a rozmowy pokojowe „nie są negocjacjami, ale sposobem na przywrócenie zdolności wojskowych armii i wyszkolenie młodych poborowych”.
Dyrektor CIA William Burns podczas przesłuchań w Senackiej Komisji ds. Wywiadu powiedział, że: „Przy dodatkowej pomocy Stanów Zjednoczonych Ukraina będzie w stanie przejąć inicjatywę ofensywną na froncie do końca 2024 roku – na początku 2025 roku”. Według niego, jeśli Stany Zjednoczone nie udzielą pomocy, Ukraina może stracić duże terytoria w 2024 roku, a „świat zobaczy więcej Awdijiwki”.
Według nagrania opublikowanego w internecie dostarczony przez USA czołg M1A1 Abrams został zniszczony przez minę w pobliżu Awdijiwki, co było czwartą lub piątą odnotowaną stratą tego pojazdu na Ukrainie.

### 12 marca
Ministerstwo Obrony Rosji oświadczyło, że siły rosyjskie zajęły wieś Newelśke w obwodzie donieckim, znajdującą się zaledwie 15 km od Krasnohoriwki. Ukraina nie skomentowała tych doniesień. W ocenie ISW siły rosyjskie zrobiły potwierdzone postępy w pobliżu Bachmutua, Awdijiwki i Doniecka w ramach ciągłych walk pozycyjnych na całej linii frontu.
Sztab Ukrainy podał, że kontynuowano utrzymywanie przyczółku w obwodzie chersońskim na lewym brzegu Dniepru, gdzie odparto trzy ataki. Rosja atakowała w kierunkach Kupiańska, Łymanu, Bachmutu, Awdijiwki, Nowopawłowska i Zaporoża, gdzie doszło do 91 starć. W ciągu 24h siły rosyjskie przeprowadziły 10 ataków rakietowych, 84 naloty i 123 ostrzały na pozycje ukraińskie i obszary zaludnione (odnotowano ofiary wśród cywilów oraz zniszczoną infrastrukturę). Ponad 110 miejscowości w dziewięciu obwodach znalazło się pod ostrzałem artyleryjskim. Lotnictwo Ukrainy dokonało dziewięciu nalotów na miejsca koncentracji. Dowódca wywiadu ukraińskiego generał Kyryło Budanow powiedział, że Ukraina planuje „poważną operację” na Krymie.
Około 19:30 Rosjanie wystrzelili kilka rakiet w kierunku budynków mieszkalnych w Krzywym Rogu. W wyniku uderzenia w jeden z budynków zginęło pięć osób, a 43 zostały ranne, w tym 12 dzieci (sześć osób w ciężkim stanie). Według doniesień zostało zniszczonych lub uszkodzonych ok. 20 wieżowców, dwa przedszkola, dwie szkoły, budynek administracyjny, sklep i magazyn. Prokuratura Generalna Ukrainy podała, że ok. 13:40 w rosyjskim ataku na wieś Hłuszkiwka zginął jeden mieszkaniec, a trzy inne osoby zostały ranne. Gubernator Wadim Fiłaszkin poinformował, że ok. 23:00 w rosyjskim ataku na 5-piętrowy budynek mieszkalny w Myrnohradzie zginęły dwie osoby, a pięć zostało rannych. Cztery budynki zostały uszkodzone. Ukraińska obrona przeciwlotnicza zniszczyła 17 z 22 dronów Shahed 136/131, wystrzelonych w nocy przez siły rosyjskie. Wystrzelono także rakietę Ch-59 (z Morza Czarnego) w kierunku obwodu odeskiego, która została zestrzelona. Odnotowano trafienie w obiekt infrastruktury w obwodzie tarnopolskim oraz wstrzymano dostawy prądu i gazu w rejonie krzemienieckim.
W nocy trzy rosyjskie grupy paramilitarne: Legion Wolność Rosji, Rosyjski Korpus Ochotniczy i Batalion „Sybir” wtargnęły (z Ukrainy) do rosyjskich przygranicznych rejonów Biełgorodu i Kurska oraz podały, że zniszczono rosyjski transporter opancerzony w Tiotkinie w obwodzie kurskim. Wspomniana miejscowość również została przejęta, wraz z wioską Łozowaja Rudka w obwodzie biełgorodzkim. Ministerstwo Obrony Rosji stwierdziło, że atak został odparty oraz zginęło ponad 234 żołnierzy ukraińskich, a siedem czołgów i pięć pojazdów opancerzonych zostało zniszczonych. Lider rosyjskiej opozycji Ilja Ponomarjew oświadczył, że przygraniczne miasto Łozowaja Rudka znajdowało się całkowicie pod kontrolą sił wyzwoleńczych. Jak zauważył przedstawiciel wywiadu ukraińskiego Andrij Jusow, „Legion Wolność Rosji, Rosyjski Korpus Ochotniczy i Batalion „Sybir” działały na terytorium Rosji jako niezależne jednostki, gdyż składają się z obywateli rosyjskich. Ostatecznie byli u siebie. Prawdopodobnie wspólne działanie tych jednostek toczy się obecnie na terytorium FR”.
Władze rosyjskie donosiły, że wczesnym rankiem ataki dronów spowodowały pożary w rafinerii Łukoil w Kstowie w obwodzie niżnonowogrodzkim (jedna z największych rafinerii w FR, która w 2022 roku przerobiła 15 mln ton ropy, co stanowi ok. 5% całkowitego wolumenu rosyjskiej rafinacji) i składzie ropy w obwodzie orłowskim. Kolejne drony spowodowały przerwę w dostawie prądu w obwodzie biełgorodzkim i uderzyły w budynek administracyjny w Biełgorodzie. Rosyjskie MON podało, że 26 ukraińskich zestrzelono nad obwodami moskiewskim (2), leningradzkim (1), briańskim (1), tulskim (1), kurskim (11), biełgorodzkim (7), orłowskim (2) i woroneskim (1). Około 12:00 w obwodzie iwanowskim rozbił się wojskowy samolot transportowy Ił-76, w wyniku czego zginęło 15 osób, w tym ośmiu członków załogi i siedmiu pasażerów. Według wersji rosyjskiej przyczyną katastrofy był ptak, który dostał się do silnika, albo awaria starego silnika. Zniszczonym samolotem był Ił-76MD nr RF-76551 ze 117 Pułku Transportowego, który zapalił się zaraz po starcie z lotniska Iwanowo Siewiernyj.
Według OSW sytuacja na froncie powróciła do stanu sprzed upadku Awdijiwki. Rosjanie osiągali niewielkie postępy w długotrwałych walkach pozycyjnych. Na zachód od Kreminnej poszerzyć podstawę wyjściową do ataku na Terny nad rzeką Żerebeć, umacniając się kilkaset metrów od tej miejscowości. Na zachód od Bachmutu zajęli kolejne kwartały w Iwaniwśkem, a na zachód od Awdijiwki wyparli obrońców na obrzeża Orliwki i Toneńkego. Siły ukraińskie utrzymały pozycje w leżącej na północ wsi Berdyczi. Na froncie południowym siły rosyjskie oskrzydliły Ukraińców w centrum Perwomajśkego, lecz nie zmusili ich do wycofania się. walki o miejscowość trwały. Rosja poczyniła kolejne postępy na południe, zachód i północ od Marjinki. Po dotarciu do linii kolejowej w południowo-wschodniej części Krasnohoriwki stworzył podstawę do ataku na centrum tego miasta. Bez rezultatu zakończyły się ostatnie walki o Robotyne, gdzie ruiny poszczególnych kwartałów przechodzą z rąk do rąk, a skala zniszczeń utrudnia obu stronom umocnienie się na zajmowanych pozycjach.
Stany Zjednoczone ogłosiły, że przygotowują kolejny pakiet pomocy wojskowej dla Ukrainy o wartości 300 milionów dolarów, pochodzących z nadwyżek funduszy Pentagonu. Pakiet będzie obejmował m.in. amunicję do M142 HIMARS, rakiety do FIM-92 Stinger, pociski artyleryjskie 105 mm i 155 mm, w tym odłamkowo-burzące i udoskonalona amunicja kasetowa podwójnego przeznaczenia oraz systemy przeciwpancerne AT-4. Duńskie Ministerstwo Obrony ogłosiło, że przekaże Ukrainie nowy pakiet pomocy wojskowej o wartości 336 mln dolarów, obejmujących systemy artyleryjskie CAESAR, samobieżne moździerze 120 mm wraz z amunicją, natomiast część środków zostanie przeznaczona na czeską inicjatywę dotyczącą zakupu amunicji dla Ukrainy spoza UE.
Wicepremier i minister ds. transformacji cyfrowej Mychajło Fedorow powiedział, że Ukraina będzie masowo produkować mobilne roboty zdolne do minowania, rozminowywania, atakowania dronów oraz ewakuacji rannych żołnierzy i transportu amunicji, ograniczając do minimum udział człowieka na polu walki, zmniejszając w ten sposób liczbę zabitych i rannych żołnierzy. Gubernator Ołeksandr Prokudin powiedział, że zakończenie prac rozminowywania w kontrolowanym przez Ukrainę obwodzie chersońskim na zachód od Dniepru zajmie co najmniej dwa lata. Wówczas tylko w ⅓ kontrolowanego przez Ukrainę obwodu przeprowadzono prace rozminowujące, odkrywając ponad 155 tys. min lądowych i innych materiałów wybuchowych.
Rosjanie zniszczyli dwa ukraińskie śmigłowce Mi-8 45 km od linii frontu, jeden helikopter zdołał odlecieć z zaatakowanego obszaru. 12 Oddzielna Brygada Lotnictwa Wojskowego potwierdziła śmierć dwóch pilotów.

### 13 marca
Po wizycie na linii frontu Naczelny Dowódca SZ Ukrainy generał Ołeksandr Syrski oświadczył, że pomimo trudnej sytuacji na froncie wschodnim, wszystkie miejscowości, które próbowała zająć armia rosyjska, nadal znajdowały się pod kontrolą armii ukraińskiej, zaprzeczając rosyjskim twierdzeniom, że Rosjanie zajęli Newelśke w obwodzie donieckim. Według niego siły rosyjskie kontynuowały ofensywę, koncentrując się na okolicach miejscowości Terny, Iwaniwśke, Berdyczi i Toneńke w obwodzie donieckim oraz Werbowe i Robotyne w obwodzie zaporoskim. Ministerstwo Obrony Ukrainy oświadczyło, że wojsko nie spodziewa się natychmiastowej mobilizacji 500 tys. osób. 400–500 tys. to ogólny szacunek ilości ludzi potrzebnych wojsku, który będzie dostosowywany w zależności od sytuacji na linii frontu. Dokładnej liczby wówczas nie można było podać.
Według brytyjskiego MON wojska rosyjskie nadal prowadziły ataki na kilku odcinkach frontu, głównie na zachód od Awdijiwki i Marjinki. Na te dwa obszary przypadało ok. 60% rosyjskich ataków odnotowanych w ciągu ostatnich czterech tygodni, jednak średnia tygodniowa rosyjskich ataków spadła o 13% w porównaniu z końcem lutego, gdy osiągnęła 600. Zdaniem Ministerstwa „ogólna sytuacja w nadchodzących tygodniach będzie stanowiła wyzwanie dla sił ukraińskich w związku z tym, że Rosja nadal odnawiała swoje siły i prowadziła ataki na priorytetowych kierunkach”. W opinii ISW niedobory amunicji w ukraińskiej armii mogą skłonić Ukrainę do wskazywania priorytetowych obszarów walki z Rosją, a to z kolei może stworzyć Rosjanom szansę wniknięcia w głąb frontu. Jeśli Ukraińcy będą priorytetowo traktować sektory najbardziej zagrożone ofensywą, mogą niechcący przysłużyć się Rosji, ponieważ w innych miejscach mogłyby pojawić się słabe punkty, które Rosjanie mogliby wykorzystać do przypuszczenia niespodziewanego ataku i przebicia się przez linię frontu. Tymczasem siły rosyjskie poczyniły potwierdzone postępy w pobliżu Awdijiwki w ramach ciągłych walk pozycyjnych na całej linii frontu.
Sztab Ukrainy poinformował, że kontynuowano utrzymywanie przyczółku w obwodzie chersońskim na lewym brzegu Dniepru, gdzie odparto dwa ataki. FR atakowała w kierunkach Kupiańska, Łymanu, Bachmutu, Awdijiwki, Nowopawłowska i Zaporoża, gdzie doszło do 79 starć. W ciągu doby wojska rosyjskie przeprowadziły dwa ataki rakietowe, 64 naloty i 93 ostrzały na pozycje ukraińskie i obszary zaludnione (odnotowano ofiary wśród cywilów oraz zniszczoną infrastrukturę). Około 150 miejscowości w dziewięciu obwodach znalazło się pod ostrzałem artyleryjskim. Lotnictwo i artyleria Ukrainy dokonały dziewięciu ataków na miejsca koncentracji.
W nocy Rosja zaatakowała za pomocą dronów obwód sumski, jeden z dronów Shahed uderzył w 5-piętrowy budynek mieszkalny w Sumach. Co najmniej dwie osoby zginęły, a co najmniej osiem zostało rannych; spod gruzów udało się uratować 10 osób. W wyniku ataku 15 mieszkań zostało zniszczonych, a 30 zostało uszkodzonych. Regionalna administracja wojskowa podała, że siły rosyjskie zaatakowały 10 przygranicznych hromad w obwodzie sumskim, zabijając jedną osobę i raniąc dwie kolejne podczas ataku helikoptera w Wełyce Pysariwce. W ciągu doby Rosjanie ostrzelali obwód sumski 66 razy, atakując go za pomocą dronów, rakiet, artylerii i innej broni; ataki spowodowały 332 eksplozje w okolicy.
Siły rosyjskie podały, że zestrzelono nad rosyjskim terytorium ok. 60 dronów, w tym w obwodach biełgorodzkim (11), briańskim (8), woroneskim (29), kurskim (8) i po jednym w obwodach leningradzkim i riazańskim. Według gubernatora Pawła Małkowa drony zaatakowały i podpaliły (siódmą co do wielkości w Rosji) rafinerię Rosnieftu w Riazaniu, powodując zniszczenia oraz ofiary. Doszło także do trafień dronami w rafinerię ropy naftowej w Kiriszach (drugą co do wielkości w Rosji) oraz obiekty w obwodach leningradzkim i niżnonowogrodzkim. Nad obwodem woroneskim spowodowały „niewielkie szkody”. W obwodzie biełgorodzkim szczątki dronów spowodowały odcięcie prądu i gazu. Ponadto Władimir Putin oskarżył Ukrainę o próbę zakłócenia wyborów prezydenckich w Rosji w 2024 roku. Kolejna rosyjska rafineria zawiesiła działalność po trafieniu drona w Nowoszachtyńsku w obwodzie rostowskim. Ponadto w Biełgrodzie dron zaatakował budynek FSB, uszkadzając fasadę i okna. Gubernator Wiaczesław Gładkow powiedział, że w ciągu ostatniej nocy zostało uszkodzonych ponad 120 domów. Armia ukraińska wystrzeliła w sumie ok. 320 pocisków artyleryjskich w kierunku obwodu biełgorodzkiego i zorganizowała 27 ataków dronów.
Legion Wolności Rosji i inne ugrupowania antyputinowskie we wspólnym oświadczeniu wezwały mieszkańców Kurska i Biełgorodu do ewakuacji w związku z planowanymi kolejnymi atakami przeciwko rosyjskim pozycjom i infrastrukturze przemysłowej oraz wezwały władze obwodów biełgorodzkiego i kurskiego do ewakuacji ludności cywilnej, aby zapobiec ofiarom. Później Legion Wolności Rosji podczas transmisji na żywo w internecie oświadczył, że trzy organizacje walczyły z wojskami rosyjskimi w pięciu granicznych miejscowościach.
Państwa Unii Europejskiej zgodziły się kontynuować wspólne finansowanie sprzętu wojskowego dla Ukrainy o wartości co najmniej pięciu miliardów euro.

### 14 marca

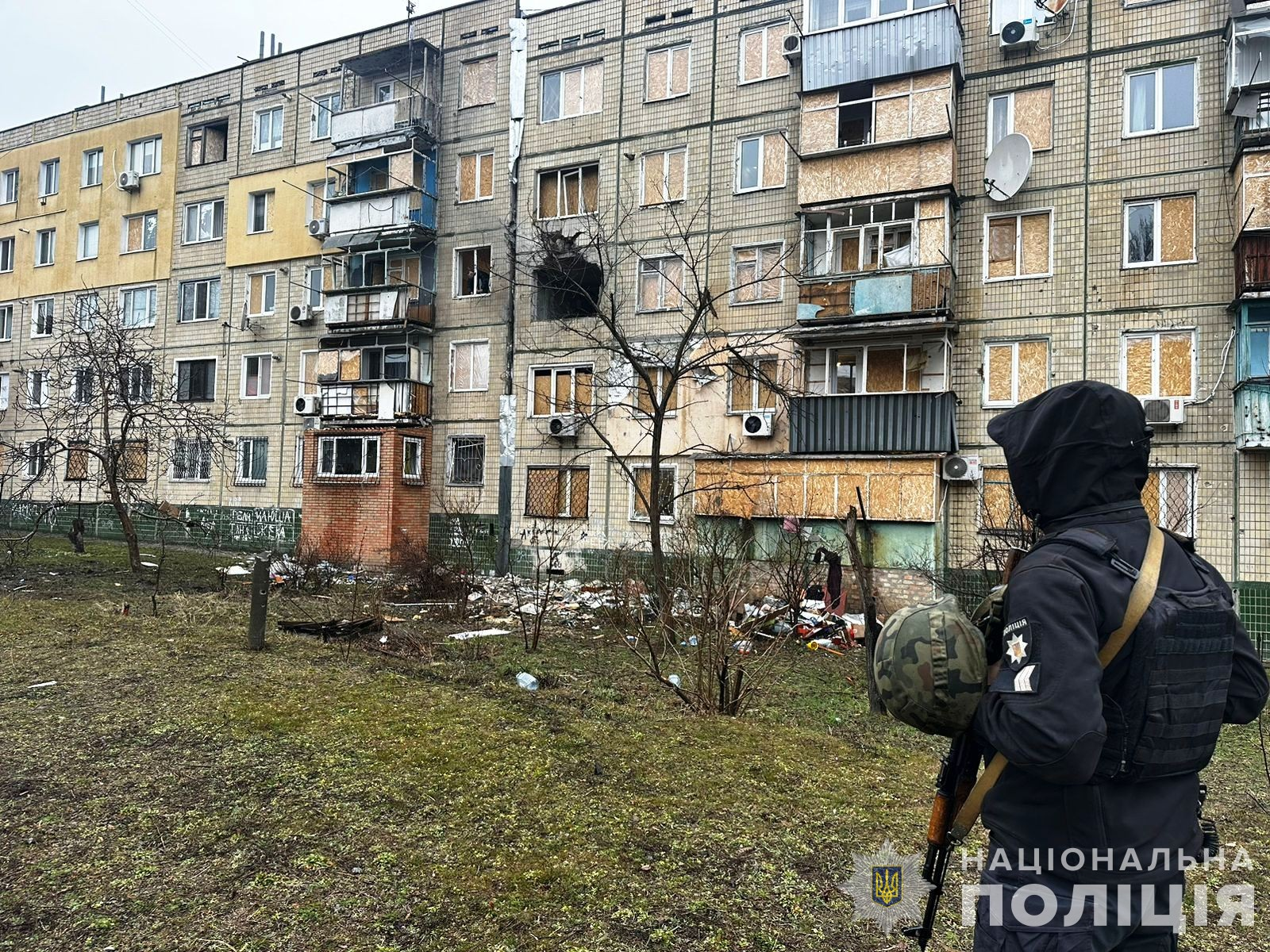
Budynek mieszkalny w Nikopolu po rosyjskim ostrzale.

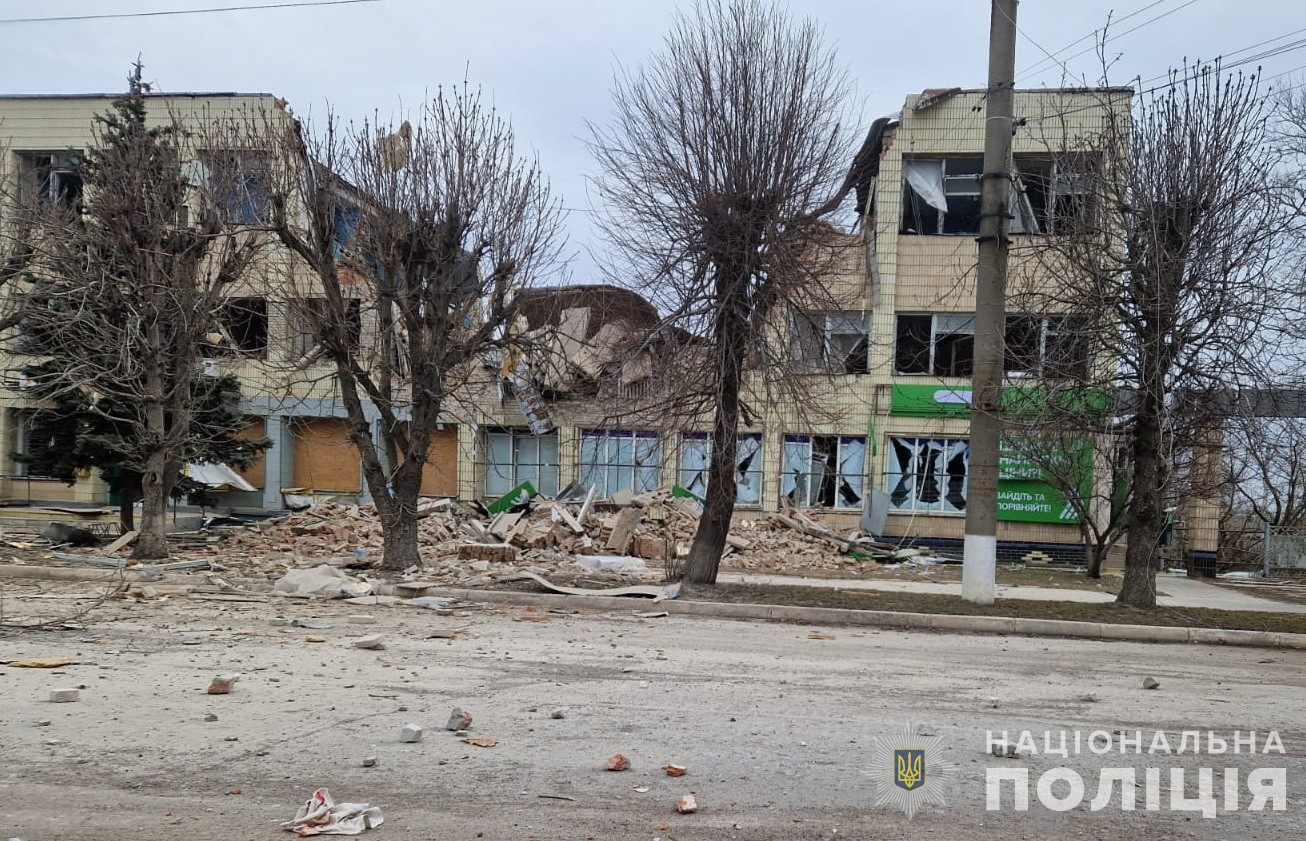
Budynek w Wełyce Pysariwce po rosyjskim ostrzale rosyjskim. W budynku znajdowała się apteka i poczta.

Rzecznik Zgrupowania Tauryda Dmytro Łychowij stwierdził, że armia rosyjska wzmogła ofensywy w obwodzie zaporoskim i donieckim. Dodał, że od 8:00 miało miejsce jednocześnie 13 starć, zauważając, że działania bojowe o tej intensywności nie występowały przez dłuższy czas. Według Dowództwa „Południe” odparto próbę lądowania rosyjskich sił zwiadowczych w obwodzie chersońskim na zachodnim brzegu Dniepru, w pobliżu mostu Antonowskiego. Rosjanie wycofali po poniesieniu ciężkich strat. Naczelny Dowódca armii ukraińskiej generał Ołeksandr Syrski powiedział, że armia ukraińska znajdowała się w coraz trudniejszej sytuacji i w dalszym ciągu broniła linii obronnych na kierunku zaporoskim, ale była brutalnie atakowana przez rosyjskie drony, artylerię i moździerze. Dodał jednak, że armia rozpoczęła proces rotacji batalionów i jednostek wykonujących zadania bojowe na linii frontu, co będzie w stanie ustabilizować sytuację oraz zmniejszyć wpływ na stan moralny i psychiczny żołnierzy.
Według ISW siły rosyjskie mogą angażować rezerwy taktyczne i operacyjne do walk na wschodniej Ukrainie, starając się utrzymać i potencjalnie zintensyfikować tempo działań ofensywnych. Zdolność Rosji do osiągnięcia znaczących postępów jest w dalszym ciągu uzależniona od poziomu zachodniego wsparcia dla Ukrainy, a utrzymujące się opóźnienia w pomocy zwiększą ryzyko uzyskania przez Rosję znaczących operacyjnie postępów w dłuższej perspektywie. Tymczasem wojska rosyjskie posunęły się na zachód od Awdijiwki i w zachodnim obwodzie zaporoskim w ramach ciągłych walk pozycyjnych na całej linii frontu.
Sztab Ukrainy poinformował, że kontynuowano utrzymywanie przyczółku w obwodzie chersońskim na lewym brzegu Dniepru, gdzie odparto trzy ataki. Rosja atakowała w kierunkach Kupiańska, Łymanu, Bachmutu, Awdijiwki, Nowopawłowska i Zaporoża, gdzie doszło do 91 starć. W ciągu dnia wojska rosyjskie przeprowadziły 10 ataków rakietowych, 84 naloty i 123 ostrzały na pozycje ukraińskie i obszary zaludnione (odnotowano ofiary wśród cywilów oraz zniszczoną infrastrukturę). Ponad 110 miejscowości w dziewięciu obwodach znalazło się pod ostrzałem artyleryjskim. Lotnictwo Ukrainy dokonało dziewięciu nalotów na miejsca koncentracji.
Ukraińskie Siły Powietrzne podały, że między północą a wczesnym rankiem Rosja wystrzeliła w kierunku Ukrainy 36 dronów Shahed 136/131, z których 22 zostały zniszczone przez obronę przeciwlotniczą nad obwodami dniepropetrowskim i mikołajowskim. Gubernator Serhij Borzow podał, że rosyjski dron Shahed uderzył w budynek mieszkalny w obwodzie winnickim, zabijając dwie osoby i raniąc co najmniej trzy kolejne. W nocy Rosjanie uderzyli rakietą S-300 w rejon szewczenkowski w Charkowie, gdzie uszkodzono lokale niemieszkalne. Regionalna administracja wojskowa poinformowała, że wojska rosyjskie przeprowadziły naloty i ataki rakietowe na obiekty radiotechniczne w obwodzie sumskim. „Nadajniki telewizyjne i radiowe w Sumach, Szostce, Białopolu i Trościańcu zostały tymczasowo wyłączone. W wyniku zniszczeń część terytorium regionu nie mogło [tymczasowo] odbierać ukraińskich sygnałów telewizyjnych i radiowych”. Szef prokuratury obwodu charkowskiego Ołeksandr Filczakow oświadczył, że od początku inwazji Rosja użyła ok. 50 północnokoreańskich rakiet do ataku na sześć obwodów ukraińskich.
Władze Biełgorodu poinformowały, że nad ranem doszło do ataku na miasto, w wyniku którego zginęła jedna osoba, a sześć zostało rannych. Gubernator Wiaczesław Gładkow podał, że w szpitalu przebywało pięciu rannych mieszkańców, a jedna osoba odmówiła hospitalizacji. Według gubernatora w Biełgorodzie uszkodzonych zostało 11 domów, dwa mieszkania w dwóch wieżowcach, placówka medyczna i dwa obiekty infrastruktury (hotel i sala fitness) oraz 53 samochody osobowe. Wczesnym popołudniem obrona przeciwlotnicza zestrzeliła 10 pocisków/dronów, które uszkodziły osiem budynków mieszkalnych, trzy domy, instytucję edukacyjną i 13 pojazdów. Później rosyjscy urzędnicy stwierdzili, że Ukraina wystrzeliła co najmniej osiem rakiet w kierunku obwodu biełgorodzkiego, zabijając dwie osoby i raniąc 12 kolejnych oraz uszkadzając dwa domy i placówkę medyczną.
Antyputinowskie grupy paramilitarne kontynuowały najazdy na obwody kurski i biełgorodzki. Rosgwardia oświadczyła, że odparła atak „grupy dywersyjnej” pod Tiotkinem w obwodzie kurskim i przeprowadziła ataki w pobliżu miejscowości wspólnie z armią rosyjską i strażą graniczną. Gubernator obwodu kurskiego powiedział, że walka z „ukraińskimi dywersantami” trwa. Proukraińskie organizacje paramilitarne po raz kolejny wezwały do ewakuacji ludności cywilnej z trzech rosyjskich obwodów i przestrzegły, że zostaną przeprowadzone kolejne ataki. Korytarz humanitarny miał być utrzymywany od 21:00 14 marca do 7:00 15 marca, po czym nastąpi „atak na dużą skalę” na rosyjskie siły rządowe. Ponadto zostanie udostępniona mapa z zaznaczeniem licznych miejscowości w obwodach kurskim i biełgorodzkim. Według rosyjskich blogerów wojennych, w rejonie wsi Spodarjuszyno w obwodzie biełgorodskim ukraińska grupa podjęła próbę przedostania się na terytorium Rosji. Według blogera „Wargonzo” pierwszy atak miał miejsce w nocy z 13 na 14 marca w rejonie wsi Tiotkino w obwodzie kurskim i został zatrzymany. Informację tę potwierdził gubernator Roman Starowojt.
Szwecja przyłączyła się do czeskiej inicjatywy mającej na celu zakup setek tys. pocisków artyleryjskich dla Ukrainy spoza UE, przekazując 32,6 mln dolarów. Niemiecki Bundestag ponownie głosował ws. dostarczenia Ukrainie rakiet dalekiego zasięgu Taurus, jednak propozycja została odrzucona; 494 głosów było przeciw, 188 za, a pięć wstrzymało się. The Guardian podał, że Rheinmetall planuje wybudować na Ukrainie co najmniej cztery fabryki. Przedsiębiorstwo odnotowało w zeszłym roku rekordową sprzedaż na poziomie 7,2 miliarda euro i planuje przekroczyć 10 miliardów euro w 2024 roku. Firma podała, że fabryki na Ukrainie będą produkować pociski, sprzęt wojskowy, proch strzelniczy i broń przeciwlotniczą.
Prezydent Francji Emmanuel Macron powiedział w wywiadzie, że nie można wykluczyć potencjalnej obecności zachodnich wojsk na Ukrainie, podkreślając jednak, że wówczas sytuacja tego nie wymagała. Jeśli jednak Rosja wygra, życie Francuzów ulegnie zmianie, a Europa nie będzie już bezpieczna. Macron stwierdził, że: „Dwa lata temu powiedzieliśmy, że nigdy nie wyślemy czołgów. Zrobiliśmy to. Dwa lata temu powiedzieliśmy, że nigdy nie wyślemy rakiet średniego zasięgu. Zrobiliśmy to. Sojusznicy nie mogą być słabi i wykazywać «determinację, wolę i odwagę»”, aby uniemożliwić Rosji zwycięstwo.
Sekretarz generalny NATO Jens Stoltenberg powiedział, że od czasu inwazji Rosji na Ukrainę w lutym 2022 roku Rosja straciła na Ukrainie ponad 350 tys. żołnierzy i płaci bardzo wysoką cenę za niewielkie postępy.

### 15 marca

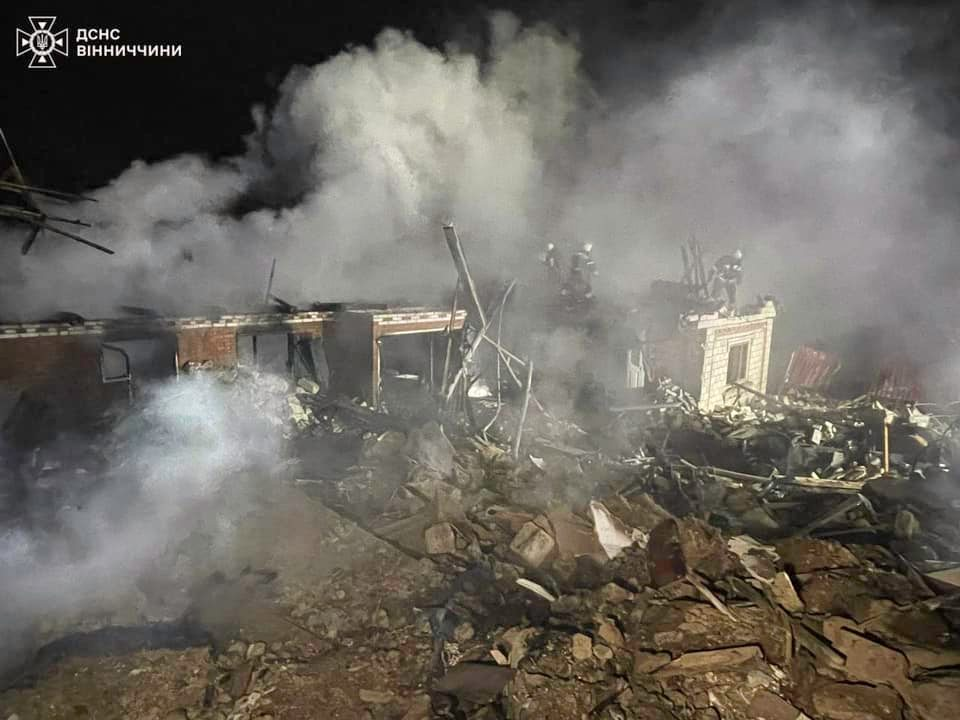
Prywatny dom w obwodzie winnickim po nocnym ataku rosyjskiego drona; zginął mężczyzna i jego żona, a ich syn został ranny.

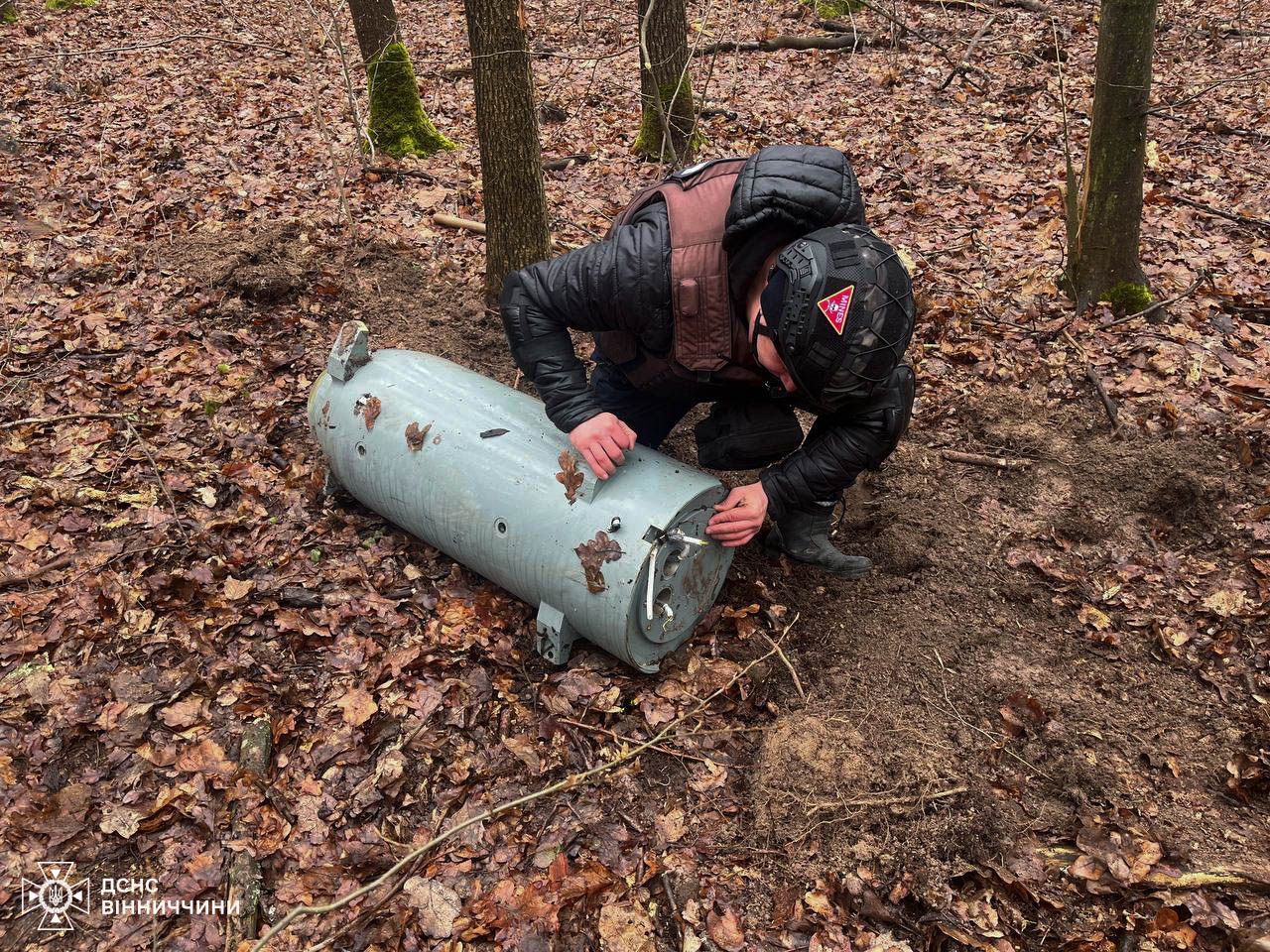
Ukraiński saper i niewybuch rosyjskiej rakiety znaleziony w rejonie żmeryńskim w obwodzie winnickim.

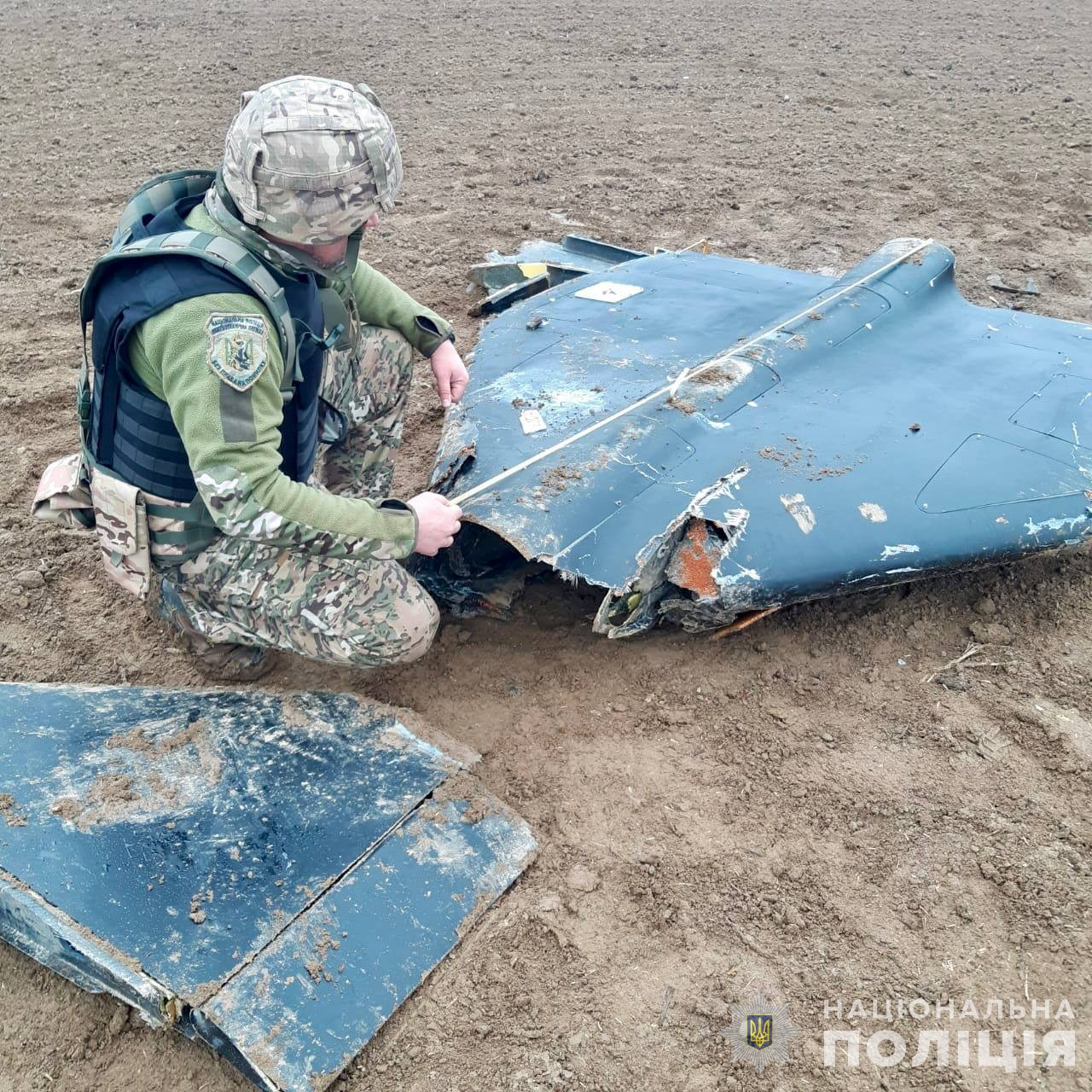
Szczątki zestrzelonego rosyjskiego drona Shahed 136, znalezione w rejonie tulczyńskim.

Naczelny Dowódca armii Ukraińskiej generał Ołeksandr Syrski powiedział, że wojska rosyjskie skupiały się na osiągnięciu przełomu w pobliżu niedawno zajętej Awdijiwki. Ukraińscy żołnierze broniący się w rejonie Awdijiwki stali w obliczu „intensywnego ostrzału artyleryjskiego, aktywnego wykorzystania dronów FPV, „okresowych” nalotów i „codziennych” ataków pojazdów opancerzonych i oddziałów szturmowych. Syrski stwierdził, że: „W tych warunkach najskuteczniejszym sposobem prowadzenia obrony było niszczenie pojazdów opancerzonych i grup szturmowych wroga ogniem artyleryjskim, działaniami grup pancernych, kompleksowym wykorzystaniem dronów różnego typu oraz ochrona własnych jednostek przed wrogimi dronami za pomocą EW w połączeniu z niszczeniem punktów kontrolnych dronów przez ataki rakietowe i ogień artyleryjski”. Według ISW wiosną br. siły rosyjskie będą prawdopodobnie kontynuować ofensywy mające na celu destabilizację ukraińskich linii obronnych, przygotowując się jednocześnie do nowego ofensywy w lecie 2024 roku. Zachodnia pomoc prawdopodobnie odegra kluczową rolę w zdolności Ukrainy do utrzymania terytorium. Tymczasem wojska rosyjskie poczyniły potwierdzone postępy w pobliżu Kupiańska i Awdijiwki oraz w zachodnim obwodzie zaporoskim.
Ukraiński Sztab podał, że kontynuowano utrzymywanie przyczółku w obwodzie chersońskim na lewym brzegu Dniepru, gdzie odparto trzy ataki. Rosja atakowała w kierunkach Kupiańska, Łymanu, Bachmutu, Awdijiwki, Nowopawłowska i Zaporoża, gdzie doszło do 78 starć. W ciągu dnia wojska rosyjskie przeprowadziły 10 ataków rakietowych, 68 nalotów i 89 ostrzałów na pozycje ukraińskie i obszary zaludnione (odnotowano ofiary wśród cywilów oraz zniszczoną infrastrukturę). Ponad 100 miejscowości w dziewięciu obwodach znalazło się pod ostrzałem artyleryjskim. Lotnictwo Ukrainy dokonało siedmiu nalotów na miejsca koncentracji.
Według Sił Powietrznych Ukrainy o 11:47 Rosjanie wystrzelili z terytorium Krymu rakietę Iskander-M w stronę Odessy, trafiając w budynek mieszkalny. Szef MSW Ihor Kłymenko podał, że w wyniku podwójnego ataku rakietowego na miasto zginęło łącznie 21 osób, a 73 zostały ranne, w tym co najmniej dziewięciu ratowników i nieokreślona liczba funkcjonariuszy policji. Po pierwszym ataku ratownicy rzucili się do pomocy poszkodowanym, a następnie zginęli w drugim uderzeniu rakietowym. Wśród zabitych byli m.in. były zastępca mera Odessy Serhij Tetiukhin i dowódca policyjnego batalionu sił specjalnych „Tsunami” Ołeksandr Hostiszczew. Uszkodzeniu uległy: obiekt rekreacyjny, 10 domów prywatnych, stacja paliw, gazociąg i dwa wozy strażackie. 16 marca ogłoszono dniem żałoby w Odessie i obwodzie odeskim.
Wojska rosyjskie wystrzeliły w kierunku Ukrainy 27 dronów Shahed 136/131 (z Primorsko-Achtarska) oraz siedem przeciwlotniczych rakiet S-300/S-400 (w obwód charkowski i doniecki) oraz jeden pocisk manewrujący Ch-59 (w obwód połtawski). Ukraińska obrona przeciwlotnicza zestrzeliła wszystkiego drony nad obwodami kirowohradzkim, mikołajowskim, charkowskim, chersońskim, chmielnickim, winnickim i kijowskim. Według ukraińskich doniesień, w Winnicy dwie kolejne osoby zginęły w wyniku uderzenia w budynek mieszkalny. Gubernator Iwan Fedorow poinformował, że siły rosyjskie ostrzelały wieś Dołynka w obwodzie zaporoskim, zabijając 76-letnią kobietę. Około 20:37 Rosja przeprowadziła atak rakietowy na Konotop. W związku z rosyjskimi ostrzałami w północnej części obwodu sumskiego władze ukraińskie zarządziły masową ewakuację regionu.
Wczesnym rankiem ukraiński wywiad przeprowadził z sukcesem atak dronem na rafinerię ropy naftowej „Perwyj Zawod” w obwodzie kałuskim, powodując uszkodzenia obiektu i pożar. Gubernator regionu Władysław Szapsza powiedział, że zestrzelono cztery drony i zaprzeczył, jakoby spowodowały jakiekolwiek szkody lub ofiary. Gubernator obwodu biełgorodzkiego Wiaczesław Gładkow podał, że nad ranem w wyniku ukraińskiego ostrzału Biełgorodu zginął członek Obrony Terytorialnej regionu, a dwóch innych zostało rannych. W mieście doszło do eksplozji, a władze musiały przełożyć głosowanie w wyborach prezydenckich. Według Gładkowa poprzedniego wieczoru władze ewakuowały 400 mieszkańców z trzech przygranicznych wsi „ze względu na skomplikowaną sytuację operacyjną”. Ministerstwo Obrony Rosji podało, że wojska rosyjskie odparły ukraińską próbę przebicia przez granicę w obwodzie biełgorodzkim.
Portugalia zapowiedziała przekazanie 100 mln euro na czeską inicjatywę zakupu amunicji artyleryjskiej dla Ukrainy. Szwedzki rząd zapowiedział, że dostarczy Ukrainie dziewięć statków dla straży przybrzeżnej. Minister obrony Arvydas Anušauskas poinformował, że Grecja dołączyła do koalicji na rzecz pomocy Ukrainie w rozminowywaniu, której przewodziły Litwa i Islandia. Kanada przekazała Państwowej Służbie Ratunkowej 10 kolejnych pojazdów do usuwania obiektów wybuchowych.
Kanclerz Niemiec Olaf Scholz, prezydent Francji Emmnuel Macron i polski premier Donald Tusk spotkali się w Berlinie, aby koordynować wsparcie różnych krajów dla Ukrainy. Następnie cała trójka spotkała się z reporterami i oświadczyła, że zgodzili się na nowe inicjatywy mające na celu wsparcie Ukrainy, w tym zakup większej ilości broni i przyszły sojusz w sprawie broni zdalnej. Kanclerz Scholz potwierdził, że Unia Europejska przeznaczy zyski z przejętych rosyjskich aktywów na finansowanie broni dla Ukrainy.
Prezydent Wołodymyr Zełenski powiedział po spotkaniu z wieloma wyższymi urzędnikami wojskowymi i funkcjonariuszami bezpieczeństwa w celu omówienia dalszych działań przeciwko Rosji oraz że zidentyfikowano „najsłabsze punkty” rosyjskich ataków dronów. Dyrektor wydziału cybernetycznego SBU Illia Vitiuk stwierdził, że od wybuchu wojny w 2022 roku agencja bezpieczeństwa odparła prawie 10 tys. cyberataków ze strony Rosji.
Komisja Narodów Zjednoczonych ds. Zbrodni Wojennych na Ukrainie poinformowała, że zebrała dalsze dowody na to, że Rosja systematycznie i na szeroką skalę torturowała ukraińskich jeńców wojennych. W raporcie komisja udokumentowała groźby gwałtu i porażenie prądem genitaliów. Niektórzy ukraińscy więźniowie przetrzymywani w rosyjskich aresztach byli tak głodni, że jedli mydło, robaki i resztki psiej karmy. Rzecznik Dowództwa Koordynacji Traktowania Ukraińskich Jeńców Wojennych Petro Jacenko powiedział, że Rosja coraz częściej rekrutuje obywateli z krajów borykających się z „trudnościami gospodarczymi”, takich jak Nepal, Somalia, Indie, Kuba itp., do udziału w walce z Ukrainą, jako zagraniczni najemnicy.

### 16 marca

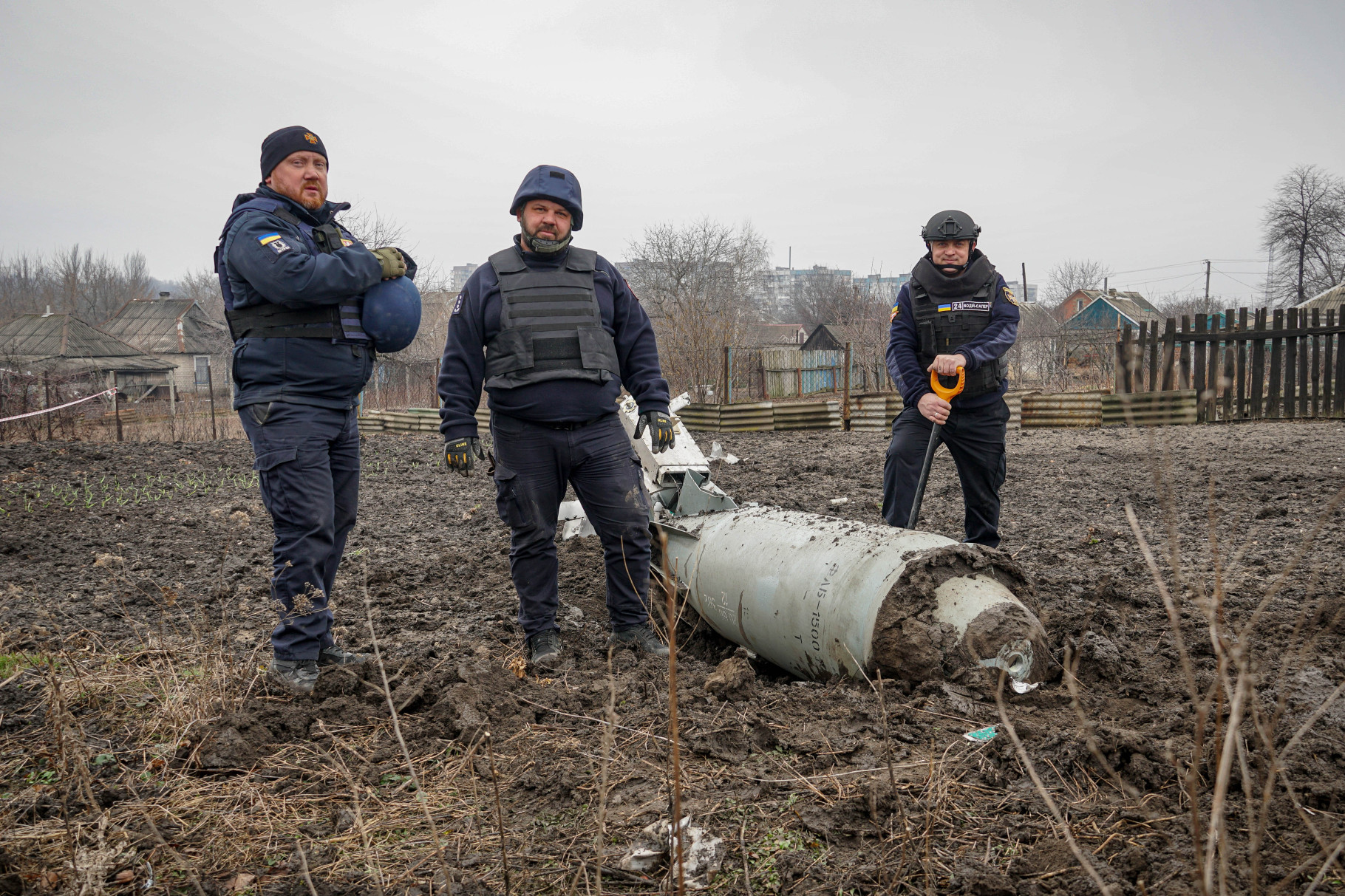
Saperzy DSNS i niewybuch rosyjskiej bomby FAB-1500.

W ocenie ISW siły rosyjskie poczyniły potwierdzone postępy w pobliżu Awdijiwki oraz na granicy obwodu donieckiego i zaporoskiego.
SG Ukrainy podał, że kontynuowano utrzymywanie przyczółku w obwodzie chersońskim na lewym brzegu Dniepru, gdzie odparto dwa ataki. Rosja atakowała w kierunkach Łymanu, Bachmutu, Awdijiwki, Nowopawłowska i Zaporoża, gdzie doszło do 58 starć. W ciągu dnia wojska rosyjskie przeprowadziły sześć ataków rakietowych, 62 naloty i 125 ostrzałów na pozycje ukraińskie i obszary zaludnione (odnotowano ofiary wśród cywilów oraz zniszczoną infrastrukturę). Ponad 140 miejscowości w dziewięciu obwodach znalazło się pod ostrzałem artyleryjskim. Lotnictwo Ukrainy dokonało czterech nalotów na miejsca koncentracji, z kolei artyleria ostrzelała stanowisko dowodzenia, dwa obszary koncentracji i system przeciwlotniczy.
Gubernator Wadim Fiłaszkin powiedział, że nad ranem w wyniku ciężkiego ostrzału artyleryjskiego na wieś Nowoseliwka Persza w obwodzie donieckim zginął 51-letni mężczyzna, a drugi został ranny.
Gubernator Dmitrij Azarow poinformował, że w nocy ukraińskie drony zaatakowały dwie rafinerie ropy naftowej w obwodzie samarskim. Jedną z nich była rafineria zlokalizowana w Syzraniu (ok. 800 km od Ukrainy) i wchodząca w skład Rosnieftu. W wyniku ataku zapaliła się oraz została uszkodzona jednostka destylacji oleju w próżni atmosferycznej „Khana AVT-6”, której wielkość przerobu wynosi ponad 6 mln ton rocznie. Druga rafineria trafiona przez drona znajdowała się w Nowokujbyszewe, gdzie również odnotowano zniszczenia. Według mediów ataki przeprowadziła SBU. W sumie w 2024 roku zaatakowano 15 rosyjskich rafinerii, w wyniku czego wiele z nich było nieczynnych, a ceny benzyny w Rosji osiągnęły najwyższy poziom od sześciu miesięcy.
Rosyjski Korpus Ochotniczy podał, że wzięto do niewoli 25 rosyjskich żołnierzy podczas ich najazdów na obwody kurski i biełgorodzki oraz zaprzeczył wcześniejszym oświadczeniom rosyjskiego Ministerstwa Obrony, że wszystkie ataki zostały odparte. Dowódca grupy Denis Nikitin zaapelował do gubernatora Gładkowa o spotkanie i ułatwienie przekazania jeńców. Zapowiedziano również, że operacje wojskowe w obwodach kurskim i biełgorodzkim będą kontynuowane. Gubernator Wiaczesław Gładkow podał, że w wyniku ukraińskiego ostrzału w Biełgorodzie dwie osoby zginęły, a trzy zostały ranne. Pięć kolejnych osób zostało rannych w ataku drona na samochód w Głotowie. Rosyjskie wojsko podało także, że zabiło 30 członków „ukraińskich grup dywersyjnych i rozpoznawczych”, których przechwycono podczas wkraczania na terytorium Rosji z obwodu sumskiego. Później Legion Wolność Rosji i Batalion „Sybir” ostrzegały o zamiarze przeprowadzenia zmasowanego ataku na cele wojskowe w Biełgorodzie o 17:00. Lokalnych mieszkańców poproszono o pozostanie w schronach. Według doniesień atak na miasto odbył się zgodnie z planem. Szef wywiadu ukraińskiego generał Kyryło Budanow powiedział, że antykremlowskie grupy, takie jak Korpus Wolność Rosji, Rosyjski Korpus Ochotniczy i Batalion „Sybir” tworzą „siłę”. Zrobią wszystko, co w ich mocy, aby promować transformację Rosji, a armia ukraińska również zrobi wszystko, co w jej mocy, aby ich wspierać.
Prorosyjski gubernator obwodu chersońskiego stwierdził, że w wyniku ukraińskiego ataku drona w Kachowce jedna osoba zginęła, a cztery zostały ranne. Agencja TASS podała, że ukraiński dron uderzył w rosyjski lokal wyborczy w obwodzie zaporoskim. Narodowe Centrum Oporu Ukrainy oświadczyło, że dzień wcześniej ruch oporu ok. 15:00 przeprowadził atak w pobliżu lokalu wyborczego w Skadowsku w okupowanym obwodzie chersońskim, w wyniku czego rannych zostało pięciu rosyjskich żołnierzy.
Przeprowadzenie przez Rosję tzw. „wyborów” na okupowanych terytoriach Ukrainy zostało potępione przez Sekretearza Generalnego ONZ António Guterresa. 55 krajów i członków Unii Europejskiej podpisało odpowiednie oświadczenie w którym potępili zorganizowanie przez FR wyborów prezydenckich na okupowanej Ukrainie, krytykując naruszenie prawa międzynarodowego, w tym Karty Narodów Zjednoczonych oraz wspierając suwerenność, integralność terytorialną i niezależność Ukrainy. Ponadto zgodnie z zarządzeniem ministra obrony Siergieja Szojgu nr. 124 z dnia 6 marca 2023 roku „W sprawie dodatkowego poboru obywateli do służby wojskowej w dniu mobilizacji”, które zostało rozdane pracownikom Wojskowego Komitetu Śledczego FR, którzy działali na okupowanym terytorium obwodu chersońskiego, Rosjanie planowali zrekrutować do służby wojskowej w ramach częściowej mobilizacji tysiące Ukraińców z okupowanych obszarów. Zarządzenie wejdzie w życie 25 marca 2024 roku, czyli bezpośrednio po wyborach prezydenckich w Rosji.
Premier Polski Donand Tusk wezwał spikera Izby Reprezentantów USA Mike’a Johnsona do zniesienia blokady pomocy dla Ukrainy przyjętej przez Izbę Reprezentantów po tym, jak 13 marca tego roku Rosja przeprowadziła atak na Odessę, w wyniku którego zginęło 21 cywilów, a ponad 70 zostało rannych.

### 17 marca

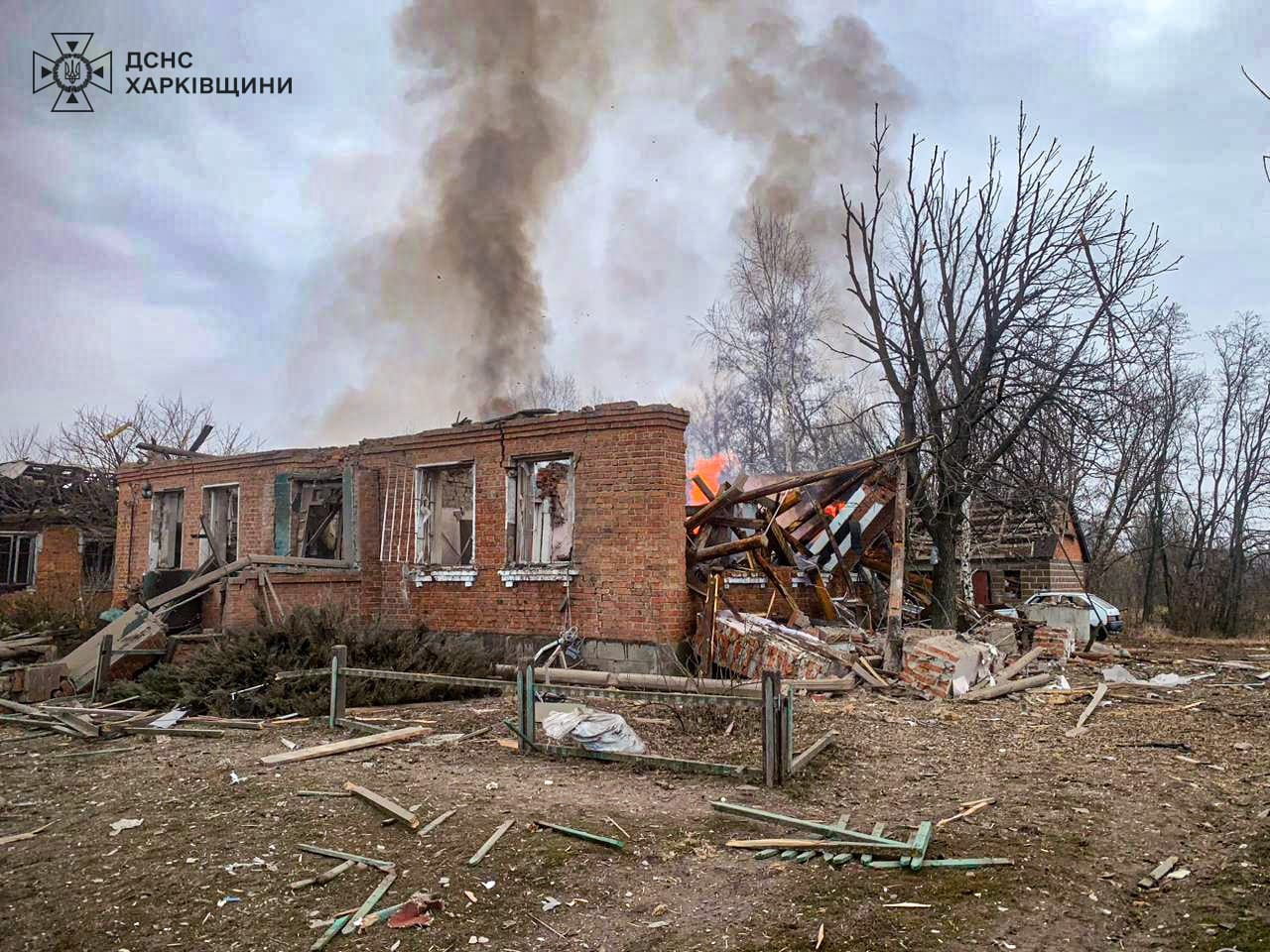
Centrum medyczne we wsi Buhajiwka (obwód charkowski) po porannym rosyjskim ataku rakietowym. Dwóch lekarzy trafiło do szpitala.

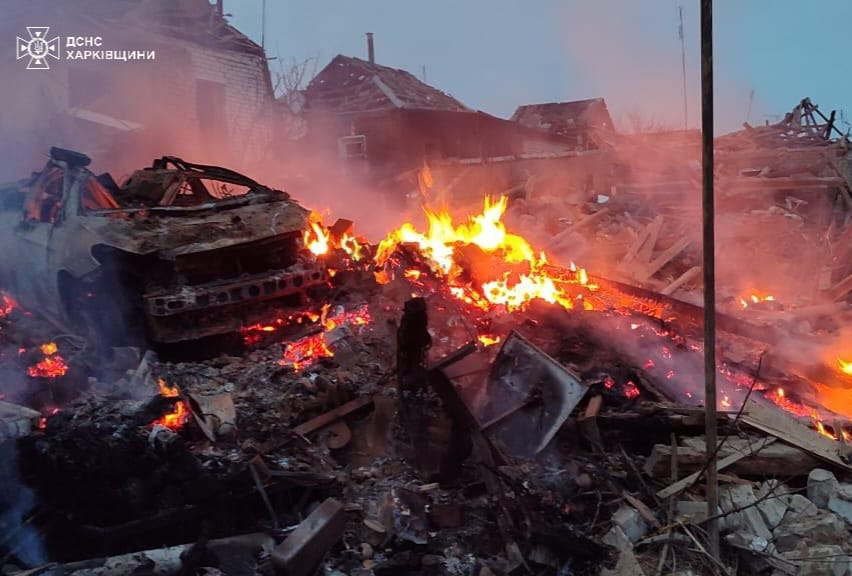
Pożar w sektorze prywatnym Wołczańska po wieczornych rosyjskich atakach bombami lotniczymi.

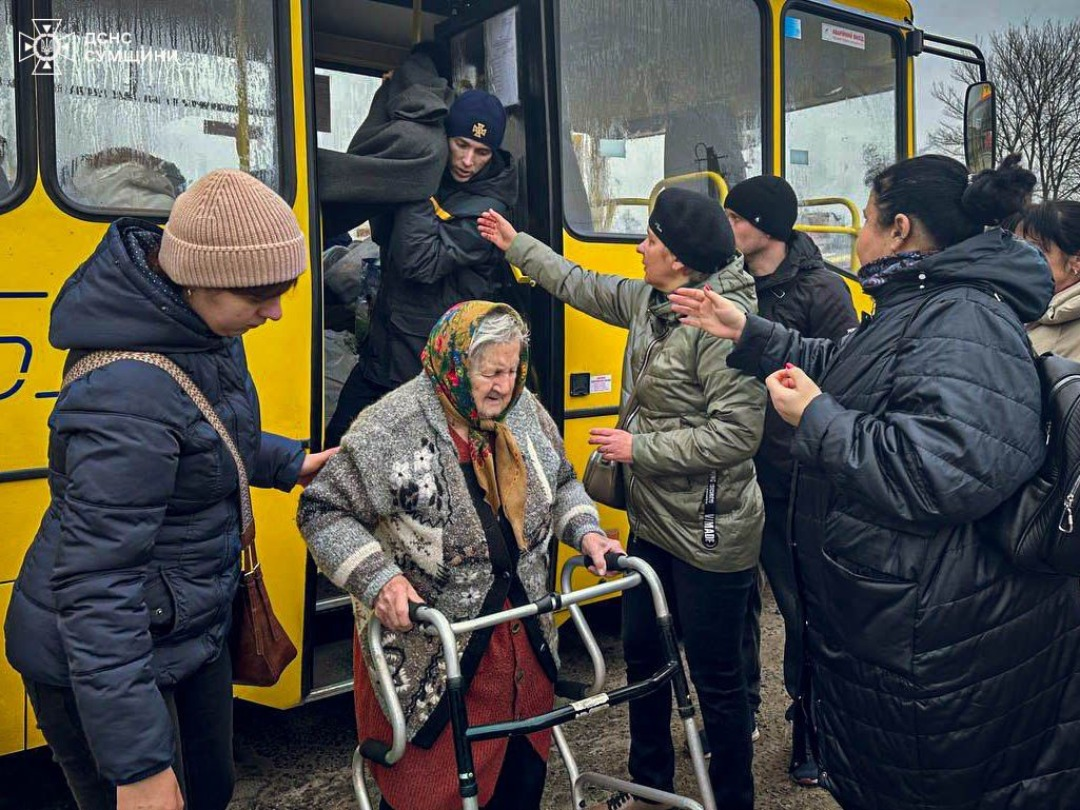
Ewakuacja mieszkańców z Wełyki Pysariwki. Tego samego dnia rosyjskie ataki zniszczyły centrum miejscowości.

Według ISW siły rosyjskie poczyniły potwierdzone postępy w pobliżu Awdijiwki i Doniecka w ramach ciągłych walk pozycyjnych.
Sztab Ukrainy podał, że kontynuowano utrzymywanie przyczółku w obwodzie chersońskim na lewym brzegu Dniepru, gdzie odparto trzy ataki. Rosja atakowała w kierunkach Kupiańska, Łymanu, Bachmutu, Awdijiwki, Nowopawłowska i Zaporoża, gdzie doszło do 72 starć. W ciągu 24h wojska rosyjskie przeprowadziły 14 ataków rakietowych, 75 nalotów i 95 ostrzałów na pozycje ukraińskie i obszary zaludnione (odnotowano ofiary wśród cywilów oraz zniszczoną infrastrukturę). Ponad 140 miejscowości w dziewięciu obwodach znalazło się pod ostrzałem artyleryjskim. Lotnictwo Ukrainy dokonało sześciu nalotów na miejsca koncentracji. Państwowa Służba Graniczna Ukrainy poinformowała, że straż graniczna i oddziały ukraińskie przechwyciły trzy rosyjskie grupy dywersyjne, które próbowały przedostać się przez granicę rosyjsko-ukraińską w obwodzie sumskim.
W nocy terytorium Ukrainy zostało zaatakowane przez 16 rosyjskich dronów Shahed 136/131. Ukraińska obrona przeciwlotnicza zestrzeliła 14 dronów w obwodach odeskim i mikołajowskim. Odnotowano trafienia w obwodzie odeskim, gdzie zostały uszkodzone dwa zamknięte przedsiębiorstwa rolnicze, w których wybuchły pożary i zniszczone zostały budynki przemysłowe. Wystrzelono także pięć rakiet S-300 na obwody charkowski i donieckim oraz dwie rakiety Ch-59 na obwód czernihowski. Lokalna administracja wojskowa podała, że w wyniku rosyjskich ataków (za pomocą moździerzy, artylerii, wyrzutni rakiet i ataków bombowych) na Wełykę Pysariwkę jedna osoba zginęła, a druga została ranna. Uszkodzonych zostało 15 domów i blok mieszkalny oraz budynek niemieszkalny, sklep, dom kultury, biblioteka, szpital i przedszkole. Według MSW Ukrainy w wyniku rosyjskiego ataku rakietowego (prawdopodobnie za pomocą Iskander-M z Krymu) na Mikołajów zginęła jedna osoba, a dziewięć zostało rannych, w tym dwoje dzieci. Wcześniej tego dnia Rosjanie dwukrotnie zaatakowali miasto rakietami. Mer Ołeksandr Sienkiewycz powiedział, że uszkodzonych zostało ponad 10 wieżowców i 50 domów prywatnych. Około 20:30 Konotop został trafiony dwoma rakietami Ch-59.
W Rosji jedna osoba zmarła „na atak serca” w wyniku ataku drona, który spowodował pożar w rafinerii ropy naftowej w Sławiańsku nad Kubaniem w Kraju Krasnodarskim. Według rosyjskiego Ministerstwa Obrony w ciągu nocy zestrzelono łącznie 35 dronów, w tym w obwodach moskiewskim (4 drony, które spowodowały zamknięcie głównych lotnisk), biełgorodzkim (3), kałuskim (2), orłowskim (1), rostowskim (1), jarosławskim (4), kurskim (3) oraz Kraju Krasnodarskim (17). Według gubernatora Wiaczesława Gładkowa w wyniku ostrzału w obwodzie biełgorodzkim zginęła 16-letnia dziewczyna i dorosły mężczyzna, a 12 osób zostało rannych, z kolei we wsi Oktiabrski odcięto prąd. Ministerstwo Obrony Rosji oświadczyło, że zestrzelono 12 rakiet nad tym samym regionem. Ponadto siły rosyjskie podały, że zestrzeliły ukraiński helikopter wojskowy Mi-8 w pobliżu granicy w obwodzie sumskim. O 19:00 trzy antykremlowskie organizacje paramilitarne oświadczyły, że wraz Batalionem Ochotniczym Czeczeńskiej Republiki Iczkerii zdobyły miejscowość Gorkowski w obwodzie biełgorodzkim, przejmując również budynek lokalnej administracji; opublikowano także nagranie przedstawiające zdjęcie rosyjskie flagi z budynku. Z kolei rosyjskie Ministerstwo Obrony stwierdziło, że ataki zostały odparte.
Prorosyjscy urzędnicy w Naddniestrzu oskarżyli Ukrainę o przeprowadzenie ataku dronem, którego celem był helikopter transportowy Mi-8T w bazie lotniczej niedaleko Tyraspola. Urzędnicy mołdawscy stwierdzili, że oskarżenia te wpisują się w „próbę wywołania strachu i paniki”, z kolei Ukraińska Rada Bezpieczeństwa oskarżyła Rosję o przeprowadzenie w Naddniestrzu prowokacji za pomocą ataku drona kamikadze na jednostkę wojskową, zarzucając jej chęć wywołania „eskalacji” w regionie.

### 18 marca

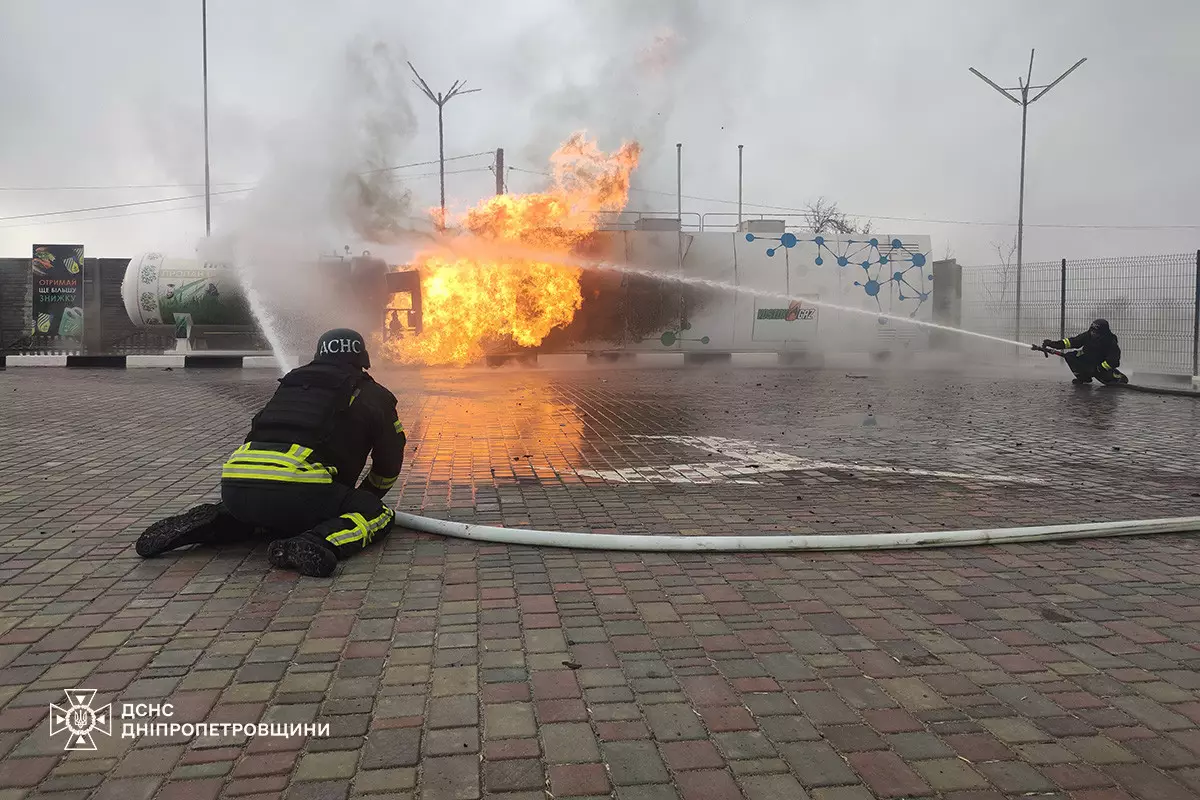
Stacja benzynowa w Nikopolu po ataku rosyjskiego drona.

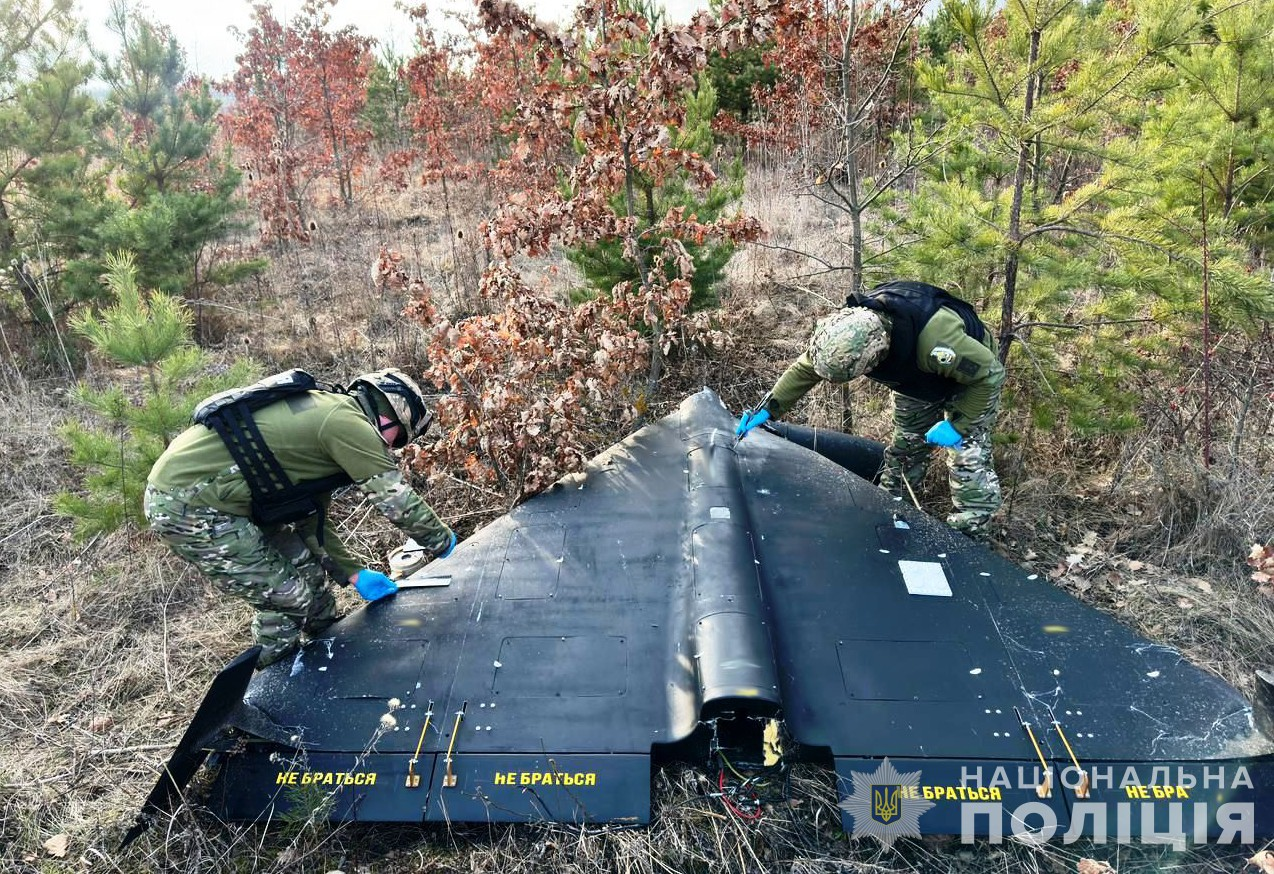
Rosyjski dron Geranium 2 (Shahed 136) znaleziony w obwodzie winnickim.

Według doniesień DeepState wojska rosyjskie posunęły się w kierunku Orliwki i okolic Werbowego. Walki trwały także w pobliżu Robotyne, Werbowego i Gorkowskiego. Dalsze walki odnotowano w pobliżu Berdyczi, Orliwki, Toneńke i Pobiedy oraz Marjinki, Georgijiwki i Nowomychailiwki. W ocenie ISW wojska rosyjskie poczyniły marginalne, potwierdzone postępy w zachodnim obwodzie zaporoskim.
Sztab Ukrainy podał, że kontynuowano utrzymywanie przyczółku w obwodzie chersońskim na lewym brzegu Dniepru, gdzie odparto trzy ataki. Rosja atakowała w kierunkach Kupiańska, Łymanu, Bachmutu, Awdijiwki, Nowopawłowska i Zaporoża, gdzie doszło do 61 starć. W ciągu doby wojska rosyjskie przeprowadziły siedem ataków rakietowych, 70 nalotów i 110 ostrzałów na pozycje ukraińskie i obszary zaludnione (odnotowano ofiary wśród cywilów oraz zniszczoną infrastrukturę). Około 120 miejscowości w dziewięciu obwodach znalazło się pod ostrzałem artyleryjskim. Lotnictwo ukraińskie dokonało dziewięciu nalotów na miejsca koncentracji, a artyleria zaatakowała system obrony przeciwlotniczej.
W nocy wojska rosyjskie zaatakowały Ukrainę za pomocą dronów i rakiet. Rosja wystrzeliła w kierunku Ukrainy 22 drony Shahed 136/131 (z Primorsko-Achtarska), z których 17 zniszczyła ukraińska obrona przeciwlotnicza w obwodach kijowskim, połtawskim, chmielnickim, czerkaskim, kirowohradzkim, dniepropetrowskim, winnickim, zaporoskim i rówieńskim. W Krzywym Rogu szczątki drona spadły na 5-piętrowy budynek mieszkalny. Rosjanie zaatakowali także obwód charkowski przy użyciu pięciu przeciwlotniczych rakiet S-300/S-400 oraz obwód sumski (Konotop) dwoma rakietami manewrującymi Ch-59. W obwodzie charkowskim oddział straży pożarnej został trafiony pociskiem, w wyniku czego jedna osoba została ranna. Zostały również uszkodzone budynki mieszkalne i obiekty przemysłowe w rejonie aleksandryjskim w obwodzie kirowohradzkim. Armia rosyjska trzykrotnie uderzyła w rejon Nikopola i zaatakowała dronami Shahed trzy hromady w rejonie nikopolskim: myriwską, czerwonogrigoriwską i marganiecką. W wyniku nalotów uszkodzona została stacja benzynowa. Gubernator Ołeksandr Prokudin powiedział, że trzech mieszkańców Lwowego w obwodzie chersońskim zginęło w wyniku eksplozji amunicji podczas demontażu rosyjskiego drona, który uderzył w ich dom.
Rosyjskie Ministerstwo Obrony oświadczyło, że Ukraina trzeci dzień z rzędu zaatakowała miasto Biełgorod. Około 8:30 czasu lokalnego przeprowadzono atak artyleryjski za pomocą wyrzutni rakiet RM-70. Gubernator Wiaczesław Gładkow poinformował, że nad obwodem zestrzelono 10 pocisków. Jedna z rakiet raniła co najmniej jedną osobę. Później Gładkow podał, że w wyniku ostrzału wsi Nikolskoje i Gorkowski zginęło sześć osób, a sześć zostało rannych. Analitycy z Conflict Intelligence Team (CIT) stwierdzili, że ataki na obwody biełgorodzki i kurski były odwetem za ostrzał ludności cywilnej Ukrainy. Antykremlowskie grupy paramilitarne zgłosiły wkroczenie w głąb terytorium Rosji. Legion Wolność Rosji zamieściło nagranie na którym zniszczono skład amunicji we Tiotkinie.
Prezydent Rumunii Klaus Iohannis zatwierdził szkolenie ok. 50 ukraińskich pilotów na samolotach F-16; będą się oni uczyć w bazie wojskowej w Fetești na południu kraju. Ministrowie spraw zagranicznych państw członkowskich Unii Europejskiej podpisali porozumienie o udzieleniu Ukrainie pomocy wojskowej o wartości 5 miliardów euro. Minister gospodarki Julia Swyrydenko powiedziała, że rząd Ukrainy przeznaczy dodatkowe 128 mln dolarów na zakup dronów szturmowych dla wojska.
Naczelny Dowódca SZ Ukrainy generał Ołeksandr Syrski stwierdził, że armia ukraińska priorytetowo traktuje rozwój i wykorzystanie systemów bezzałogowych i uważa, że odpowiednie technologie są kluczem do przewagi Ukrainy nad Rosją. Wiceminister obrony Iwan Hawryliuk powiedział, że od początku 2024 roku, w ciągu 77 dni, Rosja za pomocą samolotów zrzuciła na ukraińskie pozycje łącznie ponad 3500 bomb, czyli 16 razy więcej niż w 2023 roku. Ukraina borykała się z ciągłym niedoborem personelu i amunicji oraz pilnie potrzebowała pocisków artyleryjskich i rakiet. Wówczas Rosja wystrzeliwała siedem razy więcej pocisków artyleryjskich niż Ukraina. Rzecznik wywiadu ukraińskiego Andrij Jusow stwierdził, że po zakończeniu wyborów prezydenckich w Rosji i przyznaniu Putinowi kolejnej kadencji armia rosyjska może w dalszym ciągu bardziej otwarcie mobilizować ludzi, nie martwiąc się o wewnętrzną opozycję.
Dyrektor Centrum Koordynacji Wsparcia Ofiar i Świadków Prokuratury Generalnej Ukrainy Weronika Płotnikowa powiedziała, że Ukraina zebrała informacje o ponad 128 tys. ofiar zbrodni wojennych. Do zbrodni wojennych zaliczały się umyślne ataki na ludność cywilną, ataki na miejsca kultury lub instytucje medyczne, tortury i deportacje. Ośrodek pracował wówczas nad sprawami 170 ofiar zbrodni wojennych, ale faktyczna liczba była znacznie większa.

### 19 marca

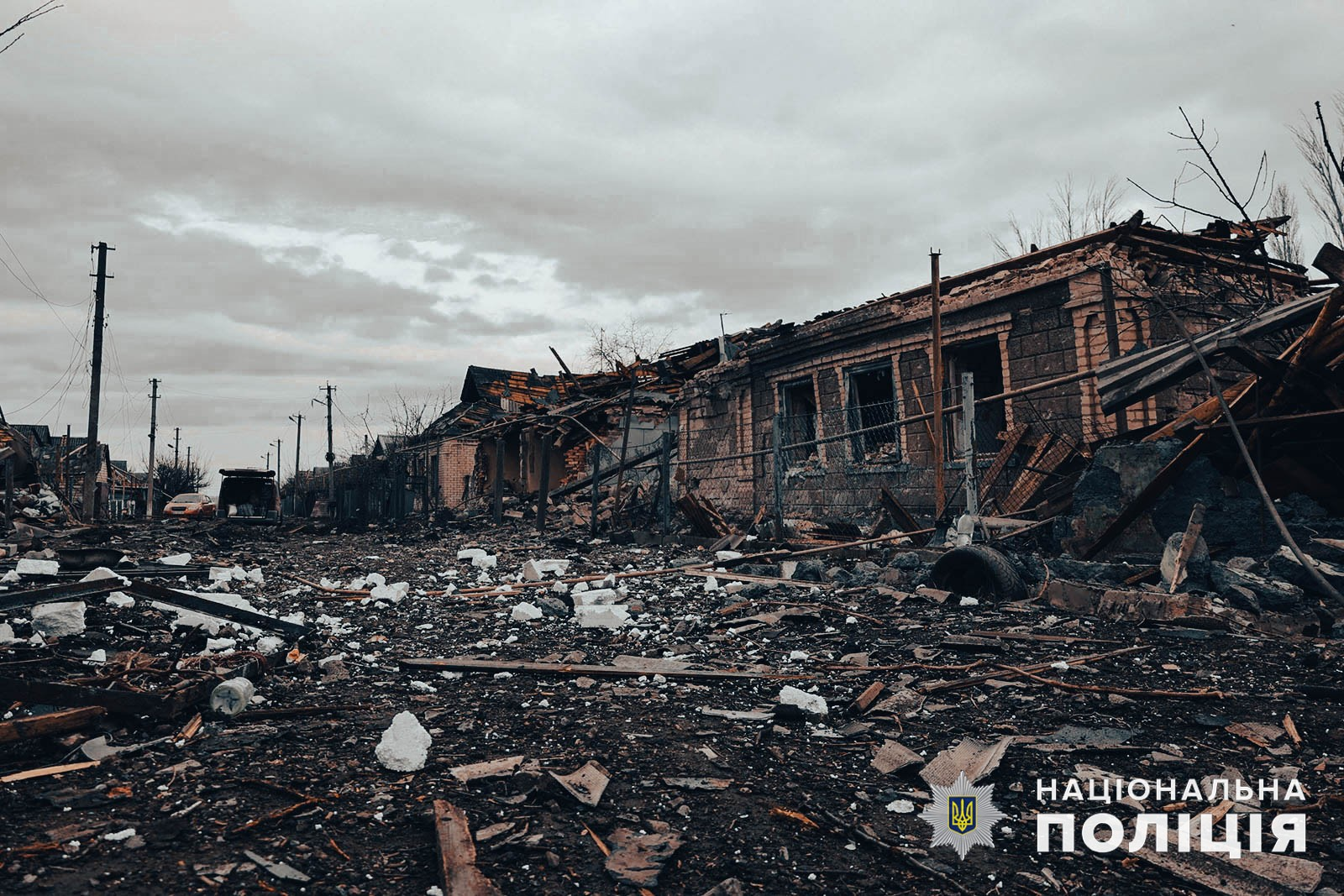
Zniszczenia w Sełydowe po nocnym rosyjskim ataku na sektor prywatny dwoma rakietami S-300. Uszkodzono 24 domy; cztery osoby zostały ranne.

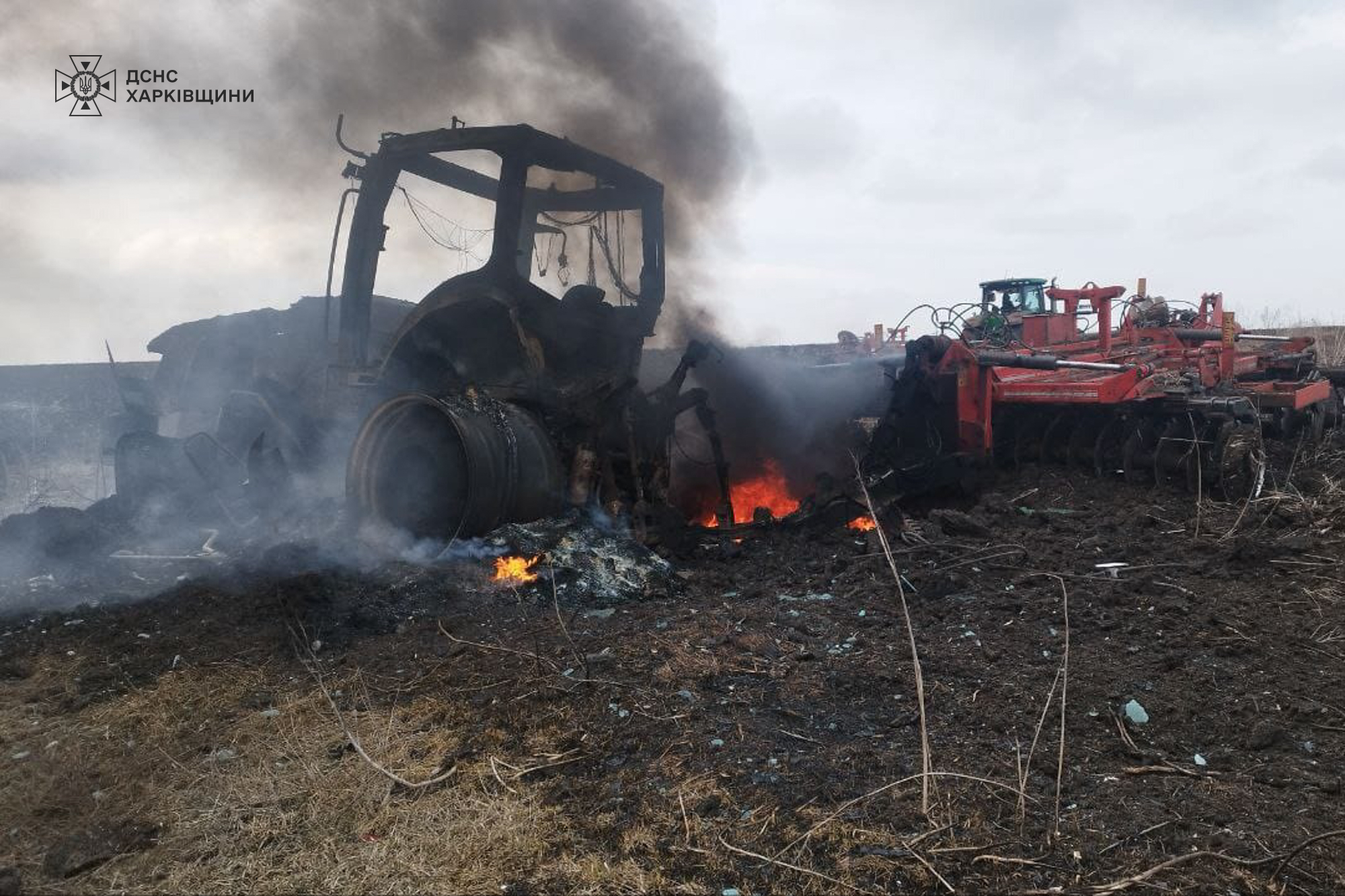
Ciągnik, który eksplodował na nieznanym urządzeniu wybuchowym w pobliżu wsi Fedoriwka.

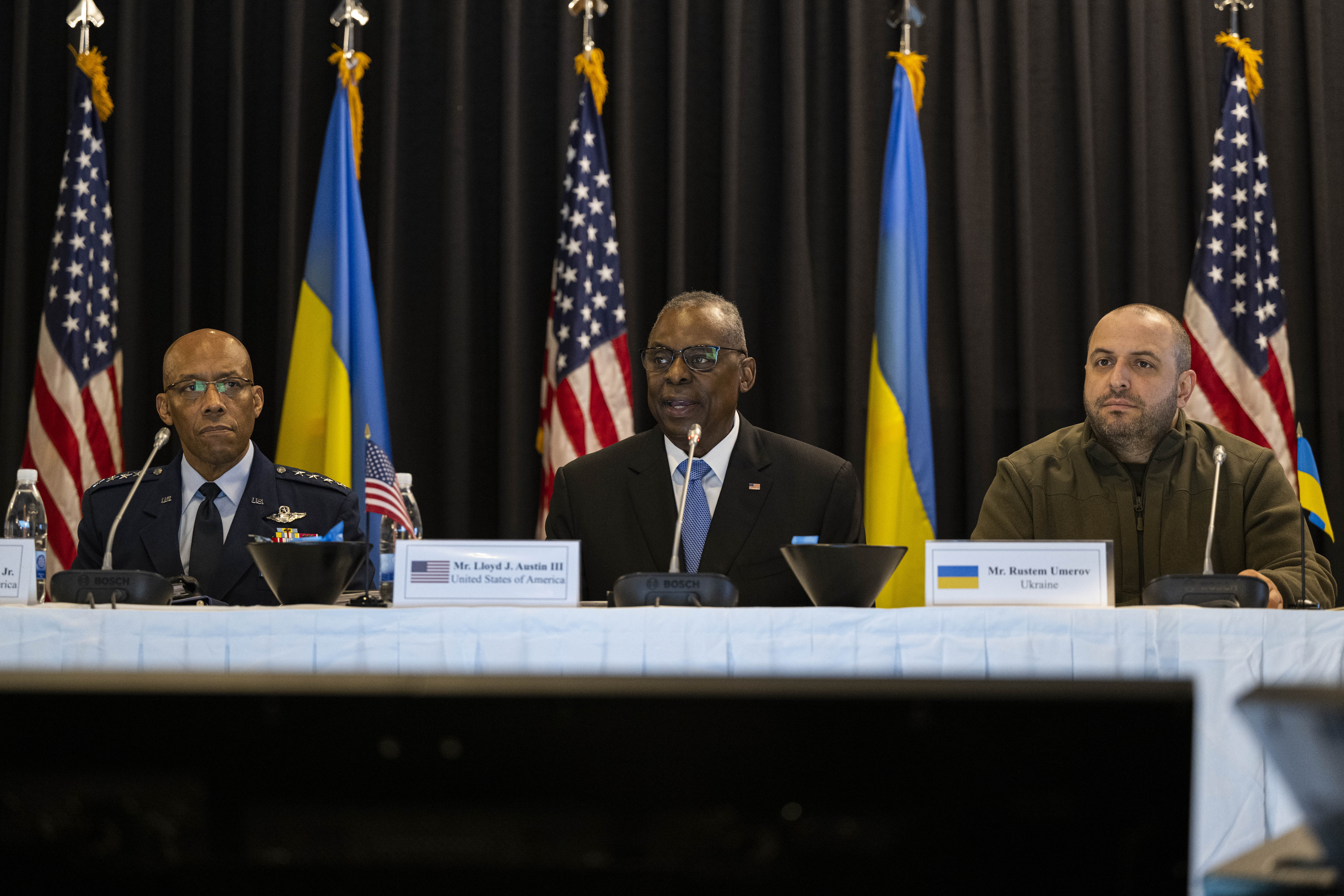
Sekretarz obrony USA Lloyd Austin był gospodarzem 20. edycji Grupy Kontaktowej ds. Obrony Ukrainy wraz z ministrem obrony Ukrainy Rustemem Umierowem i przewodniczącym Połączonych Szefów Sztabów generałem Charles Q. Brown Jr. w bazie lotniczej Ramstein w Niemczech.

Rosyjskie Ministerstwo Obrony stwierdziło, że wojska rosyjskie zajęły wieś Orliwka, 4 km na zachód od Awdijiwki. W ocenie ISW wojska rosyjskie zrobiły potwierdzone postępy w pobliżu Awdijiwki.
SG Ukrainy podał, że kontynuowano utrzymywanie przyczółku w obwodzie chersońskim na lewym brzegu Dniepru, gdzie odparto jeden atak. FR atakowała w kierunkach Kupiańska, Łymanu, Bachmutu, Awdijiwki, Nowopawłowska i Zaporoża, gdzie doszło do 80 starć. W ciągu dnia wojska rosyjskie przeprowadziły cztery ataki rakietowe, 86 nalotów i 114 ostrzałów na pozycje ukraińskie i obszary zaludnione (odnotowano ofiary wśród cywilów oraz zniszczoną infrastrukturę). Około 150 miejscowości w dziewięciu obwodach znalazło się pod ostrzałem artyleryjskim. Lotnictwo ukraińskie dokonało sześciu nalotów na miejsca koncentracji, a artyleria uderzyła w dwa magazyny amunicji, naziemny punkt kontroli dronów i stację walki radioelektronicznej.
Administracja wojskowa obwodu sumskiego podała, że siły rosyjskie zaatakowały region 30 razy w 90 oddzielnych atakach w ciągu doby, zabijając jedną osobę w miejscowości Wełyka Pysariwka. Rosja zaatakowała (za pomocą moździerzy, helikopterów, artylerii, czołgów, dronów i granatników) sześć innych hromad w obwodzie sumskim. Wojsko rosyjskie ostrzelało także miasto Sełydowe w obwodzie donieckim przy użyciu przeciwlotniczego systemu S-300, w wyniku czego zginęły cztery osoby. Ponadto w ciągu doby trzy osoby zginęły w ostrzale dziewięciu miejscowości w obwodzie chersońskim.
Gubernator Wiaczesław Gładkow poinformował, że w ostatnich dniach zginęło 16 mieszkańców regionu, a 98 zostało rannych. Ogłosił także plany ewakuacji 9 tys. dzieci z obwodu biełgorodzkiego, w tym z Biełgorodu oraz rejonów biełgorodzkiego, szebiekińskiego i grajworońskiego w związku z atakami sił antykremlowskich i ukraińskich. Gubernator podał także, że w ostrzałach wsi Razumnoje i Gorkowski w obwodzie biełgorodzkim odnotowano cztery ofiary śmiertelne. Rosyjskie Ministerstwo Obrony poinformowało, że Ukraina czwarty dzień z rzędu atakowała Biełgorod, który ok. 10:30 został ostrzelany z wyrzutni rakiet RM-70; Obrona przeciwlotnicza zestrzeliła dziewięć pocisków. W wyniku ataku trzy osoby zostały ranne. ZOO w Biełogrodzie poinformowało, że w wyniku ostrzału zginął kangur. Mer Woroneża Vadim Kstenin również donosił o atakach i zniszczeniach budynków mieszkalnych, a Ministerstwo Obrony Rosji podało, że na Krymie doszło do ataku ukraińskiego drona. Proukraińskie organizacje paramilitarne Legion Wolność Rosji, Rosyjski Legion Ochotniczy i Batalion „Sybir” oświadczyły, że w dalszym ciągu walczyły w obwodzie biełgorodzkim i poniosły straty oraz kontynuowały branie rosyjskich żołnierzy do niewoli. Ponadto prezydent Władimir Putin nakazał FSB wytropić i „ukarać” Rosjan służących w ukraińskiej armii i porównał ich do Rosyjskiej Armii Wyzwoleńczej, która współpracowała z nazistowskimi Niemcami podczas II wojny światowej.
Według OSW kontrataki ukraińskie wyparły Rosjan z części pozycji na północny zachód od Awdijiwki i w Krasnohoriwce, jednakże siły rosyjskie w dalszym ciągu robiły powolne postępy na froncie. 12 marca Rosjanie poinformowali o zajęciu wsi Newelśke, stanowiącej dogodne miejsce do działań oskrzydlających w kierunku południowym i północnym, jednak w następnych dniach wstrzymali działania zaczepne na tym kierunku. Na zachód od Awdijiwki doprowadzili do wyrównania frontu na linii Berdyczi–Orliwka–Toneńke. W obwodzie zaporoskim wojska rosyjskie wyparły Ukraińców z kolejnych pozycji w rejonie Werbowego na południowy wschód od Orichiwa oraz zaktywizowały się w rejonie Hulajpola, gdzie od lata 2023 roku panował względny spokój.
Minister obrony Niemiec Boris Pistorius ogłosił pakiet pomocy dla Ukrainy o wartości 500 milionów euro, który obejmował ok. 10 tys. pocisków artyleryjskich. Zapowiedział także, że Niemcy zapewnią dodatkowe 8 miliardów euro pomocy wojskowej, w tym 100 tys. pocisków artyleryjskich w 2024 roku, 100 bojowych wozów opancerzonych i 100 pojazdów logistycznych. Unia Europejska potwierdziła także propozycję wykorzystania zysków z przejętych rosyjskich aktywów na finansowanie zakupu broni dla Ukrainy. Belgia ogłosiła przygotowanie dużego pakietu pomocy wojskowej dla Ukrainy o wartości 412 mln euro. Pakiet będzie obejmował 300 pojazdów opancerzonych Iveco Lynx LMV, amunicję artyleryjską i trzy trałowce typu Alkmaar, w tym trałowiec „Narcis” (M923). Szwecja zapowiedziała pakiet pomocy wojskowej dla Ukrainy o wartości 683 mln dolarów, który był rekordowy dla tego kraju. Obejmował on m.in. amunicję artyleryjską, granaty ręczne, pociski Robot 55, broń podwodną i łódź Stridsbåt 90 H oraz sprzęt medyczny, pojazdy transportu medycznego i żywność. Ponadto ministrowie obrony Finlandii i Kanady zapowiedzieli przyłączenie się do czeskiej inicjatywy dotyczącej za zakupu amunicji dla Ukrainy spoza UE, przekazując na ten cel odpowiednio 35,6 mln i 40 mln dolarów.
Prezydent Wołodymyr Zełenski wezwał sojuszników do zapewnienia większych zdolności w zakresie obrony powietrznej, twierdząc, że tylko w marcu br. Rosja wystrzeliła 130 rakiet, ponad 320 dronów i prawie 900 bomb lotniczych. Na spotkaniu w Niemczech sekretarz obrony USA Lloyd Austin zapowiedział kontynuację dostaw pomocy wojskowej na Ukrainę, choć media wskazywały na brak środków na ten cel. Ponadto przewodniczący Rady Europejskiej Charles Michel wezwał kraje europejskie do przejścia na tryb gospodarki wojennej. Z kolei rządy Polski i Niemiec zgodziły się na utworzenie koalicji na rzecz dostaw pojazdów opancerzonych na Ukrainę.
Agencja Bllomberg poinformowała, że szwajcarska firma handlowa Gunvor Group oszacowała, że niedawne ukraińskie ataki dronów na Rosję niszczyły moce produkcyjne na poziomie ok. 600 tys. baryłek ropy dzienne. Z kolei JPMorgan Chase oszacował, że ataki ukraińskie spowodowały, że Rosja traciła dziennie ok. 900 tys. baryłek mocy produkcyjnych w zakresie rafinacji ropy.
Rosyjskie media potwierdziły, że admirał Aleksandr Moisiejew został mianowany p.o. głównodowodzącego Marynarki Wojennej Rosji po rzekomym usunięciu admirała Nikołaja Jewmienowa w związku z serią zatonięć okrętów Floty Czarnomorskiej spowodowanych przez ukraińskie drony morskie.

### 20 marca
Rzecznik ukraińskiego Dowództwa „Południe” Natalia Humeniuk powiedziała, że linia frontu w pobliżu Robotyne w obwodzie zaporoskim jest „zmienna”, ale sytuacja „nie jest krytyczna” pomimo ataków wojsk rosyjskich w tym rejonie. Dodała, że „wróg w dalszym ciągu atakował i wywierał presję [na wojska ukraińskie], miał przewagę liczebną i wykorzystywał ataki «ludzkich fal»”. Brytyjskie MON podało, że armia rosyjska nadal koncentrowała się na obwodzie donieckim, gdzie robiła niewielkie postępy, ale jej postępy zwolniły w ostatnich tygodniach. Wojska rosyjskie podjęły próbę rozszerzenia kontrolowanych obszarów na północny zachód od Doniecka i prawdopodobnie walczyły o pewną liczbę wsi, w tym Orliwkę, Toneńke, Perwomajsk i Newelske. Zdaniem Ministerstwa „rosyjskie postępy zwolniły, częściowo prawdopodobnie z powodu ciężkich strat podczas walk o Awdijiwkę. Sytuacja pozostawała niestabilna, a ukraińskie braki personelu i amunicji prawdopodobnie ograniczały ich zdolność do utrzymywania pozycji”. Według ISW siły rosyjskie dokonały potwierdzonych postępów w pobliżu Kreminnej i Doniecka.
Ukraiński SG oświadczył, że kontynuowano utrzymywanie przyczółku w obwodzie chersońskim na lewym brzegu Dniepru, gdzie odparto trzy ataki. Rosja atakowała w kierunkach Łymanu, Bachmutu, Awdijiwki, Nowopawłowska i Zaporoża, gdzie doszło do 70 starć. W ciągu doby wojska rosyjskie przeprowadziły cztery ataki rakietowe, 69 nalotów i 123 ostrzały na pozycje ukraińskie i obszary zaludnione (odnotowano ofiary wśród cywilów oraz zniszczoną infrastrukturę). Około 150 miejscowości w dziewięciu obwodach znalazło się pod ostrzałem artyleryjskim. Lotnictwo ukraińskie dokonało 10 nalotów na miejsca koncentracji.
Gubernator Ołeh Siniehubow poinformował, że Rosja przeprowadziła atak na dzielnicę chołodnohirską w Charkowie, zabijając co najmniej pięć osób i raniąc siedem kolejnych. Około 13:00 czasu lokalnego w mieście odnotowano eksplozje, podczas których został uszkodzony 8-piętrowy budynek i fabryka, a pożar objął powierzchnię 10 tys. m². Według doniesień Rosjanie przeprowadzili atak przy użyciu rakiety przeciwokrętowej Ch-35. Gubernator Ołeksandr Prokudin poinformował, że w rosyjskim ataku na samochód cywilny na drodze między wsiami Antoniwka i Sadowe w obwodzie chersońskim zginęły dwie osoby. O 12:30 rosyjskie wojska przeprowadziły nalot na Maksimiwkę w obwodzie donieckim, w wyniku którego zginęło dwóch mężczyzn, a jedna kobieta została ranna.
Rosyjskie Ministerstwo Obrony podało, że siły rosyjskie „całkowicie oczyściły” wioskę Kozinka w obwodzie białogrodzkim z „bojowników”, zabijając 650 z nich „nalotami i ogniem artyleryjskim”. Niemiecki bloger wojenny Julian Roepke ocenił, że wojsko rosyjskie w ramach swoich wysiłków zrzucało lotnicze bomby odłamkowo-burzące FAB-500. Gubernator Wiaczesław Gładkow powiedział, że Ukraina atakowała Biełgorod piąty dzień z rzędu, zabijając co najmniej dwie osoby. W godzinach nocnych drony zaatakowały bazę lotniczą Engels w obwodzie saratowskim. Naoczni świadkowie donosili o czterech eksplozjach w pobliżu lotniska. Gubernator regionu Roman Busargin stwierdził, że drony zostały rzekomo zniszczone przez system obrony powietrznej, który „zadziałał terminowo i skutecznie” oraz że „w czasie spadania szczątków nie było ofiar ani uszkodzeń infrastruktury”, z kolei urzędnicy z wywiadu ukraińskiego stwierdzili, że „cele zostały trafione”.
Finlandia zobowiązała się wysłać na Ukrainę przez Rumunię nieokreśloną liczbę „desantowych okrętów szturmowych typu Jehu oraz statków transportowych typu Jurmo i Uisko”. Holandia ogłosiła pakiet pomocy wojskowej dla Ukrainy o wartości 350 mln euro, który obejmował broń powietrze-ziemia dla F-16 i dronów. Hiszpania zatwierdziła dostawę na Ukrainę 20 czołgów Leopard 2A4. Dostawa zostanie zrealizowana w dwóch partiach: 10 czołgów bojowych do końca czerwca i kolejnych 10 we wrześniu tego roku. Minister obrony Ingrida Šimonytė zapowiedziała, że Litwa przyłączy się do czeskiej inicjatywy zakupu amunicji dla Ukrainy spoza UE, przekazując na tę inicjatywę 38 mln dolarów. Ponadto Ukraina otrzymała nową transzę pomocy gospodarczej od rządu Kanady, który przekazał 1,5 miliarda dolarów. Według premiera Denysa Szmyhala kanadyjskie pieniądze pomogą rządowi ukraińskiemu sfinansować deficyt, w tym programy społeczne na rzecz Ukraińców. Dziennik The Washington Post zacytował przedstawiciela ukraińskiego przemysłu obronnego, który stwierdził, że ukraiński przemysł obronny rozważa rozpoczęcie w „drugiej połowie” 2024 roku krajowej produkcji pocisków artyleryjskich 155 mm zgodnych ze standardem NATO.

### 21 marca

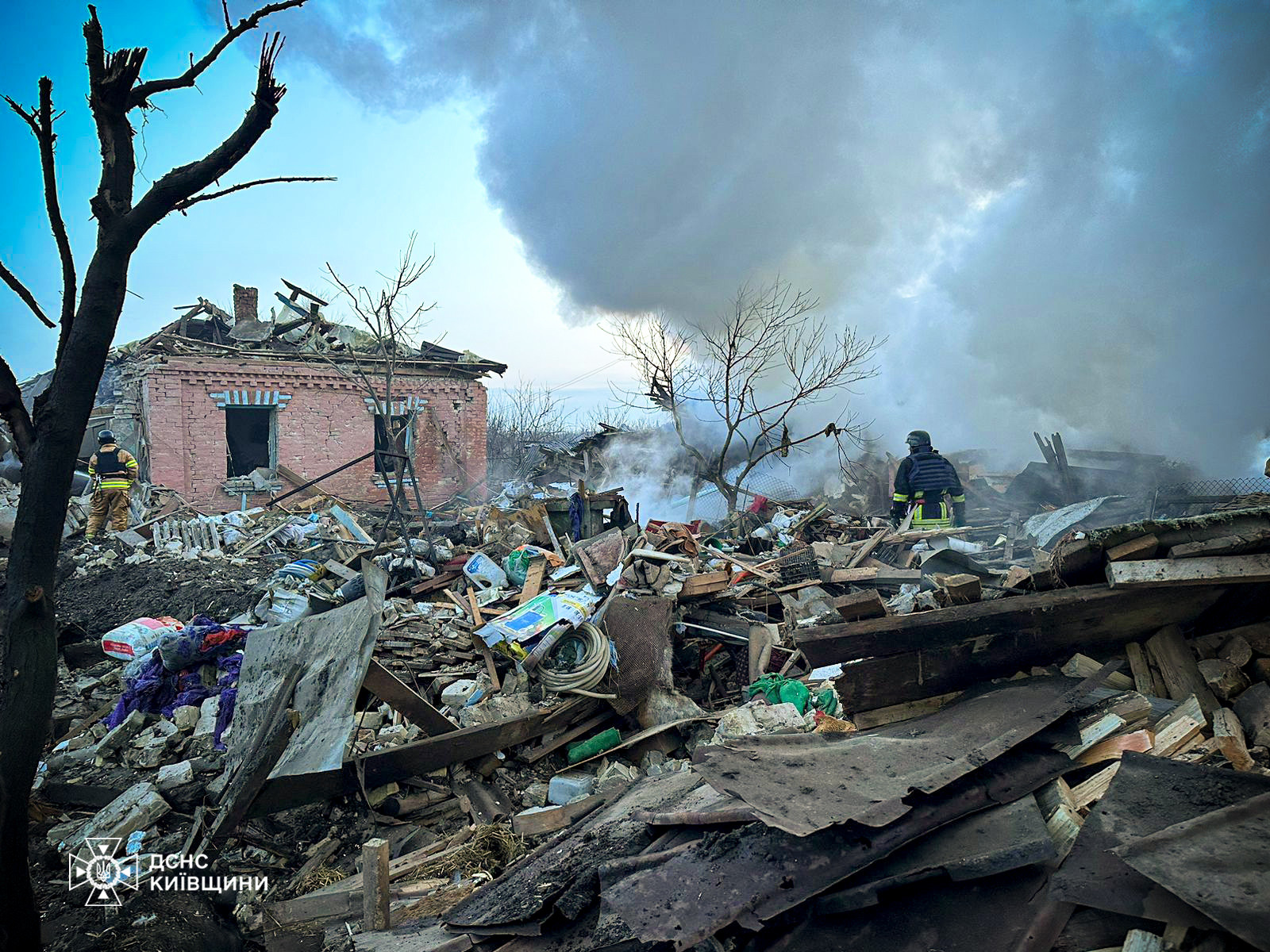
Zniszczenia w obwodzie kijowskim na skutek szczątków zestrzelonych rakiet podczas porannego rosyjskiego ataku rakietowego na Kijów; cztery osoby zostały ranne.

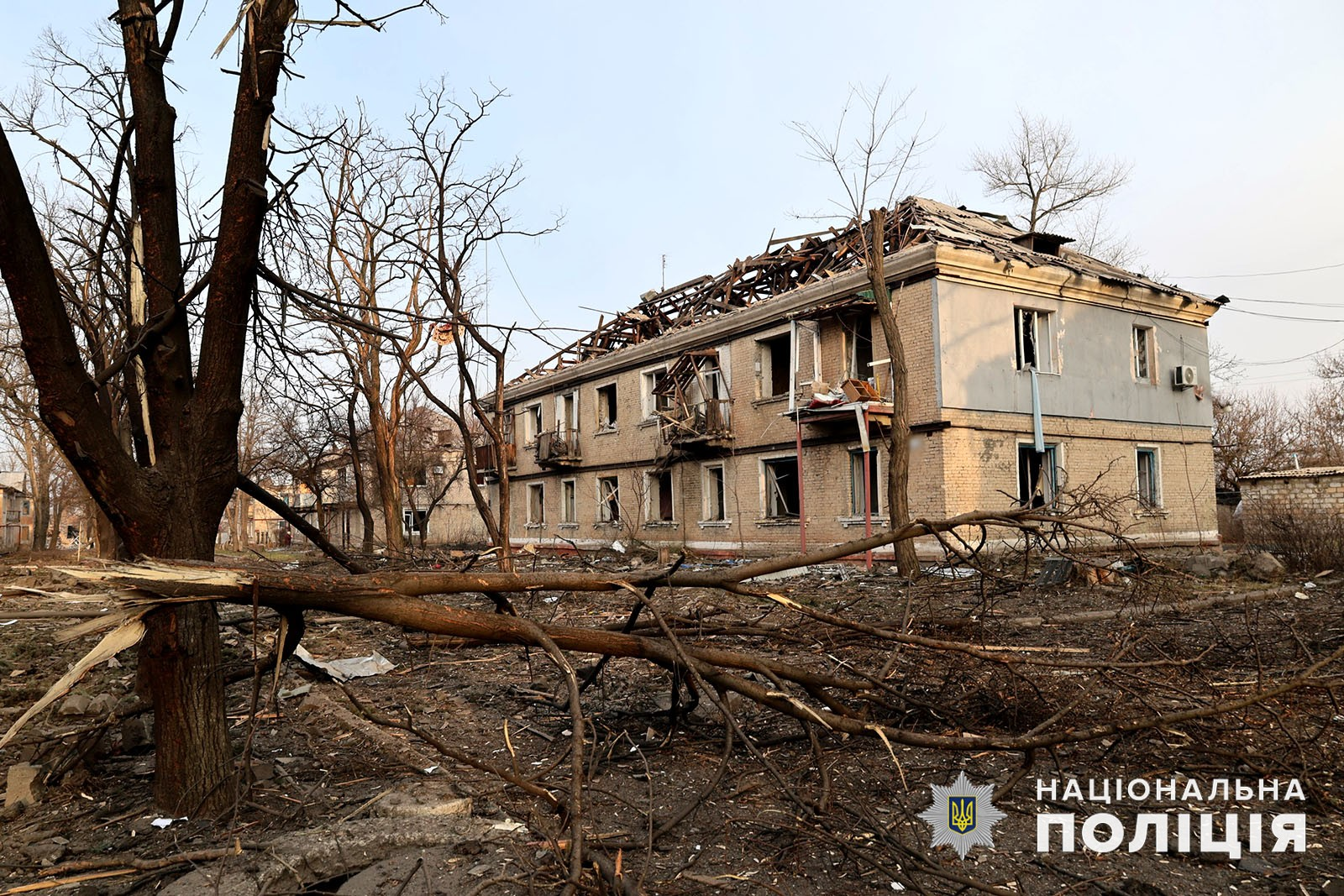
Zniszczenia w Sełydowem po nocnym rosyjskim ataku dwoma rakietami S-300.

Rosyjskie Ministerstwo Obrony podało, że siły rosyjskie zajęły wioskę Toneńke, znajdującą się 10 km na zachód od Awdijiwki. Naczelny Dowódca SZ Ukrainy generał Ołeksandr Syrski powiedział, że armia ukraińska starała się ustabilizować sytuację na wschodniej Ukrainie. W ocenie ISW rosyjskie dowództwo wojskowe tworzyło rezerwy zdolne do utrzymania trwających ofensyw na Ukrainie, jednak było mało prawdopodobne, aby te rezerwy mogły funkcjonować jako spójne formacje penetracyjne lub eksploatacyjne na dużą skalę. Rosyjska taktyka ofensywna będzie prawdopodobnie wywierać coraz większą presję na ukraińską obronę, dopóki będą się utrzymywać opóźnienia w zachodniej pomocy. Tymczasem siły rosyjskie poczyniły potwierdzone postępy w pobliżu Bachmutu i we wschodnim obwodzie chersońskim w ramach ciągłych walk pozycyjnych na całej linii frontu.
Sztab Ukrainy podał, że kontynuowano utrzymywanie przyczółku w obwodzie chersońskim na lewym brzegu Dniepru. Rosja atakowała w kierunkach Kupiańska, Łymanu, Bachmutu, Awdijiwki, Nowopawłowska i Zaporoża, gdzie doszło do 74 starć. W ciągu 24h wojska rosyjskie przeprowadziły 36 ataków rakietowych, 55 nalotów i 150 ostrzałów na pozycje ukraińskie i obszary zaludnione (odnotowano ofiary wśród cywilów oraz zniszczoną infrastrukturę). Około 120 miejscowości w dziewięciu obwodach znalazło się pod ostrzałem artyleryjskim. Lotnictwo ukraińskie dokonało siedmiu nalotów na miejsca koncentracji i dwóch na przeciwlotnicze kompleksy rakietowe, z kolei artyleria uderzyła w jednostkę artylerii i dwa systemy przeciwlotnicze.
W nocy armia rosyjska przeprowadziła zmasowany atak rakietowy na Ukrainę, którego celem był Kijów i obwód kijowski; był to pierwszy duży atak na stolicę Ukrainy od kilkunastu tygodni. W ataku wykorzystano dwie rakiety balistyczne Iskander-M/KN-23/Kindżał, wystrzelone z terytorium FR oraz 29 rakiet manewrujących Ch-101/Ch-55/Ch-555, wystrzelonych z Tu-95MS. Według ukraińskich Sił Powietrznych zestrzelono wszystkie 31 rakiet nad obwodem kijowskim. W wyniku ataku co najmniej 17 osób zostało rannych, w tym dziecko; cztery osoby trafiły do szpitala. Szef miejskiej administracji wojskowej Serhij Popko poinformował, że odłamki rakiet spadły w rejonach podilskim, szewczenkowskim i światoszyńskim, powodując pożary dachów transformatora energetycznego, przedszkola, kilku budynków mieszkalnych i przemysłowych oraz samochodów. Gubernator Witalij Kim podał, że w rosyjskim ataku na Mikołajów zginęła jedna kobieta, a sześciu innych cywilów zostało rannych.
Rosyjskie Ministerstwo Obrony oświadczyło, że ok. 8:00 czasu lokalnego Ukraina zaatakowała obwód biełgorodzki szósty dzień z rzędu, używając wyrzutni rakiet RM-70 do ostrzału artyleryjskiego. Obrona przeciwlotnicza zestrzeliła 10 pocisków. Według gubernatora Wiaczesława Gładkowa dwie kobiety i trzech mężczyzn zostało rannych. W wyniku ataku w Biełgorodzie uszkodzonych zostało ponad 30 mieszkań w sześciu budynkach mieszkalnych, hala sportowa, placówka oświatowa, 10 samochodów i linie energetyczne, przez co 5 tys. mieszkańców zostało tymczasowo pozbawionych prądu. Według władz lokalnych uszkodzone domy i samochody zgłoszono także we wsiach Dubowoje, Nowaja Deriewnia i Majski.
Australia ogłosiła dołączenie do „koalicji dronów” z Łotwą i Wielką Brytanią, aby pomóc Ukrainie w zakupie większej liczby dronów. Ukraiński minister transformacji cyfrowej Mychajło Fedorow powiedział, że Ukraina przy pomocy Zachodu byłaby w stanie wyprodukować dwa miliony dronów. Minister obrony Estonii Hanno Pevkur ogłosił pakiet pomocy wojskowej dla Ukrainy o wartości ok. 20 mln euro, który obejmował pociski artyleryjskie różnego typu, bezodrzutowe działa przeciwpancerne, materiały wybuchowe i inny specjalistyczny sprzęt m.in. maski przeciwgazowe, sprzęt snajperski czy amunicję małego kalibru. Czechy dostarczyły Ukrainie pozostałą flotę radzieckich śmigłowców Mi-24.
Rzecznik wywiadu ukraińskiego Andrij Jusow stwierdził, że w związku z atakami armii ukraińskiej na rosyjskie okręty wojenne Rosja kontynuowała przerzucanie infrastruktury i okrętów wojennych Floty Czarnomorskiej z okupowanego Krymu do względnie bezpiecznego Noworosyjska. Ponadto rzecznik powiedział, że Rosja budowała linię kolejową łączącą okupowany Krym z Berdiańskiem, który stanie się ważnym celem dla Ukrainy.
Państwowe przedsiębiorstwo energetyczne Ukrhydroenergo oszacowało straty wynikające z rosyjskich ataków na 3 miliardy euro. Zniszczenie przez Rosję tamy Kachowka spowodowało szkody na ponad 2,5 mld euro, a ataki rosyjskich rakiet i dronów na stacje przedsiębiorstwa kosztowały ok. 500 milionów euro.

### 22 marca
Według dowódcy sił lądowych generała porucznika Ołeksandra Pawluka Rosja przygotowywała zgrupowanie liczące ponad 100 tys. żołnierzy i niewykluczone, że będzie próbowała rozpocząć na początku lata nową ofensywę na jednym z kierunków. Tymczasem wojska rosyjskie kontynuowały ataki na kierunku Bachmutu, Łymanu i Awdijiwki, natomiast w obwodzie sumskim Rosjanie nie przygotowali żadnych nowych formacji wojskowych, a zamiast tego obrali za cel infrastrukturę cywilną. Według ISW wojska rosyjskie zrobiły potwierdzone postępy w pobliżu Kreminnej, Awdijiwki, Doniecka i na granicy obwodu donieckiego i zaporoskiego w ramach ciągłych walk pozycyjnych na całej linii frontu.
Sztab Ukrainy poinformował, że kontynuowano utrzymywanie przyczółku w obwodzie chersońskim na lewym brzegu Dniepru, gdzie odparto dwa ataki. Rosja atakowała w kierunkach Kupiańska, Łymanu, Bachmutu, Awdijiwki, Nowopawłowska i Zaporoża, gdzie doszło do 69 starć. W ciągu doby wojska rosyjskie przeprowadziły 88 ataków rakietowych, 143 naloty i 92 ostrzały na pozycje ukraińskie i obszary zaludnione (odnotowano ofiary wśród cywilów oraz zniszczoną infrastrukturę). Około 140 miejscowości w dziewięciu obwodach znalazło się pod ostrzałem artyleryjskim. Lotnictwo ukraińskie dokonało 13 nalotów na miejsca koncentracji, z kolei artyleria uderzyła w dwa obszary koncentracji i system przeciwlotniczy.
W godzinach nocnych Rosja przeprowadziła największy atak na ukraińską infrastrukturę energetyczną od czasu inwazji w 2022 roku. Według Sił Powietrznych Ukrainy w ataku wykorzystano 151 rakiet i dronów, w tym: 12 rakiet balistycznych Iskander-M, 40 rakiet manewrujących Ch-101/Ch-55/Ch-555, pięć rakiet manewrujących Ch-22, siedem rakiet Kindżał, dwie rakiety Ch-59, 22 rakiety S-300/S-400 i 63 drony szturmowe Shahed 136/131. Generał Mykoła Ołeszczuk powiedział, że ukraińska obrona przeciwlotnicza zestrzeliła 92 obiekty (ok. 60%), w tym: 55 dronów Shahed, 35 pocisków Ch-101/Ch-55/Ch-555 i dwa Ch-59. Na całej Ukrainie zginęło co najmniej pięć osób, a ponad 26 zostało rannych. Atak dotknął infrastrukturę energetyczną w obwodach charkowskim, zaporoskim, dniepropetrowskim, chmielnickim i odeskim oraz oddziaływał na obiekty infrastruktury krytycznej w obwodach winnickim, lwowskim, iwanofrankiwskim i mikołajowskim. Osiem pocisków trafiło w tamę Dnieprzańskiej Elektrowni Wodnej w Zaporożu, nie powodując jednak jej naruszenia, chociaż w dziewięciu obwodach doszło do utraty prądu, który dotknął milion ludzi. Państwowa Inspekcja Ochrony Środowiska Ukrainy poinformowała, że doszło także do znacznego wycieku produktów naftowych do Dniepru. Według prokuratury w wyniku ataku uszkodzonych zostało ponad 130 obiektów. Później zastępca szefa Kancelarii Prezydenta Ołeksij Kułeba stwierdził, że w wyniku ataku prawie 1,5 miliona Ukraińców doświadczyło przerw w dostawie prądu, w tym m.in. ok. 700 tys. osób w rejonie Charkowa, ok. 250 tys. w obwodzie dniepropietrowskim, 200 tys. w odeskim i 110 tys. w połtawskim.
Ministerstwo Obrony Rosji i gubernator Wiaczesław Gładkow podali, że jedna osoba zginęła, a dwie zostały ranne po tym, jak ok. 7:30 czasu lokalnego Ukraina wystrzeliła osiem rakiet z wyrzutni RM-70 Vampire w obwód biełgorodzki. Według Ministerstwa pociski zostały zestrzelone. Rzecznik ukraińskiego wywiadu Andrij Jusow powiedział, że ataki antyputinowskich sił paramilitarnych na rosyjskie obwody spowodowały zmianę planów władz rosyjskich, które mogą rozpocząć nową serię ataków na północy Ukrainy. Jednakże ataki milicji ustabilizowały linię frontu i zmniejszyły presję na siły ukraińskie na niektórych obszarach.
Około 20:00 czasu lokalnego w Krasnogorsku w obwodzie moskiewskim doszło do masowej strzelaniny i licznych eksplozji w hali koncertowej Crocus City Hall. Co najmniej 133 osoby zginęły, a ponad 145 zostało rannych po tym, jak czterech zamaskowanych napastników otworzyło ogień do ludzi zgromadzonych w hali. Ministerstwo Spraw Zagranicznych Rosji nazwało ten incydent atakiem terrorystycznym. Do ataku przyznało się Państwo Islamskie – prowincja Chorasan (IS–KP), co później zostało zweryfikowane przez Stany Zjednoczone. Później Rosja stwierdziła, że napastnicy zostali złapani podczas próby ucieczki do granicy z Ukrainą, gdzie rzekomo mieli kontakty. Ukraińskie MSZ zaprzeczyło tym twierdzeniom, nazywając je „prowokacją Kremla, zaplanowaną w celu dalsze podsycanie antyukraińskiej histerii w rosyjskim społeczeństwie”.
Wielka Brytania zapowiedziała nowy pakiet pomocy wojskowej dla Ukrainy o wartości 60 milionów funtów, który będzie obejmował drony i systemy obrony przeciwlotniczej. Francja i Niemcy ogłosiły, że holding KMW+Nexter Defense Systems (KNDS) utworzy na Ukrainie warsztat produkujący części zamienne.
Rzecznik rosyjskiego rządu Dmitrij Pieskow w wywiadzie dla rosyjskiego tygodnika Argumienty i fakty powiedział, że rosyjska operacja wojskowa na Ukrainie „zaczęła się jako specjalna operacja wojskowa”, ale „przekształciła się w wojnę” dla Rosji, „i każdy musi to zrozumieć, aby się osobiście zmobilizować”. Pieskow wyjaśnił, że z prawnego punktu widzenia walka jest nadal „operacją specjalną”, ale w rzeczywistości była to wojna. Po raz pierwszy rząd rosyjski użył wówczas określenia „wojna”.
Według Financial Times Stany Zjednoczone rzekomo wezwały rząd Ukrainy do zaprzestania ataków na rafinerie ropy naftowej, terminale, składy i obiekty magazynowe w Rosji, ponieważ ataki mogą podnieść światowe ceny ropy i wywołać działania odwetowe. Według agencji Reuters ukraińskie ataki na rosyjską infrastrukturę naftową spowodowały od połowy marca br. wzrost cen ropy o prawie 4%. Wicepremier Ukrainy Olha Stefaniszyna stwierdziła, że z wojskowego punktu widzenia rafinerie w Rosji, które zostały zaatakowane przez Ukrainę, są „całkowicie uzasadnionymi celami”, dodając, że: „Rozumiemy wezwanie naszych amerykańskich sojuszników, ale jednocześnie walczymy [z Rosją] przy użyciu zdolności, zasobów i praktyk, które mamy dzisiaj”.

### 23 marca
Ministerstwo Obrony Rosji ogłosiło, że wojska rosyjskie zajęły wieś Iwaniwśke, na zachód od Bachmutu. Strona ukraińska zaprzeczała utracie wsi. Kanały na Telegramie informowały o postępie wojsk rosyjskich w rejonie Tonieńke, Berdyczi i Nowomychailiwki, a także o ciężkich walkach w Georgijiwce, Siemioniwce i Rabotine. Ataki dywersyjne na granicę rosyjską wycofały część sił rosyjskich z kierunku Kupiańska. W opinii ISW wojska rosyjskie zrobiły potwierdzone postępy w pobliżu Awdijiwki, Doniecka i w zachodnim obwodzie zaporoskim w ramach ciągłych walk pozycyjnych na całej linii frontu.
Ukraiński SG podał, że kontynuowano utrzymywanie przyczółku w obwodzie chersońskim na lewym brzegu Dniepru, gdzie odparto dwa ataki. Rosja atakowała w kierunkach Łymanu, Bachmutu, Awdijiwki, Nowopawłowska i Zaporoża, gdzie doszło do 75 starć. W ciągu doby wojska rosyjskie przeprowadziły 14 ataków rakietowych, 106 nalotów i 99 ostrzałów na pozycje ukraińskie i obszary zaludnione (odnotowano ofiary wśród cywilów oraz zniszczoną infrastrukturę). Około 140 miejscowości w dziewięciu obwodach znalazło się pod ostrzałem artyleryjskim. Lotnictwo ukraińskie dokonało 10 nalotów na miejsca koncentracji, z kolei artyleria uderzyła w obszar koncentracji, cztery punkty kontrolne, dwa systemy przeciwlotnicze, jednostkę artylerii, stację walki radioelektronicznej i stację radarową. Wywiad ukraiński oświadczył, że kilku rosyjskich żołnierzy zginęło, a ich sprzęt wojskowy został zniszczony w ataku ukraińskich partyzantów w Melitopolu.
W nocy Rosjanie zaatakowali terytorium Ukrainy za pomocą 34 dronów Shahed 136/131 (wystrzelonych z obwodu kurskiego i Krymu) i czterech przeciwlotniczych rakiet manewrujących S-300 (z okupowanego obwodu donieckiego). Ukraińska obrona przeciwlotnicza zniszczyła 31 dronów w obwodach połtawskim, mikołajowskim, dniepropetrowskim, zaporoskim i chersońskim. W Charkowie dron kamikadze uderzył w 3-piętrowy budynek, a po przybyciu służb ratowniczych doszło do drugiego ataku, w wyniku którego ranni zostali pracownicy Państwowego Pogotowia Ratunkowego i Policji Narodowej. Uszkodzone zostały także dwa pojazdy ratownicze. Prokuratura Okręgowa poinformowała, że ok. 17:45 armia rosyjska przeprowadziła atak rakietowy na rejon słobidzki w Charkowie. Według wstępnych danych ataku dokonano za pomocą rakiety Ch-35.
Rosyjskie Ministerstwo Obrony stwierdziło, że w nocy drony dalekiego zasięgu zaatakowały rafinerię ropy naftowej w Nowokujbyszewie w obwodzie samarskim, trafiając w instalację pierwotnego przerobu ropy naftowej ELOU-AVT-5, w wyniku czego doszło do pożaru; nikt nie odniósł obrażeń w wyniku ataku. Rafinera jest częścią grupy Rosnieft i produkuje w szczególności paliwo do silników odrzutowych, olej do wyrzutni rakiet i samochodów osobowych. Przechwycono także kolejnego drona nad rafinerią w Nowokujbyszewsku w tym samym regionie. Według szacunków Deutsche Welle od początku inwazji rosyjskie obiekty energetyczne zostały zaatakowane co najmniej 37 razy, z czego 80% ataków dronami zakończyło się sukcesem. Ogłoszono również „zestrzelenie 12 dronów” nad Biełgorodem, gdzie zginęła jedna osoba, a dwie zostały ranne oraz uszkodzono wieżowce i centrum biznesowe Mont Blanc. Kolejne drony przechwycono w obwodach briańskim, saratowskim i woroneskim. Gubernator Gładkow poinformował, że w ciągu dwóch tygodni w wyniku ukraińskich ataków w regionie zginęło 24 cywilów, w tym 2 dzieci, a 152 osoby zostały ranne.
Ministerstwo Obrony Wielkiej Brytanii potwierdziło, że pierwsi ukraińscy piloci przeszli kurs podstawowego szkolenia na latanie zachodnimi myśliwcami F-16.
Brytyjskie MON poinformowało, że nowo wybudowana linia kolejowa z Rostowa nad Donem na Krym była jednym z największych rosyjskich projektów infrastrukturalnych na okupowanych terenach Ukrainy. Według Putina, nowa linia docelowo prowadzić będzie do Sewastopola i zapewni odciążenie Mostu Krymskiego.

### 24 marca
W ocenie ISW wojska posuwały się w kierunku Czasiw Jaru, jednak zdobycie tej miejscowości przez Rosjan nie wydaje się prawdopodobne w ciągu kilku najbliższych miesięcy. 23 marca Ministerstwo Obrony Rosji twierdziło, że przejęto kontrolę nad Iwaniwśke, położonym między Czasiw Jarem i Bachmutem, a później rosyjscy blogerzy wojenni donosili, że siły rosyjskie dotarły już na obrzeża Czasiw Jaru. Według szacunków rosyjskie pozycje znajdowały się jednak ok. 1,5 km na wschód od granic miejscowości. Instytut dodał, że ukraińskie jednostki inżynieryjne zbudowały w okolicach Czasiw Jaru fortyfikacje w kształcie pierścienia, co znacznie utrudni Rosjanom okrążenie lub zdobycie tej miejscowości. Jednakże ewentualne jej opanowanie mogłoby mieć dla Rosjan większe znaczenie operacyjne, niż zdobycie większej Awdijiwki, ponieważ mogliby podjąć próbę ofensywy na Konstantynówkę, od dawna postrzeganą przez Rosję jako ważny cel. Tymczasem wojska rosyjskie zrobiły potwierdzone postępy w pobliżu Bachmutu, Awdijiwki i Doniecka w ramach ciągłych walk pozycyjnych na całej linii frontu.
Sztab Ukrainy podał, że kontynuowano utrzymywanie przyczółku w obwodzie chersońskim na lewym brzegu Dniepru, gdzie odparto jeden atak. Rosja atakowała w kierunkach Kupiańska, Łymanu, Bachmutu, Awdijiwki, Nowopawłowska i Zaporoża, gdzie doszło do 60 starć. W ciągu doby wojska rosyjskie przeprowadziły 33 ataki rakietowe, 70 nalotów i 91 ostrzałów na pozycje ukraińskie i obszary zaludnione (odnotowano ofiary wśród cywilów oraz zniszczoną infrastrukturę). Około 100 miejscowości w dziewięciu obwodach znalazło się pod ostrzałem artyleryjskim. Lotnictwo ukraińskie dokonało ośmiu nalotów na miejsca koncentracji, z kolei artyleria zaatakowała dwa stanowiska przeciwlotnicze, trzy jednostki artylerii i stację walki radioelektronicznej. Ukraińskie Dowództwo „Południe” oświadczyło, że w ciągu doby armia rosyjska wystrzeliła 234 drony FPV przeciwko południowej Ukrainie w obwodach dniepropetrowskim, zaporoskim i chersońskim, co stanowiło wzrost o prawie 40%.
W nocy Rosja wystrzeliła 28 dronów Shahed 136/131 (z Primorsko-Achtarska i Krymu) i 29 rakiet manewrujących Ch-101/Ch-555 (z 14 samolotów Tu-95MS) na cele w ośmiu obwodach Ukrainy. Obrona przeciwlotnicza Ukrainy zniszczyła 25 dronów Shahed i 19 rakiet w obwodach dniepropetrowskim, chersońskim, mikołajowskim, odeskim, sumskim, kijowskim, wołyńskim i lwowskim. Przechwycono ok. 10 rakiet wystrzelonych w stronę Kijowa; szczątki spadły w rejonie szewczenkowskim i desniańskim, powodując jedynie niewielkie uszkodzenia. „Infrastruktura krytyczna” w obwodzie lwowskim została zaatakowana przez 20 rakiet i siedem dronów, przy czym co najmniej „dwa” ataki spowodowały pożar. W Krzywym Rogu w wyniku upadku fragmentów dronów uszkodzone zostały sieci ciepłownicze i linie energetyczne, wobec czego ok. 76 tys. ludzi, 3 tys. domów, 150 szkół i sześć szpitali pozostało bez ogrzewania. Z powodu spadku napięcia odłączono także kilka kotłowni w mieście. Infrastruktura portowa w Odessie również została uszkodzona. Gubernator Serhij Łysak podał, że Rosjanie zaatakowali infrastrukturę krytyczną w rejonie nikopolskim.
Polskie Siły Powietrzne zostały postawione w stan gotowości po tym, jak o 4:23 czasu polskiego rosyjski pocisk manewrujący, którego celem była zachodnia Ukraina, wleciał na „39 sekund” w polską przestrzeń powietrzną, a następnie wyleciał w okolicy wsi Oserdów. Polskie Dowództwo Operacyjne WP stwierdziło, że rosyjska rakieta wróci na Ukrainę i że zestrzelenie jej w Polsce mogło stanowić zagrożenie dla miejscowej ludności cywilnej, dlatego zrezygnowano z tego rozwiązania. Ministerstwo Spraw Zagranicznych RP oświadczyło, że wezwało ambasadora Rosji w celu wyjaśnienia naruszenia polskiej przestrzeni powietrznej przez rosyjskie rakiety. Rzecznik polskiego MSZ Paweł Wroński wezwał Rosję do zaprzestania terrorystycznych nalotów na naród i terytorium Ukrainy, zakończenia wojny i rozwiązania wewnętrznych problemów Rosji.
W godzinach nocnych Siły Powietrzne Ukrainy przeprowadziły masowy ostrzał terytorium Krymu. Jednoczenie armia ukraińska uderzyła w dwa duże okręty desantowe projektu 775 „Jamał” i „Azow”, znajdujące się w Sewastopolu. Gubernator Michaił Razwożajew podał, że ok. 22:00 doszło do ataku na Sewastopol, podczas którego zestrzelono ponad 10 ukraińskich rakiet. Ze wstępnych informacji wynikało, że spadające szczątki zabiły co najmniej jedną osobę i raniły cztery kolejne. Kilka godzin później źródła ukraińskie i analitycy białego wywiadu podali, że trzy rakiety Storm Shadow uderzyły w centrum łączności Floty Czarnomorskiej. Pojawiły się także doniesienia, że trafiono także w jeden z krymskich składów ropy w pobliżu Symferopola. Później strona ukraińska potwierdziła, że zniszczono dwa rosyjskie okręty desantowe, centrum łączności oraz kilka elementów infrastruktury Floty Czarnomorskiej. Według Ministerstwa Obrony Rosji 22 rakiety RM-70 wystrzelone przez stronę ukraińską zostały zestrzelone przez obronę przeciwlotniczą nad obwodem biełgorodzkim.
Według obliczeń zagranicznych analityków, od sierpnia 2022 roku do marca 2024 roku w kierunku Ukrainy wystrzelono 1872 poddźwiękowych rakiet manewrujących, 160 naddźwiękowych rakiet manewrujących, trzy hipersoniczne rakiety manewrujące, 645 balistycznych i 289 taktycznych rakiet. W atakach wykorzystano także 4910 dronów kamikadze.
Prezydent Wołodymyr Zełenski powiedział w swoim wieczornym przemówieniu, że w zeszłym tygodniu Rosja wystrzeliła na Ukrainę prawie 190 rakiet, 140 dronów i 700 bomb lotniczych. Ponadto Zełenski powiedział, że po rozmowie z premierem Hiszpanii Pedro Sánchezem zgodził się przyspieszyć przygotowania do dwustronnego porozumienia w sprawie bezpieczeństwa między obydwoma krajami.
Ruch oporu zwany „Ruchem Żółtej Wstążki” działający na okupowanych terytoriach Ukrainy, oświadczył, że władze rosyjskie zmuszały mieszkańców obszarów okupowanych do udziału w obchodach związanych z zamachem na Crocus City Hall, m.in. w Geniczesku i Skadowsku, Enerhodarze i Melitopolu. Rosjanie zmuszali także mieszkańców do przesyłania pieniędzy na „tzw. konta” rodzin ofiar oraz do składania kwiatów pod spontanicznymi pomnikami w Geniczesku i Melitopolu.

### 25 marca

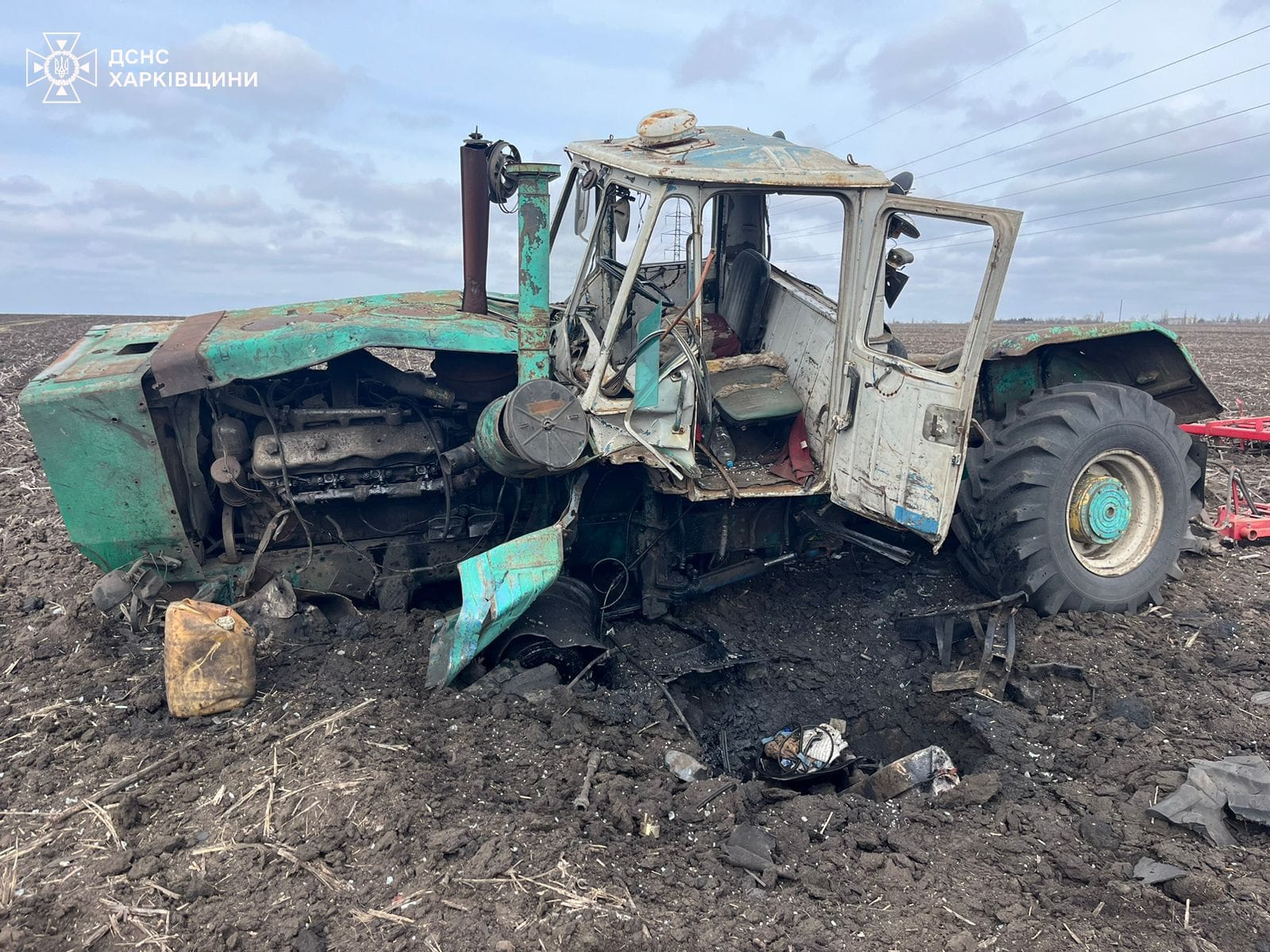
Ciągnik eksplodował na minie przeciwpancernej TM-62P w pobliżu wsi Pryszyb (obwód charkowski); jedna osoba została ranna.

Według ISW siły rosyjskie dokonały potwierdzonego postępu w pobliżu Awdijiwki w ramach walk pozycyjnych na całej linii frontu.
Sztab Ukrainy podał, że kontynuowano utrzymywanie przyczółku w obwodzie chersońskim na lewym brzegu Dniepru. Rosja atakowała w kierunkach Kupiańska, Łymanu, Bachmutu, Awdijiwki, Nowopawłowska i Zaporoża, gdzie doszło do 57 starć. W ciągu 24h wojska rosyjskie przeprowadziły cztery ataki rakietowe, 59 nalotów i 106 ostrzałów na pozycje ukraińskie i obszary zaludnione (odnotowano ofiary wśród cywilów oraz zniszczoną infrastrukturę). Ponad 120 miejscowości w dziewięciu obwodach znalazło się pod ostrzałem artyleryjskim. Lotnictwo ukraińskie dokonało dziewięciu nalotów na miejsca koncentracji, z kolei artyleria zaatakowała system przeciwlotniczy, jednostkę artylerii i stację walki radioelektronicznej, obszar koncentracji i stanowisko kontroli dronów. Ministerstwo Obrony Ukrainy oświadczyło, że od rozpoczęcia inwazji armia ukraińska zestrzeliła ponad 2000 rosyjskich rakiet manewrujących i balistycznych.
O 10:40, w dniu Służby Bezpieczeństwa Ukrainy, armia rosyjska wystrzeliła dwie przeciwokrętowe rakiety manewrujące P-800 Oniks w kierunku biur SBU w Kijowie (według portalu Defence Express w ataku użyto dwóch rakiet hipersonicznych Cyrkon). Ukraińskie Siły Powietrzne podały, że oba pociski zostały wystrzelone z Krymu i przechwycone przez obronę przeciwlotniczą. Według Kyiv Post rakiety wycelowano w teren, w którym przebywali wyżsi rangą oficerowie SBU. Upadek szczątków rakiet odnotowano w rejonach peczerskim, rejonie sołomiańskim i darnyckim oraz hołosijiwskim i dniprowskim. Zniszczona została część budynku Akademii Sztuk Dekoracyjnych i Stosowanych oraz Wzornictwa, jak również hala sportowa, sala kongresowa, centrum wystawowe i audytoria. Łącznie dziesięć osób zostało rannych, w tym dwie trafiły do szpitala. Ponadto został uszkodzony został wielopiętrowy budynek w rejonie sołomiańskim.
Według armii ukraińskiej znad Morza Czarnego wystrzelono „kilka fal” dronów Shahed 136/131, a osiem zostało zestrzelonych w obwodach mikołajowskim i odeskim, dodając, że „nie dało się uniknąć trafień”. Gubernator Witalij Kim stwierdził, że odłamki przechwyconego drona spadły na 2-piętrowy budynek mieszkalny w Mikołajowie, powodując pożar, w wyniku którego rannych zostało 11 osób, z których dwie trafiły do szpitala. W Odessie częściowo zostało odcięte zasilanie po tym, jak zestrzelony rosyjski dron spowodował pożar w zakładzie energetycznym. O 17:27 oraz 17:42 w Odessie ponownie odnotowano eksplozje. Później ukraińskie Dowództwo „Południe” poinformowało, że Rosja uderzyła w teren rekreacyjny w mieście podwójnym atakiem rakietowym po trajektorii balistycznej. Po uderzeniu ponad 300 tys. osób zostało pozbawionych prądu, a cztery osoby zostały ranne. Gubernator Ołeh Siniehubow podał, że ok. 13:00 czasu lokalnego Rosja zaatakowała Wołczańsk, zabijając 65-letniego mężczyznę. Ukraińskie przedsiębiorstwo energetyczne DTEK oszacowało, że w wyniku weekendowych ataków na obiekty energetyczne straciło połowę swoich mocy produkcyjnych.
Ministerstwo Obrony Rosji stwierdziło, że nad obwodem rostowskim zniszczono 11 dronów, w wyniku czego wczesnym rankiem w elektrociepłowni w Nowoczerkasku wybuchł pożar, wobec czego przestały działać dwa bloki energetyczne i spowodowały przerwy w dostawie prądu. Choć gubernator regionu Wasilij Gołubiew zaprzeczył powiązaniu pożaru z ukraińskimi dronami, to kanał na Telegramie powiązany z rosyjskimi organami ścigania podał, że za ogień odpowiedzialne są ukraińskie drony. Gubernator obwodu biełgorodskiego Wiaczesła Gładkow poinformował, że siły ukraińskie zaatakowały samochód na autostradzie Oktiabrskij–Jasnyje Zori. Potwierdził także poważne zniszczenia w rejonie szarworońskim: „fizycznie niemożliwe jest przebywanie w Kozince, Gora-Podole, Głotowie, Gorkowskim, Mokrai Orłowce i Spodarjuszynie”. Jednocześnie prezenter telewizyjny Władimir Sołowjow w swoim programie nazwał skargi mieszkańców Biełgorodu na ostrzał „ohydną histerią” i poradził mieszkańcom, aby „zamknęli się”.
Szef Służby Bezpieczeństwa Ukrainy generał porucznik Wasyl Maluk stwierdził, że Rosja zaprzestała transportu broni i amunicji przez Most Krymski na front z powodu uszkodzenia przeprawy i powtarzających się ataków Ukrainy. Zanim most został zaatakowany, „dziennie przejeżdżało nim od 42 do 46 pociągów przewożących broń i amunicję”, „dzisiaj jest ich cztery lub pięć dziennie”, z czego cztery dotyczą ruchu pasażerskiego, a jeden towarów konsumpcyjnych. Ponadto Maliuk powiedział, że Ukraina przeprowadzi więcej operacji w Rosji i zmieni taktykę, aby pozostać „o krok przed” Rosją, dodając, że „Rosja powinna spodziewać się większej liczby ataków”, ale charakter ataków ulegnie zmianie, ponieważ „Ukraina nigdy się nie powtarza”.

### 26 marca
W opinii ISW siły rosyjskie dokonały potwierdzonych postępów w pobliżu Kreminnej i Bachmutu w ramach ciągłych walk pozycyjnych na całej linii frontu.
SG Ukrainy poinformował, że kontynuowano utrzymywanie przyczółku w obwodzie chersońskim na lewym brzegu Dniepru, gdzie odparto trzy ataki w rejonie Krynek. Rosja atakowała w kierunkach Kupiańska, Łymanu, Bachmutu, Awdijiwki, Nowopawłowska i Zaporoża, gdzie doszło do 67 starć. W ciągu doby wojska rosyjskie przeprowadziły pięć ataków rakietowych, 74 naloty i 152 ostrzały na pozycje ukraińskie i obszary zaludnione (odnotowano ofiary wśród cywilów oraz zniszczoną infrastrukturę). Ponad 130 miejscowości w dziewięciu obwodach znalazło się pod ostrzałem artyleryjskim. Lotnictwo ukraińskie dokonało dwóch na punkty kontrolne i ośmiu na nalotów na miejsca koncentracji, z kolei artyleria ostrzelała systemy przeciwlotnicze, jednostki artylerii i składy amunicji.
Ukraińskie Siły Powietrzne podały, że między północą a wczesnym rankiem Rosja wystrzeliła 12 dronów Shahed 136/131 (z okupowanego Krymu i obwodu kurskiego) i dwie przeciwlotnicze rakiety S-300 w kierunku obwodu donieckiego. Ukraińska obrona przeciwlotnicza zestrzeliła wszystkie drony nad obwodami mikołajowskim i charkowskim. Prokuratura obwodu charkowskiego podała, że armia rosyjska wystrzeliła rakietę przeciwokrętową Ch-35 w kierunku obwodu i uderzyła w akademik Charkowskiej Akademii Sportu, raniąc co najmniej jednego cywila. W ciągu doby Rosjanie przeprowadzili 36 ostrzałów na tereny przygraniczne i miejscowości obwodu sumskiego, gdzie zarejestrowano 181 eksplozji.
Rzecznik Marynarki Wojennej Ukrainy Dmytro Płetenczuk stwierdził, że 23 marca br. armia ukraińska unieszkodliwiła, znajdujący się w Sewastopolu, duży okręt desantowy projektu 775/I „Kostiantyn Olszanśkyj” za pomocą pocisku przeciwokrętowego Neptun. Okręt został zdobyty przez Rosjan na Krymie w 2014 roku. Później Ukraina ogłosiła, że uszkodziła także okręt rozpoznawczy projektu 18280 „Iwan Churs”; łącznie w tym samym czasie zniszczono lub uszkodzono cztery rosyjskie okręty. Gubernator Wiaczesław Gładkow powiedział, że w wyniku ukraińskich ataków na dwie wsie w obwodzie biełgorodzkim pięć osób zostało rannych, w tym dwóch strażaków. W wyniku ataków uszkodzonych zostało kilka domów, budynek administracji, remiza strażacka i pojazdy. Ministerstwo Obrony Rosji poinformowało, że systemy obrony powietrznej zestrzeliły 13 rakiet wystrzelonych przez siły ukraińskie.
Według OSW w dniach 19–26 marca nie doszło do znaczących zmian na froncie. Główne walki toczyły się w obszarze na zachód od Awdijiwki wzdłuż linii Berdyczi–Orliwka–Toneńke–Perwomajśke oraz w okolicy Marjinki. Rosjanie koncentrowali tam swoje wysiłki na froncie o długości ok. 50 km, intensywnie wykorzystując przy tym lotnictwo bombardujące. Bomby kierowane o wadze 250 i 500 kg były największym atutem sił rosyjskich i przyczyniały się do powolnego wypierania Ukraińców z zajmowanych przez nich pozycji. Rosjanie atakowali także pod Czasiw Jarem oraz na wschód od linii wsi Terny–Jampoliwka–Torśke, lecz bez większych rezultatów. Zmniejszyły się natomiast walki w pobliżu Kupiańska, gdzie trwające od lata 2023 roku próby podejścia do miasta nie przyniosły żadnych istotnych efektów. W skali całego frontu o długości ok. 800 km Rosjanie byli w stanie prowadzić działania zaczepne ze zmienną intensywnością na kilku odcinkach, nieprzekraczających łącznie 100 km.
Minister obrony Sébastien Lecornu zapowiedział, że Francja wkrótce przekaże Ukrainie 78 samobieżnych systemów artyleryjskich CAESAR. Wysoki przedstawiciel Unii do spraw zagranicznych i polityki bezpieczeństwa Josep Borrell stwierdził, że Unia Europejska do końca marca tego roku dostarczy Ukrainie 500 tys. pocisków zamiast pierwotnie obiecanego miliona. Nie dotyczyło to pocisków pozyskanych przez Czechy. Ministerstwo Obrony Ukrainy oświadczyło, że w Warszawie odbyło się pierwsze spotkanie Koalicji na rzecz Pojazdów Pancernych dla Ukrainy, zainicjowanej przez Polskę i Niemcy, z udziałem Wielkiej Brytanii, Włoch i Szwecji, której celem było wzmocnienie potencjału pojazdów opancerzonych na Ukrainie poprzez dostawy uzbrojenia i amunicji, naprawy, szkolenia załóg i techników oraz opracowanie skutecznej taktyki wykorzystania pojazdów na polu walki.
Prezydent Wołodymyr Zełenski odwołał sekretarza Rady Bezpieczeństwa Narodowego i Obrony Ukrainy Ołeksija Daniłowa, zastępując go Ołeksandrem Łytwynienką, którego z kolei na stanowisku szefa Służby Wywiadu Zagranicznego zastąpił Ołeh Iwaszczenko.
Wiceminister spraw zagranicznych Polski Andrzej Szejna powiedział, że NATO rozważało zestrzeliwanie rosyjskich rakiet, jeśli zbliżą się one zbyt blisko granicy, jednak stosowne ustalenia muszą zostać zatwierdzone przez Ukrainę.
Sąd w Moskwie oskarżył szefa SBU generała porucznika Wasyla Maluka zaocznie o „terroryzm” w związku z jego rolą w atakach na cele rosyjskie oraz został umieszczony na federalnych listach osób poszukiwanych. Biuro Wysokiego Komisarza Narodów Zjednoczonych ds. Praw Człowieka stwierdziło, że w okresie od 1 grudnia 2023 roku do 29 lutego 2024 roku Rosja dokonała egzekucji co najmniej 32 ukraińskich jeńców wojennych.

### 27 marca

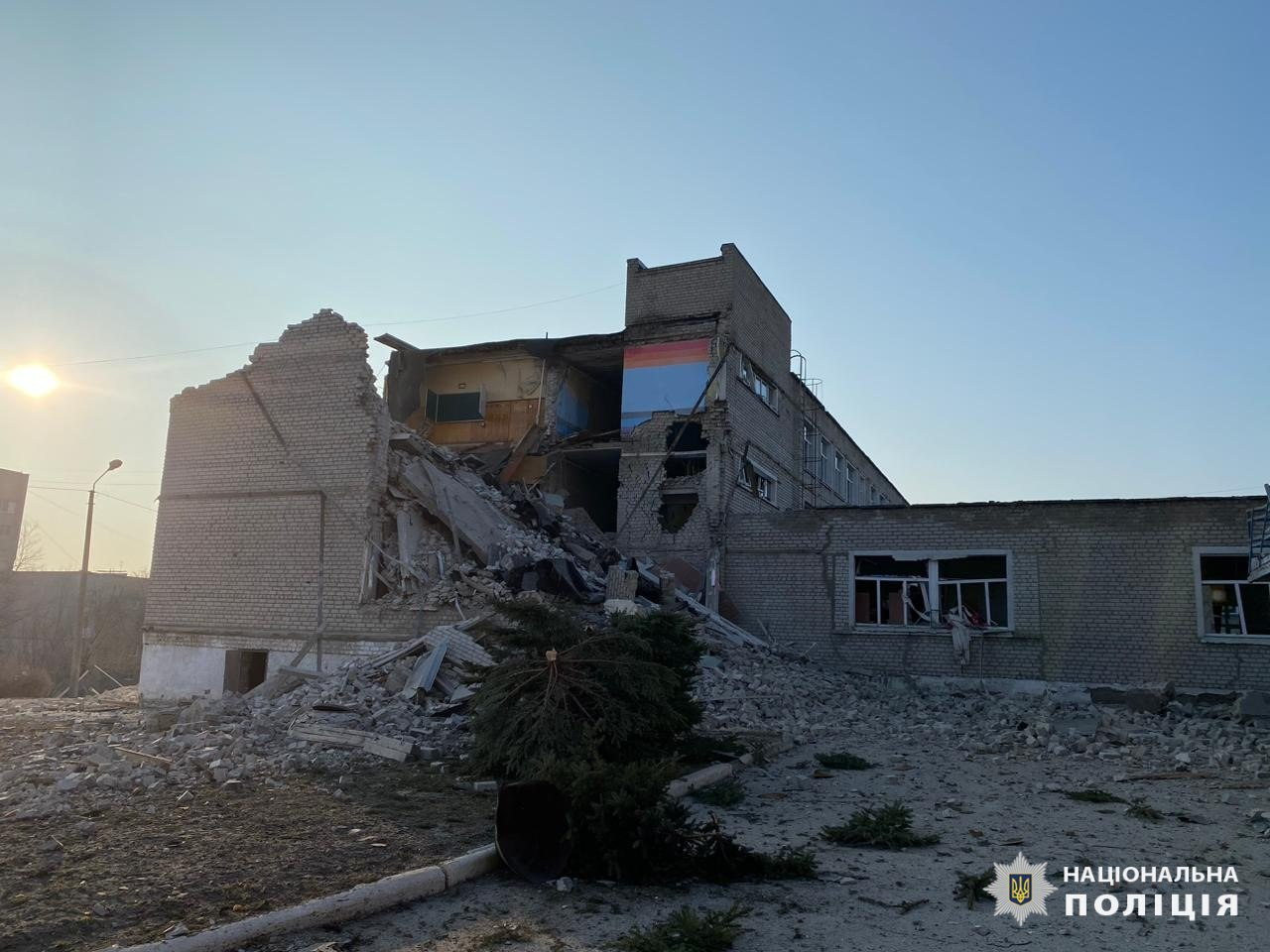
Gimnazjum nr. 3 w Iziumie po nocnym ataku rosyjskiego drona; ochroniarz został ranny.

Według ISW wojska rosyjskie dokonały potwierdzonych postępów w pobliżu Awdijiwki i na południowy zachód od Doniecka w ramach ciągłych walk pozycyjnych na całej linii frontu.
Ukraiński SG oświadczył, że kontynuowano utrzymywanie przyczółku w obwodzie chersońskim na lewym brzegu Dniepru, gdzie odparto jeden atak. Rosja atakowała w kierunkach Łymanu, Bachmutu, Awdijiwki, Nowopawłowska i Zaporoża, gdzie doszło do 60 starć. W ciągu 24h wojska rosyjskie przeprowadziły 11 ataków rakietowych, 77 nalotów i 141 ostrzałów na pozycje ukraińskie i obszary zaludnione (odnotowano ofiary wśród cywilów oraz zniszczoną infrastrukturę). Ponad 100 miejscowości w dziewięciu obwodach znalazło się pod ostrzałem artyleryjskim. Lotnictwo ukraińskie dokonało 10 nalotów na miejsca koncentracji, z kolei artyleria ostrzelała dwa obszary koncentracji, system przeciwlotniczy, stację walki radioelektronicznej, trzy punkty kontroli dronów. Rzecznik Sił Powietrznych Illia Jewłasz oświadczył, że znajdujące się na Ukrainie, lądowe systemy obrony powietrznej dalekiego zasięgu i przeciwrakietowe SAMP/T montowane na pojazdach oraz systemy obrony powietrznej Patriot były w stanie zestrzelić rosyjskie hipersoniczne rakiety manewrujące Cyrkon.
W nocy armia rosyjska zaatakowała Ukrainę za pomocą dronów 13 szturmowych Shahed 136/131 z obowodu kurskiego. Według ukraińskich Sił Powietrznych 10 zostało dronów zestrzelonych nad obwodami charkowskim, sumskim i kijowskim. Gubernator Ołeh Siniehubow powiedział, że ok. 16:00 wojska rosyjskie (po raz pierwszy od 2022 roku) zaatakowały rejon szewczenkowski w Charkowie, zabijając jednego cywila i raniąc co najmniej 19 kolejnych, w tym czworo dzieci. Według niego „atak na budynki mieszkalne został przeprowadzony przy użyciu amunicji UMPB D-30”, stworzonej na bazie bomby FAB-250. Dwa pięciopiętrowe budynki, budynek administracji i Instytut Chirurgii Ratunkowej zostały częściowo zniszczone. Według doniesień uszkodzonych zostało łącznie 14 budynków. Gubernator Ołeksandr Prokudin podał, że rosyjski dron uderzył w wioskę Mychajliwka w obwodzie chersońskim, zabijając 61-letnią kobietę. Gubernator Serhij Łysak powiedział, że wojska rosyjskie zaatakowały Nikopol, zabijając mężczyznę i raniąc 49-letnią kobietę. Uszkodzone zostały dwa wielopiętrowe budynki, 12 domów prywatnych, dwa budynki gospodarcze i linia energetyczna. Siły ukraińskie na froncie południowym podały, że ok. 14:30 Rosjanie uderzyli w Mikołajów, prawdopodobnie rakietą balistyczną Iskander-M, raniąc osiem osób i uszkadzając cztery budynki mieszkalne.
Ministerstwo obrony Rosji poinformowało, że udaremniono ataki rakietowe Ukrainy na obwód biełgorodzki, zestrzeliwując 18 rakiet. Gubernator Wiaczesław Gładkow powiedział, że w kilku wioskach zostały uszkodzone domy, a co najmniej jedna osoba została ranna. Dodał także, że ukraiński dron uderzył w budynek administracyjny w Biełgorodzie. Ministerstwo Obrony Rosji oświadczyło, że obrona przeciwlotnicza zestrzeliła trzy drony nad obwodem biełgorodzkim. Narodowe Centrum Oporu Ukrainy poinformowało, że w okupowanym obwodzie donieckim przez kilka tygodni bez prądu było ponad 10 tys. gospodarstw domowych. Głównie z powodu wojny duża liczba pracowników energetyki opuściła tereny okupowane, a Rosjanie nie byli w stanie przezwyciężyć szkód w infrastrukturze energetycznej spowodowanych działaniami wojennymi. ISW poinformowało, że rosyjska opozycyjna gazeta Mobilization News zamieściła wideoapel bojowników Sztorm-Z z obwodu kałuskiego, którzy twierdzili, że rosyjskie dowództwo wysłało na linię frontu oddział składający się z 230 osób, z których tylko 38 przeżyło walki.
Szef Ukraińskiego Centrum Sytuacyjnego przy niemieckim Ministerstwie Obrony, generał Christian Freuding powiedział, że w ciągu najbliższych kilku dni Niemcy dostarczą Ukrainie 10 tys. pocisków artyleryjskich ze swoich zapasów wojskowych.
39 laureatów Nagrody Nobla zaapelowało do społeczności międzynarodowej o rozszerzenie pomocy dla Ukrainy, o wzmocnienie rosyjskiej opozycji, której rola w ewentualnej „zmianie reżimu” jest kluczowa, oraz o nieuznawanie wyniku wyborów prezydenckich w Rosji w 2024 roku. Kancelaria Prezydenta poinformowała, że prezydent Zełenski odwiedził obwód sumski, aby dokonać inspekcji umocnień w pobliżu centrum regionu.

### 28 marca

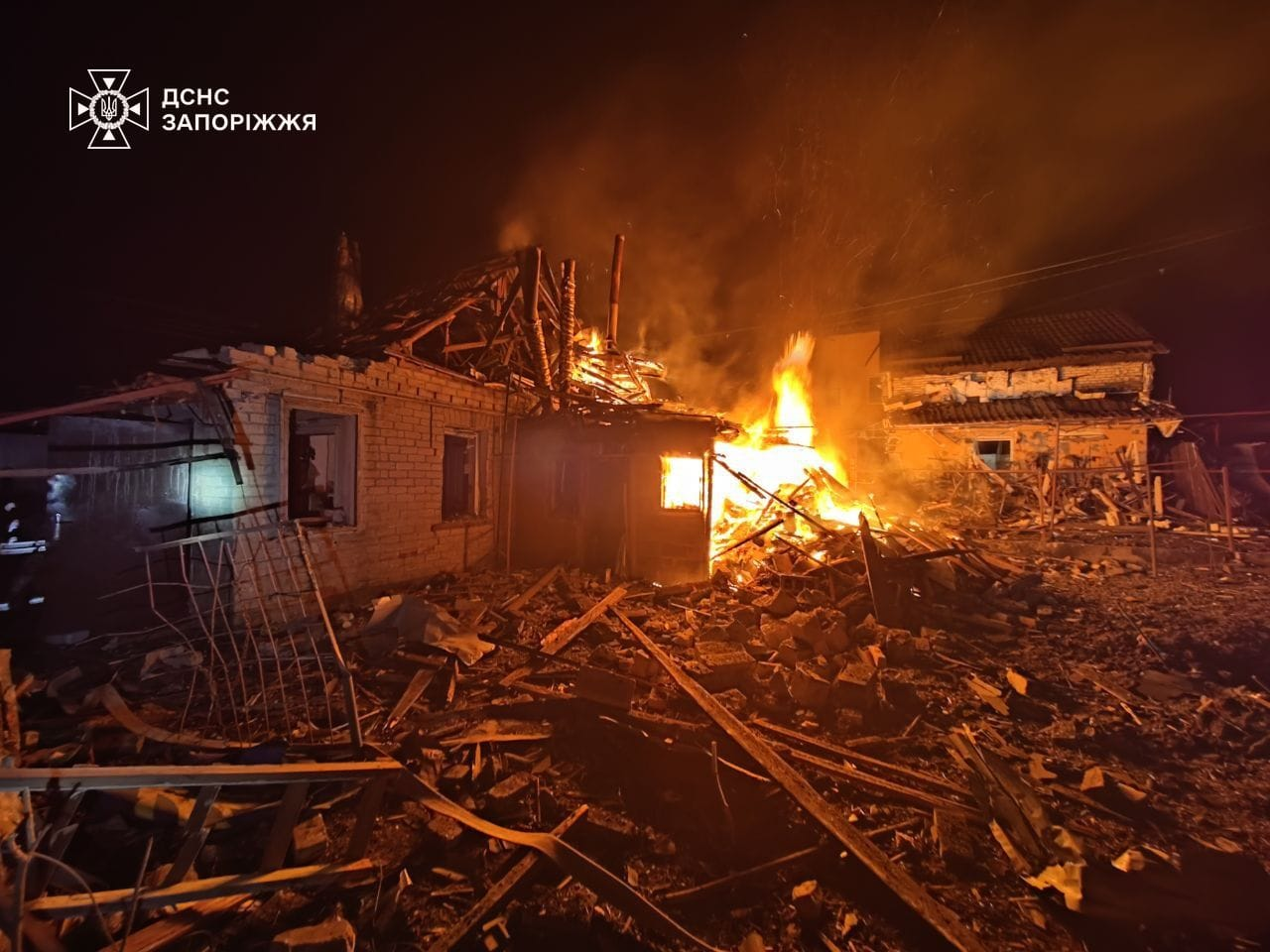
Domy prywatne w Zaporożu po nocnym ataku rosyjskiego drona; dwie osoby zostały ranne.

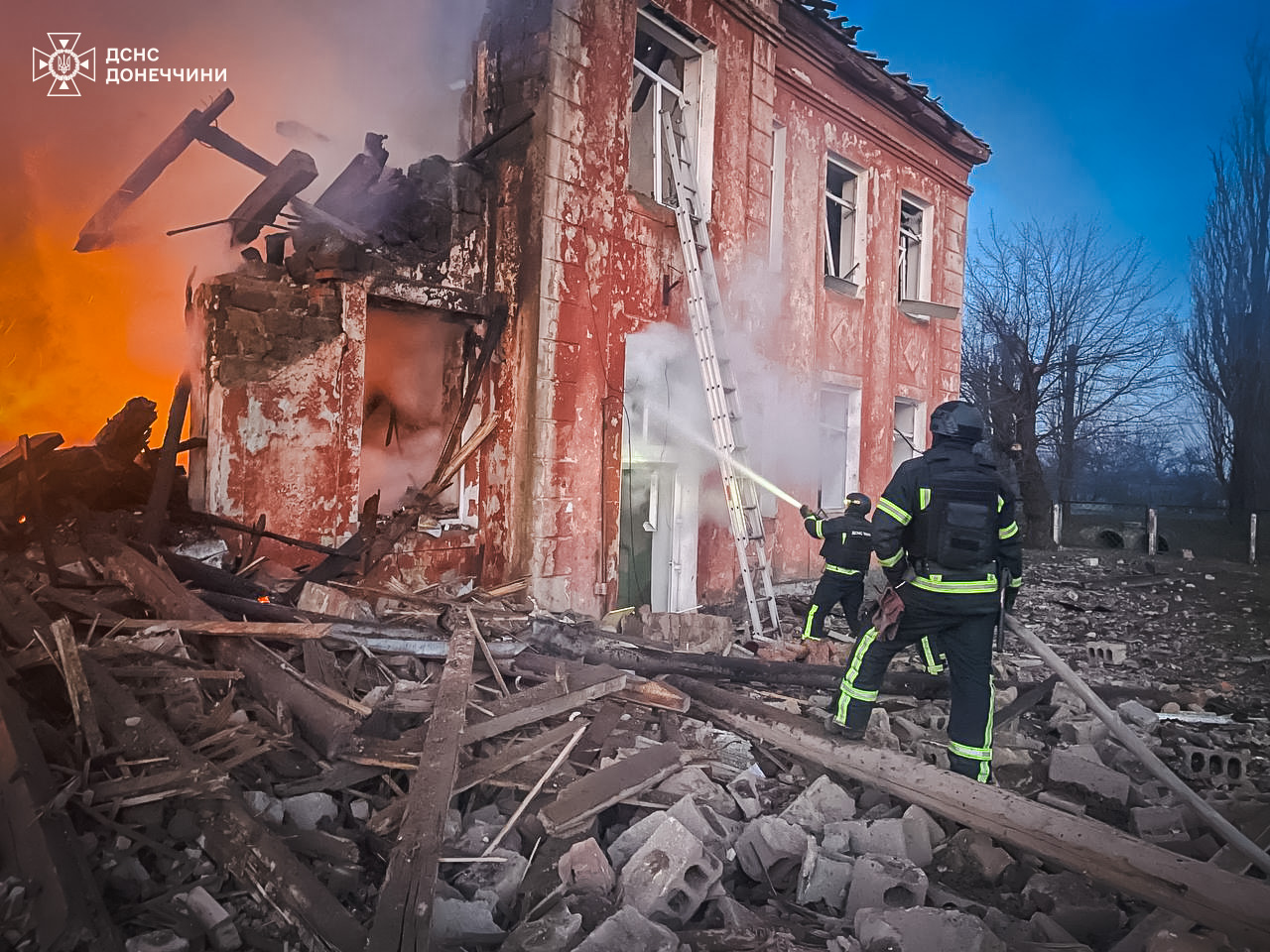
Gymnasium nr. 19 w Hirnyku po nocnym rosyjskim ostrzale.

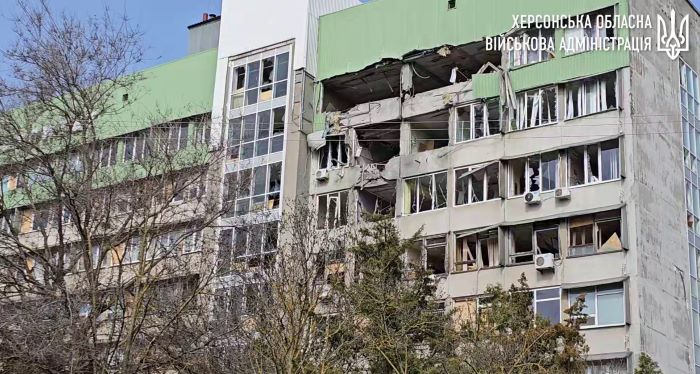
Chersoński Uniwersytet Państwowy, uszkodzony w wyniku rosyjskiego ostrzału. Uszkodzony został wydział, na którym wykładano biologię, chemię i geografię.

W ocenie ISW Ukraina uniemożliwia siłom rosyjskim osiągnięcie znaczących zysków taktycznych na całej linii frontu, ale utrzymujące się opóźnienia w amerykańskiej pomocy wojskowej prawdopodobnie zwiększą zagrożenie rosyjskim sukcesem operacyjnym. Tymczasem wojska rosyjskie poczyniły potwierdzone postępy w pobliżu Doniecka w ramach ciągłych walk pozycyjnych na całej linii frontu. Ponadto Rosja kontynuowała wysiłki w celu pozyskania rakiet balistycznych i innej broni z Korei Północnej do wykorzystania jej na Ukrainie.
Ukraiński SG podał, że kontynuowano utrzymywanie przyczółku w obwodzie chersońskim na lewym brzegu Dniepru, gdzie odparto dwa ataki. Rosja atakowała w kierunkach Łymanu, Bachmutu, Awdijiwki, Nowopawłowska i Zaporoża, gdzie doszło do 59 starć. W ciągu 24h wojska rosyjskie przeprowadziły 16 ataków rakietowych, 131 nalotów i 128 ostrzałów na pozycje ukraińskie i obszary zaludnione (odnotowano ofiary wśród cywilów oraz zniszczoną infrastrukturę). Około 100 miejscowości w dziewięciu obwodach znalazło się pod ostrzałem artyleryjskim. Lotnictwo ukraińskie dokonało 14 nalotów na miejsca koncentracji, z kolei artyleria ostrzelała obszar koncentracji, cztery punkty kontrolne, cztery systemy przeciwlotnicze, dwie jednostki artylerii i magazyn amunicji.
W nocy armia rosyjska zaatakowała Ukrainę za pomocą dronów i rakiet. Według ukraińskich Sił Powietrznych Rosja wystrzeliła 28 dronów Shahed 136/131 (z obwodu kurskiego i Krymu) oraz trzy rakiety manewrujące Ch-22, rakietę przeciwradarową Ch-31P (z Morza Czarnego) i rakiety przeciwlotnicze S-300 (z okupowanego obwodu donieckiego). Ukraińska obrona przeciwlotnicza zniszczyła 26 dronów w obwodach odeskim, charkowskim, dniepropietrowskim i zaporoskim. W Zaporożu szczątki zestrzelonego drona uszkodziły budynki mieszkalne i domy, a dwie kobiety zostały ranne. W Charkowie fragmenty jednego z dronów uszkodziły jezdnię, a drugi zniszczył restaurację. Nie odnotowano ofiar.
Gubernator Ołeh Siniehubow poinformował, że siły rosyjskie uderzyły na wieś Monaczyniwka koło Kupiańska, zabijając 57-letnią kobietę i raniąc jej męża. Władze lokalne podały, że Rosjanie zaatakowali wieś Drobyszewe i miasto Mykołajiwka w rejonie kramatorskim oraz Chersoń, zabijając dwie osoby i raniąc trzy kolejne. Gubernator Wadym Fiłaszkin powiedział, że Rosja ostrzelała Mykołajiwkę amunicją kierowaną, zabijając jedną kobietę i uszkadzając co najmniej 11 wieżowców i 11 domów. Z kolei gubernator Ołeksandr Prokudin stwierdził, że wojska rosyjskie uderzyły w taksówkę, zabijając kierowcę, a 36-letni mężczyzna i 39-letnia kobieta zostali ranni i trafili do szpitala. Według władz w wyniku rosyjskich ataków na południu i wschodzie Ukrainy co najmniej cztery osoby zginęły, a 30 zostało rannych. Prezydent Wołodymyr Zełenski wezwał sojuszników do dostarczenia dodatkowych rakiet przeciwlotniczych i myśliwców do obrony przed tymi atakami.
Gubernator Michaił Razwożajew początkowo poinformował, że rosyjski samolot wojskowy Su-35 rozbił się w morzu w pobliżu Sewastopola. Ukraińskie media i lokalny kanał na Telegramie spekulowały, że wojskowy samolot został omyłkowo zestrzelony przez rosyjską obronę przeciwlotniczą. Pilot został uratowany bez obrażeń. Później rzecznik Marynarki Wojennej Ukrainy Dmytro Pletenczuk powiedział, że siły rosyjskie zestrzeliły wasny samolot Su-27.
Niemcy ogłosiły nowy pakiet pomocy wojskowej dla Ukrainy, który obejmował pięć pojazdów technicznych Warthog, dziewięć pojazdów dowodzenia Warthog, sześć czołgów do usuwania min Wisent 1, pojazdy inżynieryjne Bergepanzer 2 i 2A1 Dachs, 18 tys. szt. pocisków 155 mm, 24 tys. szt. amunicji 40 mm, 2056 szt. amunicji przeciwpancernej RGW 90 Matador, 70 granatników GMG, 14 dronów rozpoznawczych Vector i 30 RQ-35 Heidrun, pięć zestawów do zakłócania dronów, system obserwacji Satcom sześć cystern paliwowych Mercedes-Benz Zetros i trzy pojazdy dla Straży Granicznej. Minister obrony Pål Jonson stwierdził, że Szwecja nie wyklucza możliwości dostarczenia Ukrainie swoich myśliwców Gripen, dodając, że „rozważania trwają”.
Prezydent Wołodymyr Zełenski powiedział, że podczas konferencji telefonicznej ze spikerem Izby Reprezentantów USA Mikiem Johnsonem Zełenski osobiście podziękował mu, amerykańskim partiom republikańskiej i demokratycznej, narodowi amerykańskiemu i prezydentowi Joe Bidenowi za ich zdecydowane wsparcie dla Ukrainy od początku rosyjskiej inwazji. Poinformował także Johnsona o sytuacji na polu bitwy i wyraził nadzieję, że Kongres szybko zatwierdzi pomoc dla Ukrainy. Ponadto Zełenski powiedział w wywiadzie dla CBS, że Ukraina potrzebuje większej pomocy ze strony swoich sojuszników, aby uporać się z oczekiwaną dużą ofensywą Rosji, która może zostać przeprowadzona na przełomie maja i czerwca tego roku.

### 29 marca

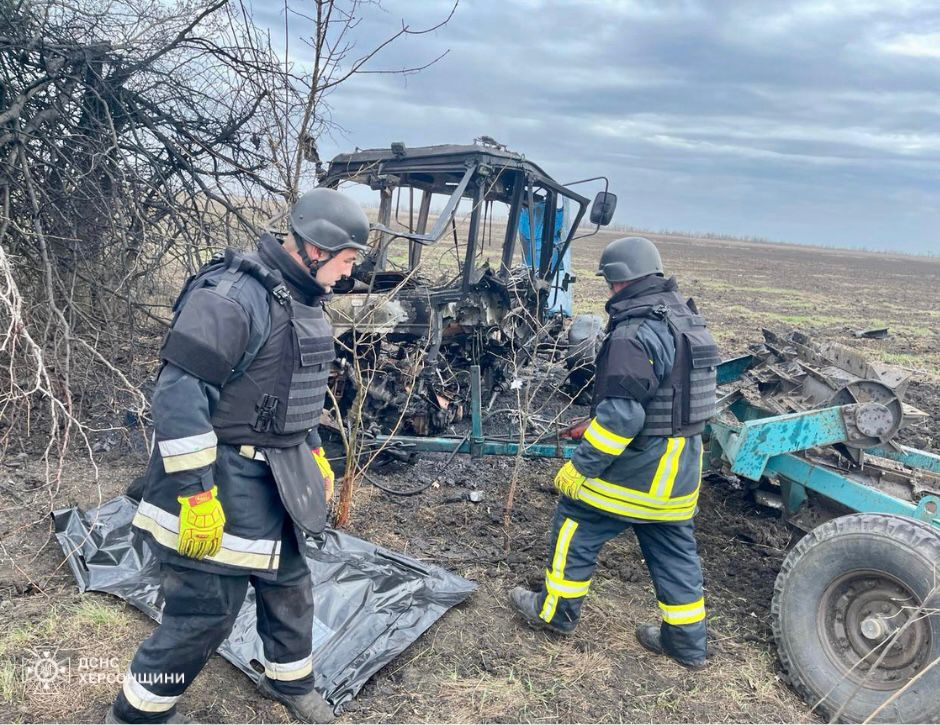
Ciągnik eksplodował na niezidentyfikowanym urządzeniu wybuchowym w pobliżu wsi Topołyne. Kierowca zginął.

Dowódca SZ Ukrainy generał Ołeksandr Syrski powiedział, że po ostatnim przeglądzie armii stwierdzono, że będzie wystarczająca liczba ludzi do obrony, dlatego liczba osób, które należy zmobilizować, została „znacznie zmniejszona” w porównaniu z pierwotnie proponowanymi 500 tys. ludzi. Stwierdził także, że jakakolwiek próba zajęcia Charkowa przez Rosjan byłaby „śmiertelna” dla wojsk rosyjskich, a siły ukraińskie „podejmują wszelkie środki, aby odpowiednio zareagować na taką możliwość”, dodając, że „Dziś prowadzimy zakrojoną na szeroką skalę prace związane z umocnieniem terytoriów i pozycji, instalujemy skomplikowany system barier”. Przyznał jednak, że sytuacja na froncie jest „bardzo trudna”, twierdząc, że siły rosyjskie w dalszym ciągu stosowały masowe ataki, a ostatnio znacznie zwiększyły użycie nalotów i bomb kierowanych, „które niszczą nasze pozycje”. Według niego Rosjanie mieli wówczas przewagę amunicyjną wynoszącą ok. 6:1 i dodał, że Ukrainie pomaga amunicja o wysokiej precyzji.
Według ISW rosyjskie wojsko prawdopodobnie rozszerzyło cel rosyjskiej kampanii uderzeniowej przeciwko krytycznej infrastrukturze Ukrainy o elektrownie wodne. Tymczasem wojska rosyjskie poczyniły potwierdzone postępy w pobliżu Bachmutu, Awdijiwki i Doniecka oraz na granicy obwodu donieckiego i zaporoskiego w ramach ciągłych walk pozycyjnych na całej linii frontu. Brytyjskie MON podało, że Rosjanie zrobili „ograniczone postępy” na zachód od Awdijiwki. Pod koniec miesiąca siły rosyjskie prawdopodobnie przejęły kontrolę nad miejscowościami Toneńke i Orliwka, gdzie rozciągnięte były ukraińskie linie obrony. Wojska rosyjskie kontynuowały również ataki na innych ocinkach frontu, jednak „postępy w ostatnich tygodniach były niewielkie”. Dodano także, że Rosja rekrutuje ok. 30 tys. żołnierzy miesięcznie, co umożliwiało im płynne uzupełnianie strat.
Sztab Ukrainy poinformował, że kontynuowano utrzymywanie przyczółku w obwodzie chersońskim na lewym brzegu Dniepru, gdzie odparto trzy ataki. Rosja atakowała w kierunkach Łymanu, Bachmutu, Awdijiwki, Nowopawłowska i Zaporoża, gdzie doszło do 72 starć. W ciągu doby wojska rosyjskie przeprowadziły 38 ataków rakietowych, 75 nalotów i 98 ostrzałów na pozycje ukraińskie i obszary zaludnione (odnotowano ofiary wśród cywilów oraz zniszczoną infrastrukturę). Około 120 miejscowości w dziewięciu obwodach znalazło się pod ostrzałem artyleryjskim. Lotnictwo ukraińskie dokonało 14 nalotów na miejsca koncentracji oraz dwóch na stanowisko dowodzenia i system przeciwlotniczy, z kolei artyleria ostrzelała dwa obszary koncentracji, dwa systemy przeciwlotnicze i środki artyleryjskie.
MSW Ukrainy stwierdziło, że w nocy Rosja przeprowadziła masowy atak, wystrzeliwując na różne cele w 10 obwodach 60 dronów Shahed 136/131 i 39 rakiet, a w tym: trzy rakiety hipersoniczne Kindżał, dwie rakiety balistyczne Iskander-M, dziewięć rakiet manewrujących Ch-59, cztery pociski manewrujące Iskander-K i 21 rakiet Ch-101/Ch-555. Według ukraińskich Sił Powietrznych przechwycono 58 dronów i 26 rakiet, w tym 17 rakiet Ch-101/Ch-555, pięć Ch-59 i cztery Iskander-K. Według Ukrenergo celem ataku były obiekty infrastruktury energetycznej. Podczas nalotu uszkodzone zostały trzy elektrownie cieplne i wodne w obwodach dniepropetrowskim, połtawskim i czerkaskim, co spowodowało przerwy w dostawie prądu w ok. 10 obwodach, głównie w dniepropetrowskim i charkowskim. W rejonach dnieprzańskim, krzyworoskim i kamieńskim uszkodzonych zostało kilka obiektów energetycznych. Atak spowodował także uszkodzenie infrastruktury cywilnej oraz ranił kilka osób, w tym 5-letnią dziewczynkę w Kamieńskiem. Prezydent Zełenski podkreślił, że Rosjanie celowo próbowali uderzyć w elektrownie Kaniowską i Dniestrzańską Elektrownię Wodną, aby spowodować kolejną katastrofę, jak w przypadku tamy Kachowka.
Gubernator Serhij Łysak powiedział, że wczesnym rankiem Rosja przeprowadziła atak na obwód dniepropetrowski, niszcząc kluczową infrastrukturę i raniąc co najmniej sześciu cywilów. Gubernator Ołeh Kiper powiedział, że obrona przeciwlotnicza zestrzeliła nad Odessą dwie rakiety manewrujące wystrzelone przez armię rosyjską, raniąc co najmniej pięciu cywilów, w tym troje dzieci. Ponadto armia rosyjska po raz pierwszy użyła ciężkiej bomby lotniczej ODAB-1500 na Ukrainie, atakując miasto Wełyka Pysariwka w obwodzie sumskim. Według eksperta Bild ds. analizy białego wywiadu, Juliana Röpke, po uderzeniu ODAB-1500 w niebo wzniosła się chmura dymu o wysokości 1 km.
Rosyjski kanał na Telegramie „BelPlus” podał, że we wczesnych godzinach porannych ostrzał rosyjskiego miasta Biełgorod spowodował zniszczenia w budynkach mieszkalnych. Mieszkańcy zgłaszali głośne hałasy w regionie ok. 3:00 czasu lokalnego, a w mediach społecznościowych pojawiły się zdjęcia i filmy przedstawiające zniszczone obiekty. Gubernator Wiaczesła Gładkow stwierdził później, że podczas ataku zniszczono 17 budynków i 12 samochodów. Ministerstwo Obrony Rosji podało, że ok. 14:30 zestrzelono ukraińskiego drona nad obwodem biełgorodzkim, który rozbił się o budynek, zabijając jedną osobę i raniąc dwie kolejne.
Prezydent Zełenski mianował byłego sekretarza Rada Bezpieczeństwa Narodowego i Obrony Ołeksija Daniłowa na kolejnego ambasadora Ukrainy w Mołdawii, zastępując na tym stanowisko Marko Szewczenkę oraz odwołał dwóch zastępców szefa Kancelarii Prezydenta, Andrieja Smirnowa i Ołeksija Dniprowa, powołując na te stanowiska wiceministrów sprawiedliwości, Irinę Mudrę i Ołenę Kowalską. Ponadto Zełenski w wywiadzie dla The Washington Post oświadczył, że nie zgadza się z doniesieniami, jakoby część amerykańskich urzędników zwracała się do Ukrainy o zaprzestanie ataków na rosyjskie rafinerie w celu ograniczenia prowokacji wobec Rosji. Podkreślił, że Ukraina ma prawo użyć własnej broni, aby przeprowadzać ataki w samoobronie.

### 30 marca

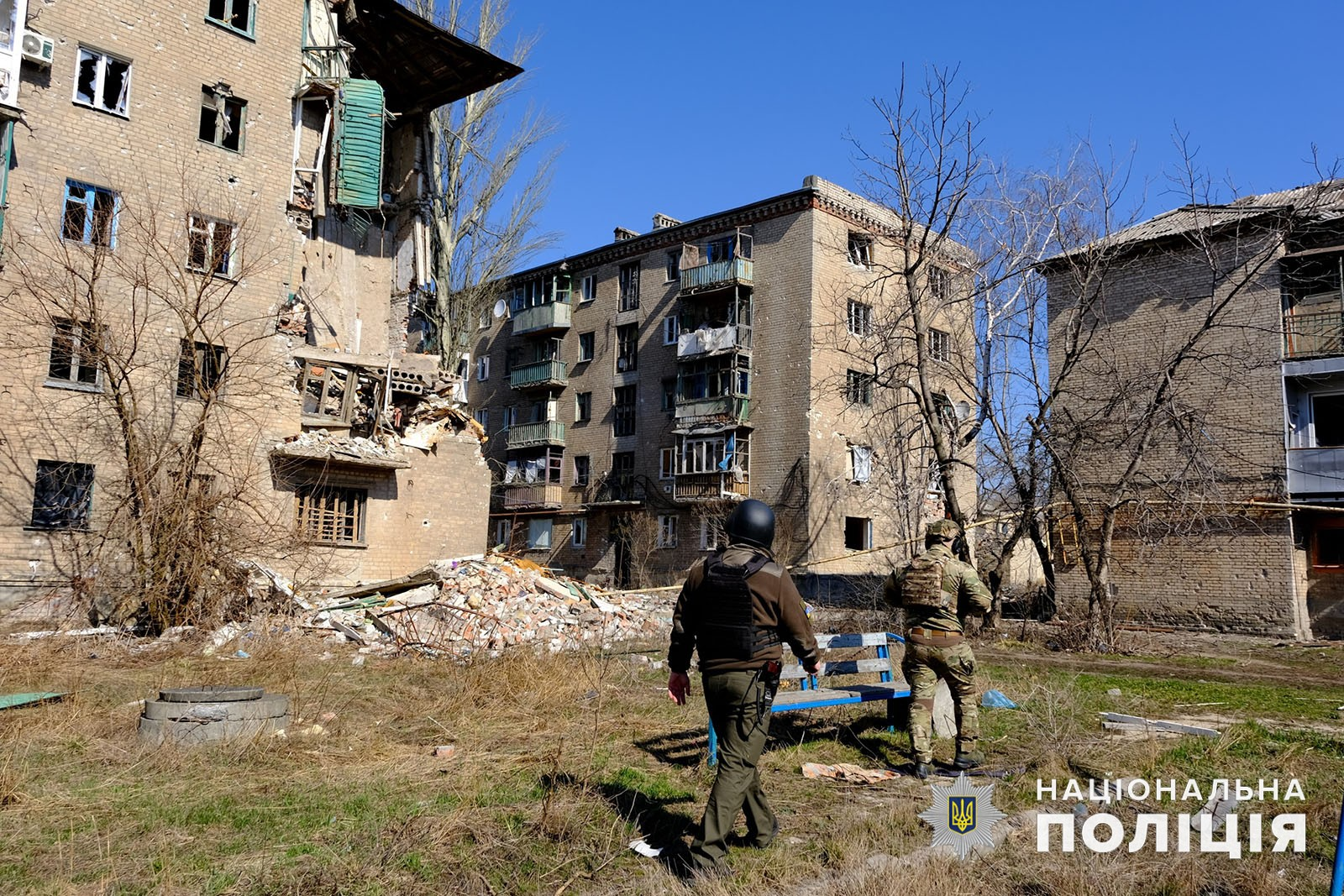
Czasiw Jar podczas wojny z Rosją. Według policji miasto położone jest ok. 4 km od linii frontu, brakuje wody i prądu, a wojska rosyjskie ostrzeliwały je co najmniej 10 razy dziennie. Z przedwojennych 12 tys. mieszkańców pozostało ok. 900 osób.

W ocenie ISW Rosja coraz częściej używała terenowych dronów wojskowych na froncie w obwodzie donieckim. Rosyjskie i ukraińskie źródła opublikowały nagrania, na których widać, jak Ukraińcy atakowali drony we wsi Berdyczi oraz na kierunku bachmuckim. Według blogerów wojennych pojazdy te są wyposażone w granatniki AGS-17, mogące wystrzeliwać 50–400 granatów na minutę. Rosyjskie źródła opublikowały też nagranie z innymi niedużymi dronami kołowymi, które zdaniem eksperta Centrum Analiz Morskich Samuela Bendetta wykonywały zadania zwiadowcze i logistyczne, a także służyły do ewakuacji personelu i wykonywania prostych zadań bojowych. Tymczasem na całym froncie kontynuowano walki pozycyjne. Ponadto rosyjski zmobilizowany personel w dalszym ciągu ponosił duże straty podczas walk na Ukrainie.
Sztab Ukrainy podał, że kontynuowano utrzymywanie przyczółku w obwodzie chersońskim na lewym brzegu Dniepru, gdzie odparto dwa ataki. Rosja atakowała w kierunkach Łymanu, Bachmutu, Awdijiwki, Nowopawłowska i Zaporoża, gdzie doszło do 85 starć. W ciągu doby wojska rosyjskie przeprowadziły 17 ataków rakietowych, 83 naloty i 97 ostrzałów na pozycje ukraińskie i obszary zaludnione (odnotowano ofiary wśród cywilów oraz zniszczoną infrastrukturę). Ponad 100 miejscowości w dziewięciu obwodach znalazło się pod ostrzałem artyleryjskim. Lotnictwo ukraińskie dokonało 11 nalotów na miejsca koncentracji oraz czterech na kompleksy rakiet przeciwlotniczych. Rzecznik Marynarki Wojennej Dmytro Pletenczuk powiedział, że rosyjskie wojsko wycofało prawie wszystkie swoje „najbardziej wartościowe” statki z portów na okupowanym Krymie po udanych ukraińskich atakach na Flotę Czarnomorską. Gubernator obwodu kijowskiego Rusłan Krawczenko powiedział, że w ramach wysiłków mających na celu wzmocnienie obronności regionu postawiono prawie 10 tys. „smoczych zębów” i stworzono wiele rowów przeciwczołgowych.
W nocy wojsko rosyjskie wystrzeliło 12 dronów Shahed 136/131 (z Krymu) i cztery rakiety S-300/S-400 w kierunku południowej i południowo-wschodniej Ukrainy. Dziewięć dronów zostało zniszczonych przez ukraińską obronę przeciwlotniczą w obwodach chersońskim, odeskim, dniepropietrowskim i połtawskim. Zestrzelono także pocisk manewrujący Ch-59, dron rozpoznawczy Supercam i dron Łancet. Prokuratura Generalna Ukrainy podała, że dwie osoby zginęły, a jedna została ranna w wyniku rosyjskiego ostrzału artyleryjskiego na Krasnohoriwkę. Według doniesień atak uszkodził domy i budynki gospodarcze. Gubernator Ołeh Kiper powiedział, że Rosjanie wystrzelili dwie rakiety manewrujące z Morza Czarnego na Odessę. Obydwa cele zostały zestrzelone przez obronę przeciwlotniczą. Spadające szczątki rakiet raniły dziecko oraz uszkodziły lokalną infrastrukturę. W ciągu ostatniej doby siły rosyjskie przeprowadziły 45 ostrzałów na tereny przygraniczne i miejscowości w obwodzie sumskim, gdzie zarejestrowano 254 eksplozje.
Ukraińska prywatna firma energetyczna DTEK poinformowała, że rosyjskie naloty z 22 i 29 marca uderzyły w elektrownie cieplne i wodne „w prawie wszystkich regionach” kraju oraz zniszczyły systemy dystrybucyjne. 5 z 6 elektrowni DTEK zostało uszkodzonych lub zniszczonych, a po dwóch tygodniach rosyjskich ataków utracono 80% mocy wytwórczych. Naprawy trwałaby miesiące, w niektórych przypadkach nawet półtora roku, a nawet do 18 miesięcy. Firma zgłosiła szkody materialne o wartości 300 milionów dolarów. Według DTEK w obwodzie odeskim zostały uszkodzone instalacje energetyczne, w wyniku czego bez prądu pozostawało ponad 68 tys. rodzin.
Gubernator Wiaczesław Gładkow powiedział, że w związku z ukraińskimi atakami ewakuowano z obwodu biełgorodzkiego 5 tys. dzieci, m.in. do Petersburga, Briańska i Machaczkały. Wywiad ukraiński poinformował, że w obwodach biełgorodzkim, kurskim i briańskim kontynuowane były działania mające na celu wzmocnienie granicy rosyjskiej.
Francuskie Ministerstwo Obrony ogłosiło nowy pakiet pomocy wojskowej dla Ukrainy, który obejmował nową partię rakiet przeciwlotniczych Aster 30 oraz setki starszych, ale „nadal sprawnych” pojazdów opancerzonych. Rząd francuski współpracował z MBDA w celu przyspieszenia budowy rakiet Aster, co miało być dla MBDA „nakazem” „zwiększenia dostaw amunicji”. Premier Denys Szmyhal zapowiedział, że pierwsza partia amunicji artyleryjskiej zakupionej w ramach czeskiej inicjatywy dotrze w kwietniu 2024 roku.

### 31 marca
Według ISW siły ukraińskie odparły 30 marca rosyjski atak zmechanizowany wielkości batalionu w okolicy Toneńke w rejonie Awdijiwki, będący pierwszym atakiem tej wielkości od czasu rozpoczęcia rosyjskiej kampanii mającej na celu zajęcie Awdijiwki pod koniec października 2023 roku. Według ukraińskich źródeł armia rosyjska użyła do ataku 36 czołgów i 12 bojowych wozów piechoty, z czego 12 czołgów i osiem BWP zostało zniszczonych przez Ukraińców. Na materiałach geolokalizacyjnych było widać dużą ilość zniszczonego i uszkodzonego sprzętu, a Rosjanom nie udało się przełamać ukraińskiej linii obrony. Według ekspertów odparcie ataku sił wielkości batalionu mogło świadczyć o tym, iż zgromadzone na tym odcinku przez wojska rosyjskie rezerwy operacyjne nie będą w stanie w najbliższym czasie zagwarantować przesunięcia się Rosjan na zachód. Tymczasem siły rosyjskie dokonały potwierdzonych postępów w pobliżu Awdijiwki i na południowy zachód od Doniecka w ramach ciągłych walk pozycyjnych na całej linii frontu. Ponadto Instytut przewidywał, że Rosjanie przeprowadzą latem bądź na przełomie wiosny i lata dużą ofensywę na w jednym z kierunków walk, najprawdopodobniej w Donbasie.
Ukraiński SG oświadczył, że kontynuowano utrzymywanie przyczółku w obwodzie chersońskim na lewym brzegu Dniepru, gdzie odparto dwa ataki. Rosja atakowała w kierunkach Łymanu, Bachmutu, Awdijiwki, Nowopawłowska i Zaporoża, gdzie doszło do 53 starć. W ciągu doby wojska rosyjskie przeprowadziły 22 ataki rakietowe, 79 nalotów i 97 ostrzałów na pozycje ukraińskie i obszary zaludnione (odnotowano ofiary wśród cywilów oraz zniszczoną infrastrukturę). Ponad 110 miejscowości w dziewięciu obwodach znalazło się pod ostrzałem artyleryjskim. Lotnictwo ukraińskie dokonało 11 nalotów na miejsca koncentracji i trzech na przeciwlotnicze kompleksy rakietowe, natomiast artyleria uderzyła w trzy punkty kontroli dronów, system przeciwlotniczy, stację walki radioelektronicznej i jednostkę artylerii.
Ukraińskie Siły Powietrzne oświadczyły, że między północą a wczesnym rankiem wojska rosyjskie zaatakowały południową Ukrainę za pomocą 14 rakiet manewrujących Ch-101/Ch-555, rakiety balistycznej Iskander-M, rakiety manewrującej Ch-59 i 11 dronów Shahed 136/131. Ukraińska obrona przeciwlotnicza zniszczyła 18 z 27 celów, w tym dziewięć rakiet Ch-101/Ch-555 i dziewięć dronów. W obwodzie rówieńskim podczas nocnego ataku zestrzelono także dwie rakiety, Ch-55 i Iskander. Według gubernatora Maksyma Kozickiego w wyniku ataku rakietowego na infrastrukturę krytyczną w obwodzie lwowskim zginęły dwie osoby oraz zniszczono budynek administracyjny. W obwodzie odeskim spadające szczątki drona spowodowały pożar w jednym z obiektów energetycznych w regionie, w wyniku czego kilka miejscowości zostało odciętych od prądu. Około 22:15 zarejestrowano atak dwóch bomb UMPB D-30 w rejonie szewczenkowskim w Charkowie. Gubernator Ołeh Siniehubow powiedział, że w wyniku ataku w mieście spłonęły autobusy, pociąg towarowy i jeden samochód osobowy. Zniszczeniu uległa jedna z lokalnych placówek oświatowych, internat i budynek mieszkalny.
Ministerstwo Obrony Rosji twierdziło, że w godzinach porannych zestrzelono trzy drony nad obwodem jarosławskim oraz przechwycono 10 rakiet RM-70 nad obwodem biełgorodzkim. Gubernator Wiaczesław Gładkow oświadczył, że podczas ataku zginęła kobieta oraz zniszczono 18 domów, linie energetyczne i wodociąg.
Ministerstwo Obrony Rosji podało, że Siły Powietrzne przeprowadziły zmasowany atak na obiekty infrastruktury energetycznej i przemysłu gazowego na Ukrainie za pomocą „precyzyjnej broni powietrznej dalekiego zasięgu” i dronów. Według Ministerstwa „w wyniku tego nalotu została zakłócona działalność przedsiębiorstw przemysłu obronnego zajmujących się produkcją i naprawą broni, sprzętu i amunicji. Wszystkie cele zostały osiągnięte. Wyznaczone obiekty zostały trafione”. Ministerstwo poinformowało także, że prezydent Władimir Putin podpisał dekret o poborze do wojska 150 tys. obywateli w ramach regularnej wiosennej kampanii poboru. Zgodnie z prawem zmobilizowani poborowi w ramach regularnego poboru nie mogą zostać wysyłani do walki za granicą, w tym na Ukrainie, jednak nie obejmuje to stacjonowania na obszarach okupowanych przez Rosję. Brytyjskie Ministerstwo Obrony oświadczyło, że Rosja wzmocniła obronę w porcie w Noworosyjsku oraz umieściła cztery barki przy wejściu do portu Floty Czarnomorskiej, aby zapobiec atakowi ukraińskich dronów wodnych.
Szef wywiadu wojskowego Ukrainy generał Kyryło Budanow odrzucił wcześniejsze doniesienia ukraińskich wojskowych, jakoby Rosja po raz pierwszy zrzuciła 1,5-tonową bombę ODAB-1500 na obwód sumski, stwierdzając, że nie jest to pierwszy przypadek użycia przez siły rosyjskie takiej broni na Ukrainie; „Mogę bezpośrednio temu zaprzeczyć. Nie ma w tym nic nowego”. Dodał także, że prawdopodobnie wojska rosyjskie wkrótce ponownie zaczną używać rakiet manewrujących Kalibr w atakach na Ukrainę, ponieważ będą do tego zmuszona ze względu na zmniejszenie zapasów rakiet Ch-101, których używano w ostatnich skoordynowanych atakach. Budanow ostrzegł również, że „Rosja od ponad roku buduje linię kolejową [od Rostowa nad Donem do Krymu], która ma połączyć się z naszymi okupowanymi terytoriami południowymi. Proces ten jest już prawie ukończony i może stanowić dla nas poważny problem”.